# Architecture à Vladivostok
Sauf précision contraire, les dates de cet article sont sous-entendues dans le calendrier grégorien.
L'architecture à Vladivostok est l'ensemble des bâtiments, structures et styles architecturaux de la ville de Vladivostok, dans le kraï du Primorié, en Extrême-orient russe. Historiquement, Vladivostok s'est développée selon les traditions architecturales européennes. Aujourd'hui, la ville compte environ 500 monuments architecturaux et plus de 100 fortifications de la forteresse de Vladivostok.

## Les principales étapes du développement de la ville

### Fondation de Vladivostok

#### Le début de la fondation
Le 20 juin 1860 (2 juillet dans le calendrier grégorien), le bateau de la flottille sibérienne Mandjour (ru) sous le commandement du lieutenant-commandant Alexeï Karlovitch chefner entra dans la baie de Port May, rebaptisée plus tard Corne d'Or. Ce jour-là, le drapeau de Saint-André a été hissé sur un haut mât, annonçant la fondation du poste militaire russe de Vladivostok sur ce site. Ainsi, sur la base des renseignements du général de division, le comte Nikolaï Pavlovitch Ignatiev, envoyé par Alexandre II en Chine et par le gouverneur général de la Sibérie orientale, le comte Nikolaï Mouraviov-Amourski a pu empêcher les actions de la marine anglaise visant à élargir les emprises territoriales. Avant l'établissement du poste, cette zone n'était pas habitée et les rives de la baie étaient couvertes d'une forêt dense. La garnison du nouveau poste a débarqué sur la rive où se trouve aujourd'hui le jardin de l'hôpital régional de physiothérapie (rue Svetlanskaïa, 38).

#### Les premiers bâtiments (1860-1866)

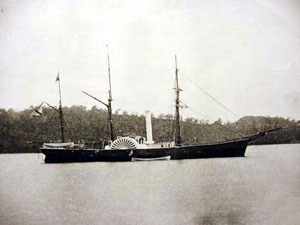
La corvette America dans la Corne d'Or. Années 1860.

Initialement, plusieurs tentes ont été érigées sur le site, puis la première structure a été érigée, une maison en bois dans laquelle le chef du poste, Nikolaï Komarov, s'est installé et a établi une cuisine, une caserne et un entrepôt alimentaire. En août 1860, la corvette Griden entre dans la baie, apportant des renforts à la garnison et les provisions nécessaires à l'hivernage. La corvette est restée dans la baie pour l'hiver et les officiers et les marins ont érigé plusieurs autres bâtiments, dont une maison d'officier, une deuxième caserne et un entrepôt. Le commis de l'Amur Trading Company est arrivé par bateau et a ouvert le premier magasin. Tous les bâtiments ont été construits à partir du bois de la forêt disponible au bord de la baie.
L'année suivante, plusieurs navires visitèrent le poste, et la construction se poursuivit : une jetée en bois, plusieurs bâtiments et entrepôts furent érigés. Le premier hôpital fut construit au pied du Nid de l'Aigle, et non loin du poste se trouvait l'église de la Dormition-de-la-Sainte-Vierge, qui resta la seule église orthodoxe de la ville jusqu'en 1876. Selon les descriptions de l'écrivain Vsevolod Krestovski, l'église n'avait rien de commun avec l'idée généralement acceptée d'une église orthodoxe à l'époque et ressemblait plutôt à « une simple grange [...] sinon pour le dôme avec une petite croix ». Une clairière fut creusée depuis le poteau jusqu'à l'église, qui devint plus tard la rue principale de la ville.
Depuis 1862, Vladivostok a commencé à être appelé un port. La position géographique favorable attira les immigrants vers le port et des bâtiments civils apparurent. En 1864, l'administration du port fut transférée de Nikolaïevsk-sur-l'Amour à Vladivostok, pour laquelle le premier bâtiment de l'amirauté fut construit. Au cours de la première décennie, seule la partie nord de la baie de la Corne d'Or a été aménagée, du pied de la colline Tigrovaïa jusqu'au ravin. Le développement était extrêmement clairsemé. Le journaliste Nikolaï Matveïev-Amuorski a décrit Vladivostok à cette époque : « En 1866, il y avait ici une taïga presque complète. Le long des montagnes, où il n'y a plus un seul buisson, il y avait une forêt vierge continue. Là où se trouve aujourd'hui la maison du commandant du port, il y avait une maison de garde, deux ou trois maisons privées, un magasin et une taverne ; où se trouve maintenant l'Assemblée de la Marine, un village, une fanza, une cabane de marchand et une taverne ; où se trouvent maintenant les magasins de l'Amirauté, la caserne Gridna, une taverne et plusieurs maisons. Entre eux se trouve une église entourée de forêt, et un chemin y mène..  » En 1866, 10 bâtiments publics et 34 bâtiments privés, une église, 12 magasins et commerces, 15 fanzis chinois et 9 bâtiments non résidentiels avaient été construits à Vladivostok.

### Début du développement régulier (1866-1880)

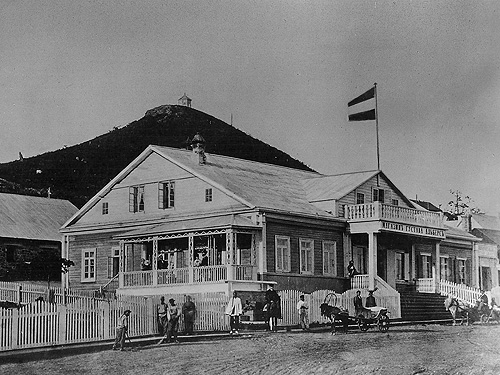
Maison de Gustav Albers, 1876.

En 1866, l'arpenteur-géomètre Lioubinski a élaboré le premier plan de développement de la future ville, mais celui-ci n'a pas été mis en œuvre car il interférait avec les intérêts des promoteurs. En 1868, il y avait déjà une centaine de bâtiments dans le port, et le bâtiment le plus éloigné du centre était le nouvel hôpital naval, construit à Gniloï Ougol en 1869. Le premier bâtiment de l'hôpital est devenu le premier bâtiment en pierre de Vladivostok. Il a été construit à partir de briques apportées par des navires de Chine.
Dans la première moitié des années 1870, à la suite du transfert du port principal de Nikolaïevsk-sur-l'Amour, Vladivostok commença à se développer et devint un centre commercial. Au milieu de la décennie, le développement adjacent à la zone portuaire est devenu plus dense : les premières rues transversales de Svetlanskaïa, de Chine, de la Suifen, Proudovaïa, s'étendaient jusqu'au sommet des collines. Une nouvelle zone était en cours de développement depuis le ravin Jarikovski jusqu'à Gnily Ugla, dans laquelle la partie résidentielle de la ville est développée : les colonies des officiers ou Ekipajnaïa, Matrosskaïa et Doctor's.
Le 15 septembre 1874 (27 septembre dans le calendrier grégorien), par arrêté du gouverneur général de la Sibérie orientale et de l'Extrême-Orient, une commission pour l'organisation de la ville est constituée à Vladivostok. L'année suivante, la Douma municipale a été créée, au sein de laquelle un comité pour l'amélioration et la construction a été formé. Lors de la première réunion, le comité prit une décision sur le développement systématique de la zone, séparée du centre-ville par un ravin sur les pentes du mont Tigre, ainsi qu'une décision sur la construction d'une cathédrale, la cathédrale de l'Assomption.

### Développement de la construction en pierre (1880-1889)
En 1880, des communications maritimes régulières furent organisées entre Vladivostok et la partie européenne de la Russie, ce qui contribua à la croissance active de la colonisation et au développement de la ville. En 1883, l'Administration de la Colonisation, dirigée par Fedor Bousse, commença ses activités. Dans le même temps, il y a eu un afflux massif de Chinois et de Coréens dans la ville. Ces derniers fondèrent leur propre colonie sur les rives de la baie de l'Amour, la colonie coréenne, qui reçut bientôt la citoyenneté de l'Empire russe.
Au début des années 1880, une caractéristique distinctive du développement de Vladivostok était l'absence de bâtiments en pierre, à l'exception des casernes, des entrepôts du département naval et de l'hôpital naval. Le développement de la construction en pierre a été entravé par des rumeurs constantes sur le transfert du port vers les baies d'Olga ou de Possiet, alors que toute la vie de la colonie en dépendait. La première maison privée en pierre n'a été construite qu'en 1881 dans la rue Svetlanskaïa par le lieutenant à la retraite Zotov. Pour changer la situation, le gouverneur a adressé aux habitants un appel dans lequel il a nié les rumeurs, qui ont eu un effet positif sur le développement de la construction en pierre.
Dans la première moitié des années 1880. les grandes sociétés commerciales Kunst und Albers et Dixan and Co. ont construit des bâtiments en pierre pour leurs bureaux et magasins, James De Vries a construit l'Hôtel du Louvre, l'homme d'affaires et entrepreneur Otto Rein a construit l'église luthérienne Saint-Paul et le presbytère juste à côté. À la fin de la décennie, le centre-ville a commencé à se construire de manière plus densifiée, les bâtiments de type manoir cédant la place aux maisons de ville. Les rues Svetlanskaïa, Aleoutskaïa, de la Suifen, de Pékin et de Chine sont désormais construites avec des bâtiments à deux et trois étages.

### L'essor de l'urbanisme (1889-1900)
En 1889, une nouvelle étape du développement urbain de Vladivostok commence, caractérisée par une construction et une croissance physique importantes. La période de « l'apogée des années 90 » était le reflet du boom industriel en Russie, de la construction active de chemins de fer (chemin de fer de l'Oussouri, CER) et de la construction du port commercial de Vladivostok. Vladivostok a été déclarée forteresse et son port a reçu le droit à un régime de port franc.
En 1894, la première gare ferroviaire est construite (architecte Platon Bazilevski, ingénieur et entrepreneur Thaddeus Iemelianovitch Niklevitch). Niklevitch a conçu et construit une gare ferroviaire et un bureau de poste, une école de commerce et le Grand Hôtel. La construction portuaire était également étroitement liée à la construction ferroviaire. En 1896 eut lieu l'inauguration du port de commerce, dont le projet fut développé par l'ingénieur V. Timonov. Un peu plus tard, la construction d'une amarre et d'installations portuaires a commencé le long de la côte de la péninsule de Chkota. Le bâtiment de l'administration portuaire a été érigé dans la rue Beregovaïa.
La partie résidentielle de la ville s'est développée rapidement. Au début des années 1890, des bâtiments administratifs étaient en cours de construction, comme le bâtiment du gouvernement de la ville, la résidence du gouverneur, la maison du commandant de la flotte. Les entrepreneurs locaux étendirent leurs activités, avec des entrepôts et des magasins, des hôtels et des restaurants, des chambres meublées et des immeubles d'habitation qui sont construits dans la ville. La société Kunst und Albers est en train de construire le bâtiment principal de son magasin à Svetlanskaïa, où a été construite la première centrale électrique de la ville. La superficie de Vladivostok a considérablement augmenté : les batteries du Tigre, Matrosskaïa et de Slobodki font désormais partie de ses limites. À la fin de la décennie, il n'y avait plus de terrains propices au développement dans le centre-ville. Au cours de ces années, les bâtiments en bois ont été pour la plupart remplacés par des bâtiments en brique. Certains d'entre eux ont survécu jusqu'à ce jour, comme la maison dans la rue Ouborévitcha, 13 ans; l'hôtel Sibirskoïe podvorié du marchand Zimmerman ; le bâtiment du Trésor dans la rue Pouchkine. Les façades, corniches, encadrements de fenêtres et frontons de ces bâtiments se distinguaient par leur richesse de plasticité et d'expressivité artistique.
Il y a eu des différends et des litiges entre différents départements concernant les terrains de la ville. Pour éliminer les frictions, l'administration régionale procéda en 1895 à une démarcation des terres : les terres le long des rives de la Corne d'Or, des baies d'Ulysse et de Patrocle furent cédées au département naval, le département militaire reçut des terres sur la péninsule de Chkota, à Gniloï Ougol et sur la péninsule de Goldobina dans la région du cap Tchourkina. Les terres restantes sont restées la propriété du gouvernement de la ville, du département de l'éducation publique et du département spirituel.

Au cours de ces années, le centre-ville s'est activement construit. Les bâtiments de la banque russo-chinoise, l'Hôtel Central, les maisons des directeurs des sociétés commerciales, le bâtiment du siège de la forteresse de Vladivostok et l'Assemblée des greffiers ont été érigés. Des institutions culturelles et scientifiques ouvrent leurs portes : le corps des cadets, l'Institut oriental, le musée municipal des traditions locales, la gare Pasteur, la Maison du Peuple Pouchkine. Cependant, la ville restait sale, poussiéreuse, les rues n'étaient pas pavées et le seul jardin public était en mauvais état. Ce n'est qu'en 1899 que la partie de la rue Svetlanskaïa, allant du bâtiment du gouvernement au bureau de poste, fut pavée. La même année, des jardins publics ont été aménagés au monument Nevelski, à l'Institut oriental et sur la place Vokzalnaïa.

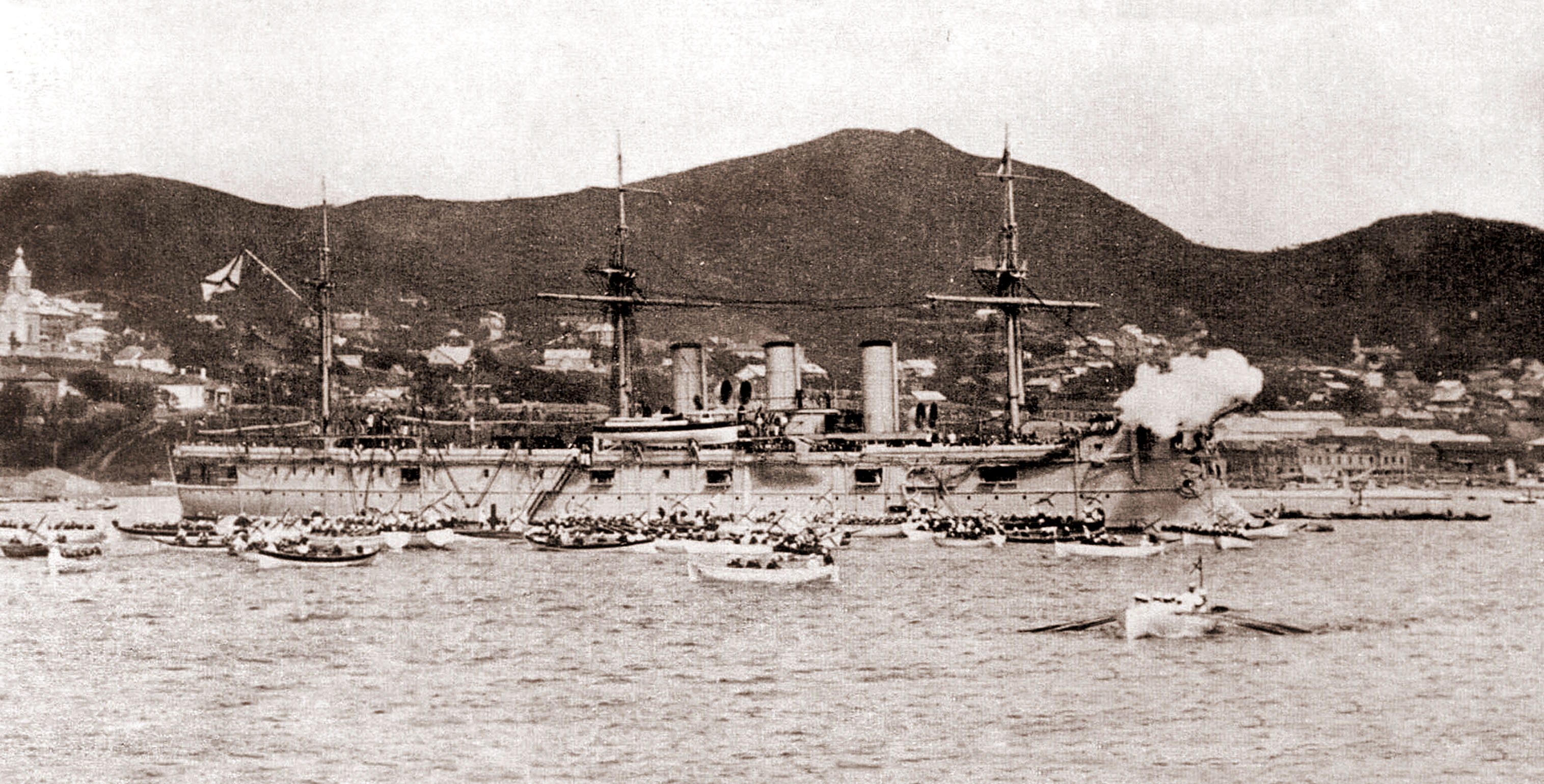
Le Pamiat Azova en 1891.
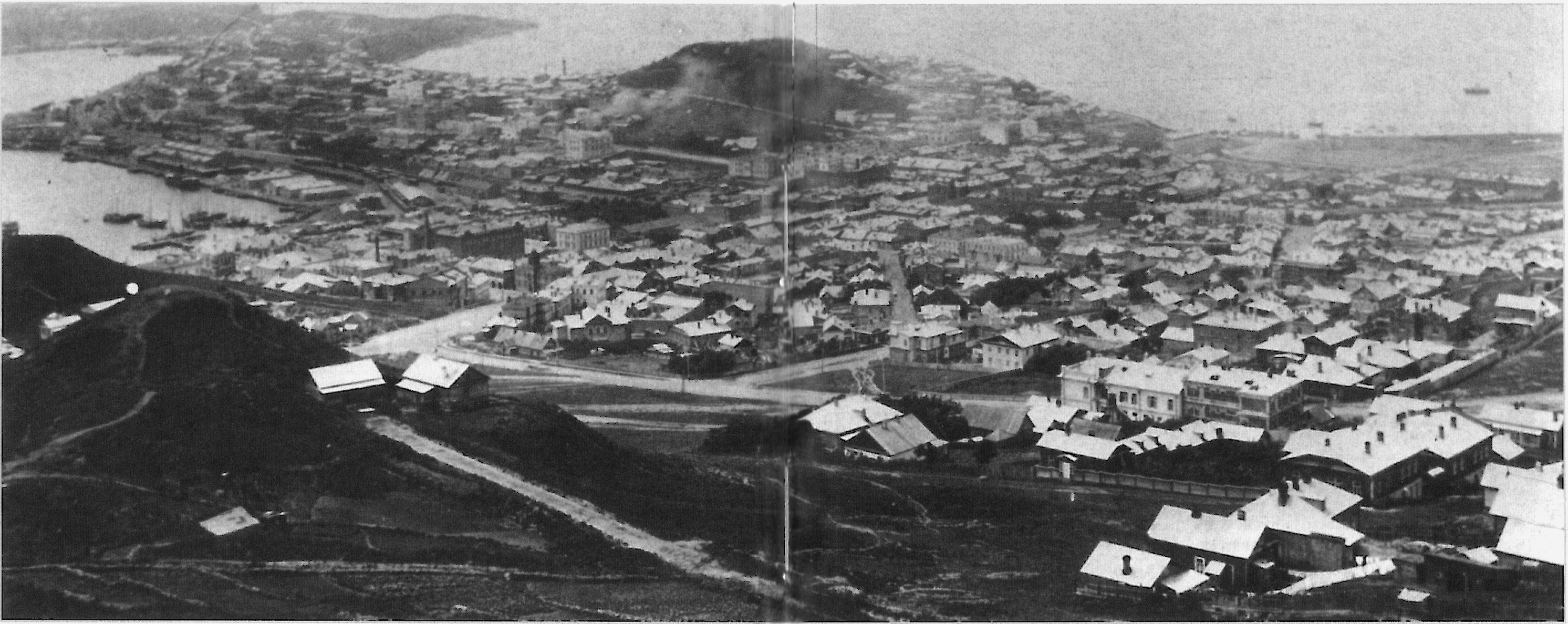
Vue de Vladivostok, fin du XIXe ou début du XXe siècle.
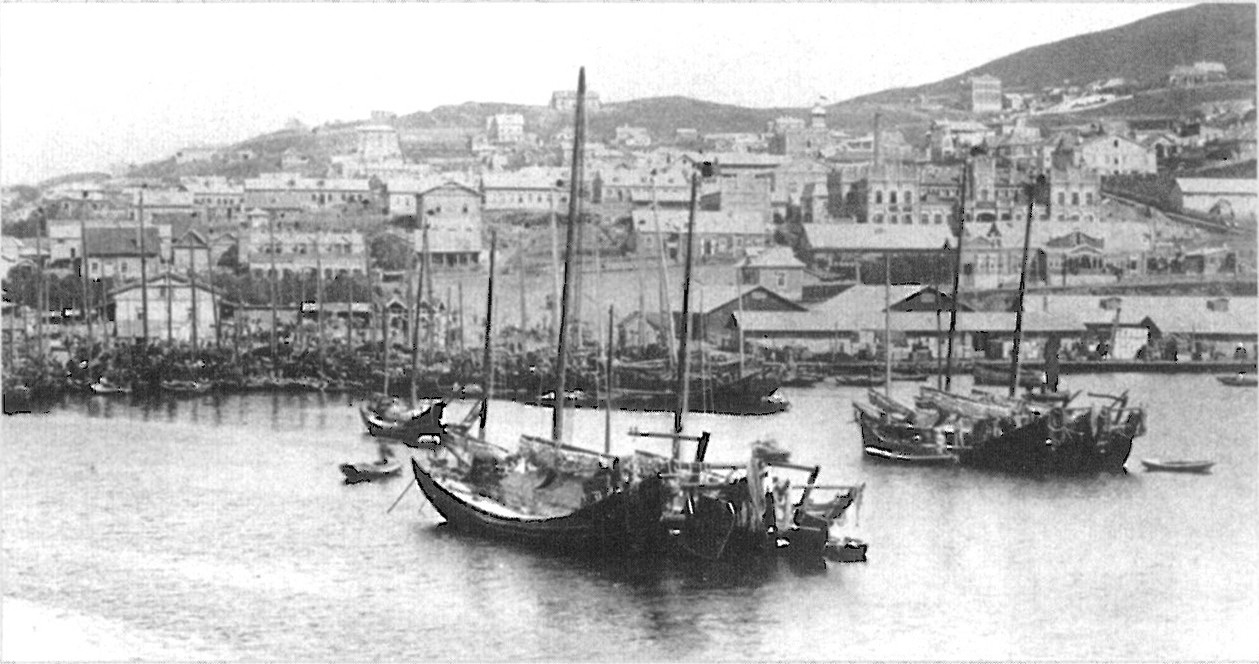
Port de Vladivostok, fin du XIXe ou début du XXe siècle.

### Vladivostok au début duXXesiècle

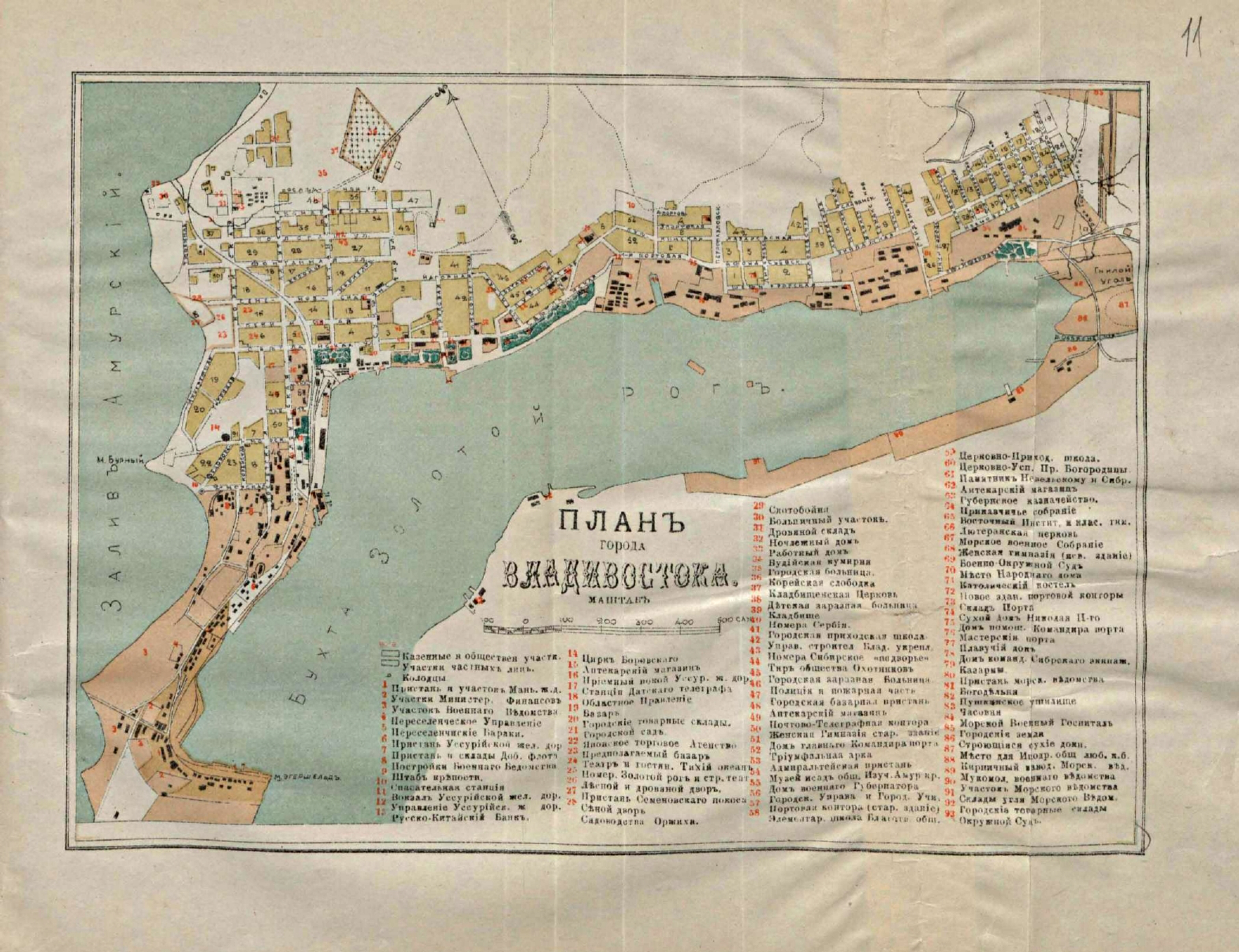
Plan de Vladivostok, 1902.

Au tournant des XIXe siècle et XXe siècle, un certain nombre d'événements internationaux ont eu un impact négatif sur le développement de Vladivostok. En 1897, la Russie envoya des troupes à Port-Arthur et loua la péninsule de Liaodong, où fut bientôt transférée une escadre de la flotte du Pacifique. Le régime du port franc a été aboli à Vladivostok, les efforts du gouvernement étant consacrés au développement de nouveaux territoires, où étaient envoyées la plupart des injections financières. La stagnation s'installe dans la vie de Vladivostok : aucune construction majeure n'est réalisée, les travaux d'aménagement paysager sont abandonnés. Cette période se termine après la guerre russo-japonaise de 1904-1905, marquée par la perte du Guandong et de la partie sud du chemin de fer de l’Est chinois.
Vladivostok est redevenue le centre économique et politique le plus important de l'Extrême-Orient. En 1904, le régime du port franc fut réintroduit et l'achèvement du chemin de fer transsibérien ramena la ville au statut de plus grand port commercial. Vladivostok fut de nouveau activement reconstruite ; sa population augmenta de quarante mille habitants en dix ans. En décembre 1905, le gouvernement de la ville adopta une résolution interdisant la construction de bâtiments en bois dans le centre-ville. Au centre, un certain nombre de bâtiments anciens sont démolis et de nouveaux bâtiments à plusieurs étages sont érigés, notamment : le grand magasin Churin and Co., le gymnasium des femmes, l'hôtel particulier et la compagnie maritime Briner, l'école de commerce, les hôtels Versailles etde la Corne d'Or, le siège de la forteresse et d'autres.
Au cours de la décennie 1905-1915, Vladivostok connaît une croissance significative. Le développement des zones de montagne élevées est devenu caractéristique de cette époque. En 1903, la construction de Golubina Pad a commencé, en 1905, Rabochaïa Slobodka, en 1904-1905 la rue Botanicheskaïa (Nakhalnaïa, plus tard Dejnevskaïa, Slobodka) a commencé à être construite. En 1906, le projet de l'arpenteur-géomètre Storojilov d'agrandir la partie résidentielle de Vladivostok fut envisagé. Les commodités de la ville s'améliorent : les rues Svetlanskaïa, de Chine et Aleoutskaïa ont été pavées et des viaducs ont été construits à travers le ravin ferroviaire. En 1907, la ville reçut un réseau téléphonique, en 1912 une centrale électrique municipale et en 1913 un tramway. En 1915, il y avait 1 820 bâtiments à Vladivostok, dont 31,3 % étaient en bois.
En 1916, à la gare Okeanskaïa du chemin de fer de l'Oussouri près de Vladivostok, Sadgorod, l'un des premiers villages de datcha d'Extrême-Orient, a été fondé. Le village était une variante russe de l'idée typique d'une cité-jardin de datcha et de villégiature. Le fondateur de la banlieue Anioutovski (le nom original du futur Sadgorod) était le ministère de l'Agriculture. En 1912, le premier plan de développement du territoire fut élaboré et approuvé. En 1915, un comité d'amélioration fut fondé, dont le premier membre fut le gouverneur Nikolaï Gondatti. Selon son plan, le village était censé devenir « un coin culturel florissant de loisirs de datcha pour les citadins non seulement de Vladivostok, mais aussi d'autres villes de la région de l'Amour et justifier ainsi le nom de « Sad-Gorod » qui a été fermement établi pour cela ».

Les organisateurs de la banlieue l'ont délibérément façonnée à l'image des cités-jardins européennes et américaines, en conservant une petite taille et une végétation. L'auteur du plan directeur de Sadgorod en 1914-1915 était l'architecte A. I. Boulgakov. En 1919, l'arpenteur-géomètre N.K. Starojilov a élaboré un plan de développement pour la péninsule de Tcherkavski, appelé « Nouveau Vladivostok » et réalisé conformément à la théorie de la cité-jardin. Le projet a été partiellement mis en œuvre.

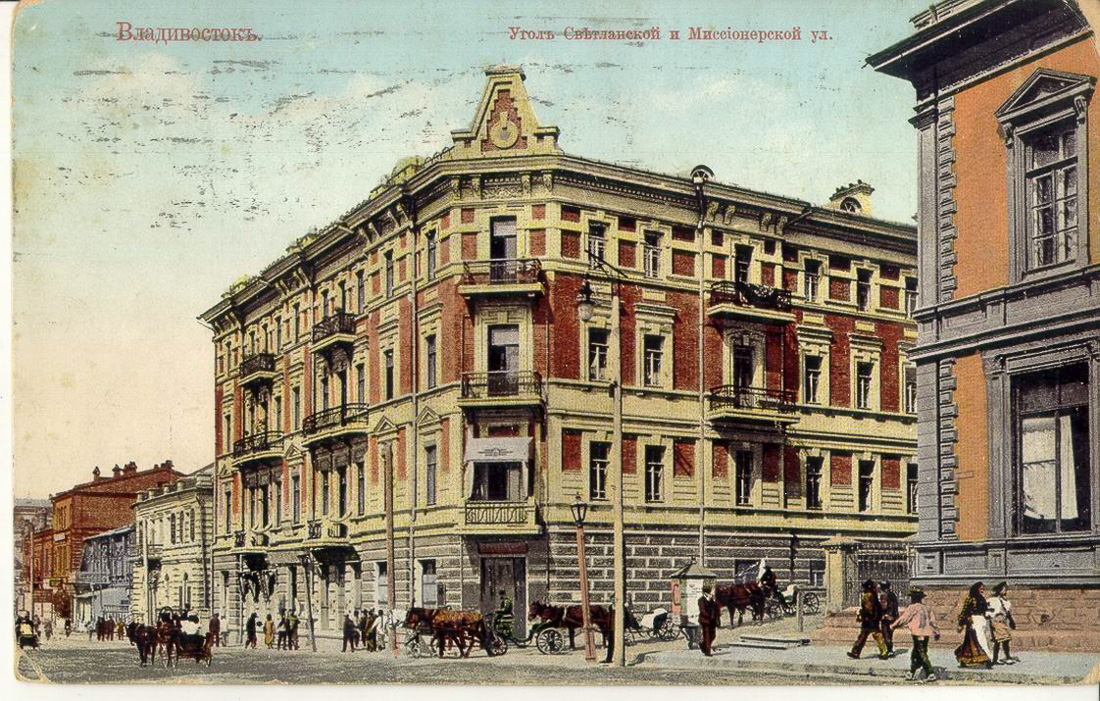
Angle des rues Svetlanskaïa et Missionerskaïa, années 1900.
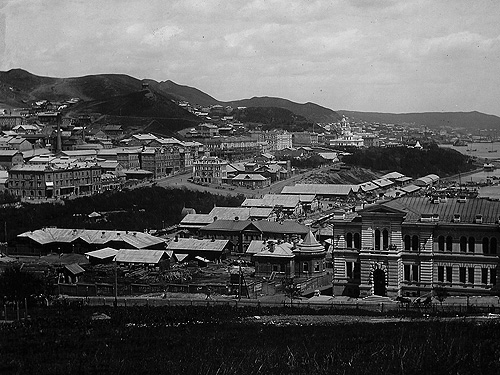
Vue du centre de Vladivostok en 1900.
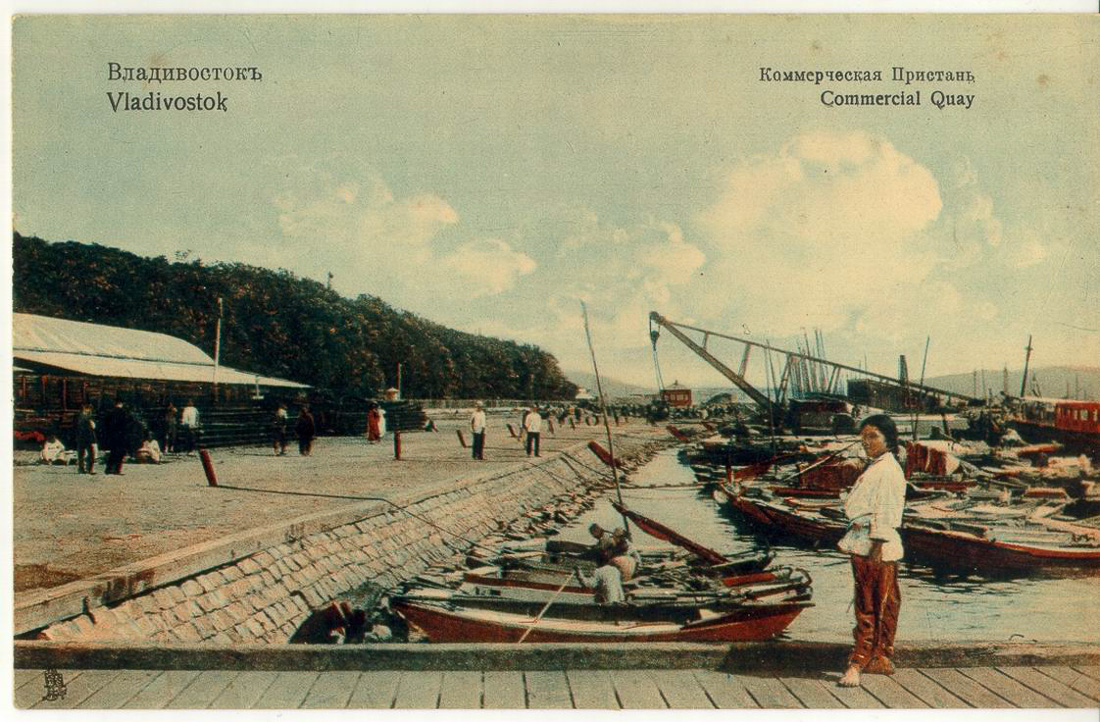
Quai à Vladivostok dans les années 1900.
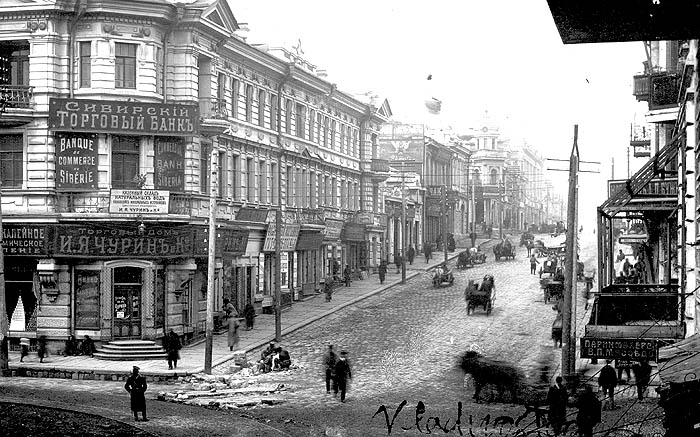
Angle des rues Svetlanskaïa et des Aléoutiennes.

### Période soviétique

#### Les premières années du pouvoir soviétique (1922-1934)
Pendant la période de guerre civile et d'intervention étrangère (1917-1922), la construction s'est arrêtée à Vladivostok. Durant cette période, presque aucun grand bâtiment n’a été construit. L'étape soviétique du développement de Vladivostok a commencé après la prise de la ville par l'Armée populaire révolutionnaire en octobre 1922. Au cours des 8 à 9 premières années, le centre-ville n’a pas changé. La construction a été réalisée uniquement sur la péninsule de Goldobina, dans les quartiers des rues Rabochiïé et Pervaïa Retchka. En juin 1931, le plénum du Comité central du PCUS décida d'adopter un programme pour la construction de nouvelles villes et la reconstruction d'anciennes villes de l'Union soviétique. Dans le cadre de la reconstruction désignée à Vladivostok, un plan général de la ville a été élaboré en 1934 et le plan lui-même a été élaboré en 1936. L'élaboration du plan a été dirigée par l'architecte Ievgueni Vassiliev. Nénamoins, le projet n'a jamais été approuvé, mais il a été utilisé dans le développement de certaines zones de la ville.
Dans les années 1930, les premières superstructures sur des bâtiments anciens ont été réalisées, en règle générale, sans aucun lien avec l'architecture des années précédentes. Une exception était le projet de reconstruction de la Maison des officiers de la flotte par l'architecte A. L. Zassedatelev. En 1923-1933, la construction de logements a été réalisée dans la ville : des maisons ont été construites dans les rues Egercheld, de la 2e Flotte, Soukhanovskaïa et Beregovaïa. Un club des cheminots était en cours de construction dans le secteur de la Première Rivière. Tous les bâtiments montraient l'influence du constructivisme.

#### Architecture stalinienne (1934-1941)
De 1934 à 1935, la construction de bâtiments dans le style de l’architecture stalinienne a commencé à Vladivostok. N.V. Serguievski, N.S. Riabov, A. I. Medynski, M.S. Smirnov, I.I. Petrenko, I.P. Koziouline travaillaient sur des projets de maisons de nouvelle architecture. Des bâtiments pour les universités, les dortoirs, divers départements et des immeubles résidentiels à plusieurs étages étaienten cours de construction dans la ville. Entre 1936 et 1941, de nombreuses écoles ont été construites selon des modèles standards. Deux immeubles résidentiels de huit étages étaient en construction dans la rue d'Octobre, conçus par les architectes Poretski et Bigatchev. La construction est particulièrement intensive à la périphérie de la ville : dans les rues de Zagorodnaïa, Routchevkoï, Gueroïev Khassan, une cinquantaine d'immeubles résidentiels à deux étages, des dortoirs et des maisons de type hôtel ont été érigés pour les ouvriers du Dalzavod. Le développement de cette zone a été développé sur la base du projet de Vassiliev. Après la guerre, une ville entière a été construite dans cette zone, composée de plusieurs blocs d'immeubles résidentiels à deux étages, de dortoirs, d'un club et d'institutions pour enfants. Dans le même temps, le côté sud de la rue Zagorodnaïa a commencé à être construit avec des bâtiments de trois et quatre étages. La zone s'est considérablement développée, ce qui a nécessité des travaux d'aménagement paysager : la rue Zagorodnaïa a été pavée, des trottoirs ont été construits, un éclairage public a été installé, un tramway a été installé et un aménagement paysager a été installé.
Pendant les années soviétiques, le développement du potentiel récréatif de la banlieue de Vladivostok a commencé. Avant la révolution et au cours des premières années du pouvoir soviétique, des bâtiments résidentiels principalement privés de type datcha étaient construits dans la zone allant de 14 à 28 kilomètres de la zone suburbaine. Ce n'est que dans les années 1920 qu'un sanatorium de bain de boue a été construit au 26e kilomètre, utilisant la boue curative de la baie d'Ouglovoy. Sur la base de grandes datchas dans le quartier de la gare d'Okeanskaïa, du 19e kilomètre et de Lyantchikha, des maisons de repos ont été construites dans les années 1930. À partir de 1935-1936, la construction de sanatoriums commence. Dans la zone du 19e kilomètre, des sanatoriums de la flotte du Pacifique, de l'Armée rouge et du Syndicat des travailleurs de l'industrie de la pêche ont été construits. En 1936-1938, un complexe de bâtiments de sanatorium a été construit pour les employés du ministère de l'Intérieur à la gare d'Okeanskaïa. Un jardin botanique est organisé entre les stations Okeanskaïa et Sedanka.
Dans les années 1930, la construction du réservoir Sedankinskoïe a été achevée, un système d'approvisionnement en eau a été posé, une centrale électrique de la ville a été construite, un réseau de tramway a été développé et les communications téléphoniques ont été essentiellement recréées. Un parapet en béton et des plates-formes d'observation étaient en cours d'installation sur le remblai du port de Sportivnaïa jusqu'au cap Bourny. La zone côtière de la baie de l'Amour était en cours d'amélioration : des stations d'eau pour les sociétés sportives Dynamo et Vodnik et le club sportif de la Flotte du Pacifique sont construites et des plages sont créées sous forme de parquet. Dalzavod a été agrandi et reconstruit.

#### Vladivostok pendant la guerre et dans les années d'après-guerre (1941-1950)
Les travaux de construction en cours à Vladivostok ont été arrêtés par le déclenchement de la Seconde Guerre mondiale. Pendant les années de guerre, le volume de la construction civile a diminué, mais elle a quand même été réalisée : un certain nombre de bâtiments commencés avant la guerre ont été achevés, ainsi que l'ajout du bâtiment du comité régional du PCUS. L'accent principal était mis sur la construction de maisons individuelles dans la zone suburbaine et à la périphérie de la ville, à Strelkovaïa Pad, dans le quartier de la rue Papanina (rue Prikhodko moderne), dans la vallée de la rivière Obiasseniïa et sur la Deuxième Rivière.
Le volume de construction dans les années d'après-guerre était faible, mais en 1945 d'importants travaux d'amélioration et d'aménagement paysager de la ville ont commencé. Les jardins de la ville ont été aménagés, Jarikovski, Gaïdamakski et autres, des stades, Trud et Dynamo ont été construits. Le développement des rues Kalinine, de Kiev, Gueroïev Khassan, Zagorodnaïa, Routcheïnaïa et d'autres rues se poursuit. Au centre de la ville, selon le projet répété de l'architecte V. A. Onychtchouk, le bâtiment de la Maison de l'éducation politique était en cours de construction. La construction du bâtiment Dalrybvtouz et du théâtre pour jeunes spectateurs étaient en cours d'achèvement.
Dans les années d'après-guerre, la construction de logements individuels s'est généralisée. En raison de l'impossibilité de fournir un logement aux résidents au niveau de l'État, un programme a été adopté qui offrait la possibilité de construire une maison par eux-mêmes. En août 1946, le Conseil des ministres de l'URSS a adopté une résolution « Sur l'augmentation des salaires et la construction de logements pour les ouvriers, les ingénieurs et les techniciens des entreprises et des chantiers de construction situés dans l'Oural, en Sibérie et en Extrême-Orient », qui prévoyait des prêts préférentiels pour construire une maison. Dans le kraï du Primorié, la construction individuelle s'est généralisée. Le journal de Vladivostok Bannière Rouge a lancé une campagne d'agitation et de propagande, convainquant les habitants de participer activement à la construction. En 1946, 1 300 permis de construction de maisons individuelles furent délivrés à Vladivostok.

#### Le début de la construction de logements à grande échelle (1950-1959)
De 1950 à 1954, les bureaux de construction de Vladivostok ont construit un total de 74 bâtiments résidentiels d'une superficie totale de 42,6 mille m². Depuis le milieu des années 1950, l'initiative des ouvriers de l'usine automobile de Gorki de construire eux-mêmes des maisons s'est répandue dans toute l'URSS, désormais appelés projets de construction publics. À Vladivostok, les travailleurs du port maritime ont construit eux-mêmes des logements. En 1956, ils construisirent 23 maisons. L'initiative a été reprise par les cheminots de la gare de Pervaïa Retchka et les employés de la Far Eastern Shipping Company. Durant la seconde moitié des années 1950, la compagnie maritime a réussi à construire 89 immeubles résidentiels.
Lors du dégel de Khrouchtchev, Vladivostok a reçu une attention particulière de la part des autorités gouvernementales. Nikita Khrouchtchev a visité la ville pour la première fois en 1954 pour finalement décider de lui attribuer le statut de base navale fermée. Il a été noté qu'à cette époque, l'infrastructure de la ville était dans un état déplorable, qu'il y avait un manque de logements et d'écoles et qu'il n'y avait pas de système d'évacuation des eaux pluviales. Ils ont tenté de résoudre les problèmes au niveau du Conseil des ministres, mais la véritable construction de logements à grande échelle n'a commencé qu'en 1957. À la fin des années 1950, Vladivostok s'affirma comme le centre scientifique et culturel de l'Extrême-Orient : l'Université d'État d'Extrême-Orient est recréée, un institut médical est ouvert, de grands cinémas sont construits ; trois instituts de recherche ont été ouverts sur la base de la branche extrême-orientale de l'Académie des sciences de l'URSS. En 1958, le service aérien de passagers avec Moscou a été ouvert.
En 1958, la rue Sportivnaïa a été construite avec des immeubles à plusieurs étages selon les conceptions standards des séries 1 à 447 avec de petits appartements. Cette construction a été la première où, à l'instar de Moscou, des maisons ont été construites selon la méthode en ligne. De grandes zones résidentielles étaient en construction entre la Deuxième rivière et le 6e kilomètre (Morgorodok). Les cinémas Maïak et Vympel étaient en construction. En 1959, un quartier résidentiel composé de bâtiments sectionnels à plusieurs étages a été construit le long de la rue Oleg Kotchevoï. Durant cette période, une trentaine de nouveaux bâtiments ont été construits dans le centre-ville, dont beaucoup ont subi des reconstructions et des agrandissements. La construction d’établissements de recherche et d’enseignement s’est accélérée. En particulier, des bâtiments et des immeubles de la branche extrême-orientale de la branche sibérienne de l'Académie des sciences de l'URSS ont été érigés au 13e kilomètre.

#### Résolution «Sur le développement de la ville de Vladivostok» (1959-1991)
En 1959, Khrouchtchev visita à nouveau la ville. Le résultat fut une décision sur le développement accéléré de la ville, formalisée par le décret du Conseil des ministres de l'URSS du 18 janvier 1960 « Sur le développement de la ville de Vladivostok ». Un plan ambitieux a été élaboré pour doubler le parc immobilier de la ville ; l'une des plus grandes organisations de construction de la région, Glavvladivostokstroï, fut fondée. Un nouveau plan général de la ville, conçu jusqu'en 1980, était en cours d'adoption. Dans les années 1960, une nouvelle ligne de tramway fut construite, un trolleybus est lancé, la ville devient un immense chantier : des quartiers résidentiels sont construits à la périphérie et de nouveaux bâtiments à usage public et civil sont construits au centre. À Vladivostok, de nouveaux cinémas, des hôtels, un cirque, un terminal maritime, un bureau de poste, la Maison de la Radio, un théâtre dramatique et la Maison des Pionniers sont apparus.
Le décret « sur le développement de la ville de Vladivostok » a déterminé le volume de financement de la construction de logements, d'institution culturelles, publiques et communales, a résolu les problèmes de création d'entreprises de construction avec leur propre base de production, de centralisation des fonds sous le comité exécutif de la ville, d'attirer de grandes organismes centraux de conception et en attribuant l'équipement et les matériaux nécessaires. Trente grandes organisations de conception ont participé aux travaux à Vladivostok. De nombreux travaux ont été réalisés par : l'Institut no 4, Primkraiproekt, Dalmoreproekt, etc. Le bureau d'architecture et de design du MNIITEP a conçu un certain nombre de projets pour Vladivostok. Le premier bâtiment de seize étages a été construit (architectes N.P. Rozanov, V.I. Bloumenthal, A.P. Mokroussov, I. I. Markova, M.S. Ouralova). Dans les années 1970, un projet a été développé pour le Palais des Pionniers et des Écoliers, un monument important du modernisme extrême-oriental.
La construction de logements en Plattenbau était de plus en plus mise en pratique. Si en 1960 deux immeubles en plattenbau ont été construites dans la ville, alors en 1963, c'était 41. Des immeubles de la sorte ont été construits dans un nouveau grand microdistrict au nord de Vladivostok, Deuxième Rivière. Depuis février 1962, la construction a commencé ici selon une méthode à grande vitesse. Les travaux ont été réalisés par le département de construction SU-17, spécialement affecté au sein de la structure de Glavvladivostokstroï à la construction de logements en plattenbau. En juillet 1964, une réunion de toute l'Union des constructeurs sur les problèmes de la construction de logements en plattenbau s'est tenue à Vladivostok. Les participants à la réunion ont échangé leurs expériences et se sont familiarisés avec la technologie de fabrication et d'installation de ces bâtiments à Vladivostok. En 1965, le premmier immeuble en plattenbau de neuf étages de la sorte d'Extrême-Orient a été construit dans la ville et une nouvelle technologie de finition a commencé à être utilisée, la céramique en lots. En 1970, la part des constructions en plattenbau à Vladivostok s'élevait à 70 % de la surface résidentielle totale construite au cours de l'année.

En 1980-1981, Vladivostok, spatialement et en matière d'aménagement, s'est rapprochée des contours similaires aux contours modernes. Le développement résidentiel de la ville s'étendait le long de la côte de la baie de l'Amour sur 13 kilomètres et se fermait au nord avec la zone de villégiature et de sanatorium. À l'est, le développement s'est rapproché des forêts de la ceinture de pics du principal bassin versant de la péninsule. Ainsi, à la fin des années 1980, Vladivostok est devenue l'une des plus grandes villes d'Extrême-Orient, avec une économie diversifiée développée. La présence d'un vaste marché du travail a attiré la population : en cinq décennies, elle a été multipliée par 4,2 (de 132 000 en 1931 à 576 000 personnes en 1982). Le nouveau plan général, approuvé en 1984, prévoyait la création d'une ville géante de 800 voire 900 000 habitants. Cependant, la structure de l'aménagement du territoire de Vladivostok est entrée en conflit avec le développement rapide de la base économique de la ville, ce qui a entraîné un épuisement rapide des ressources territoriales. Déjà dans le plan général de 1989, l'absence de solutions alternatives pour le développement territorial était indiquée, à l'exception de la possibilité de deux directions : la connexion avec l'île Rousski et la création de sites alluviaux artificiels dans la partie côtière peu profonde de la baie de l'Amour.

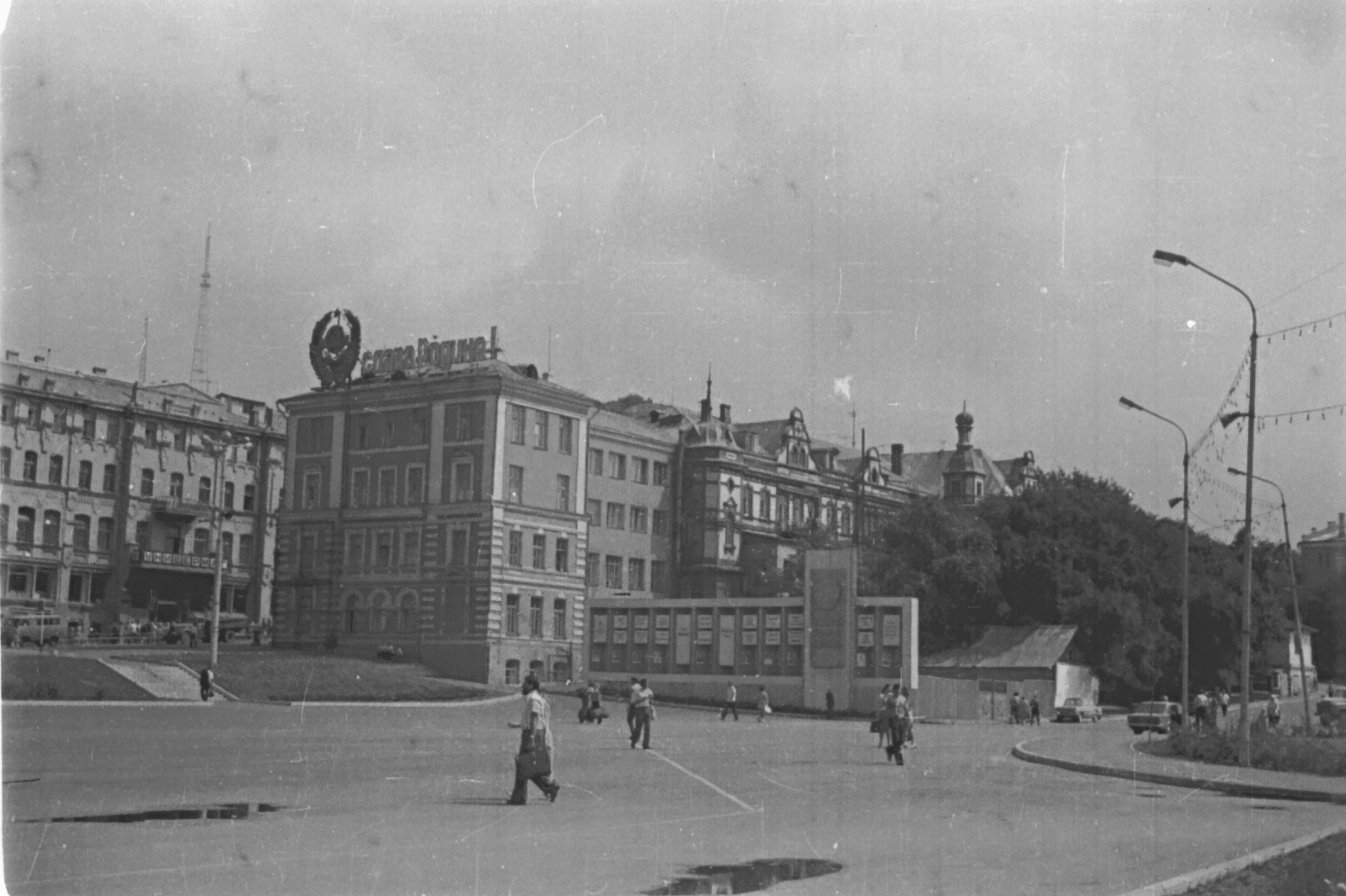
Place des Combattans de la Révolution, 1977.
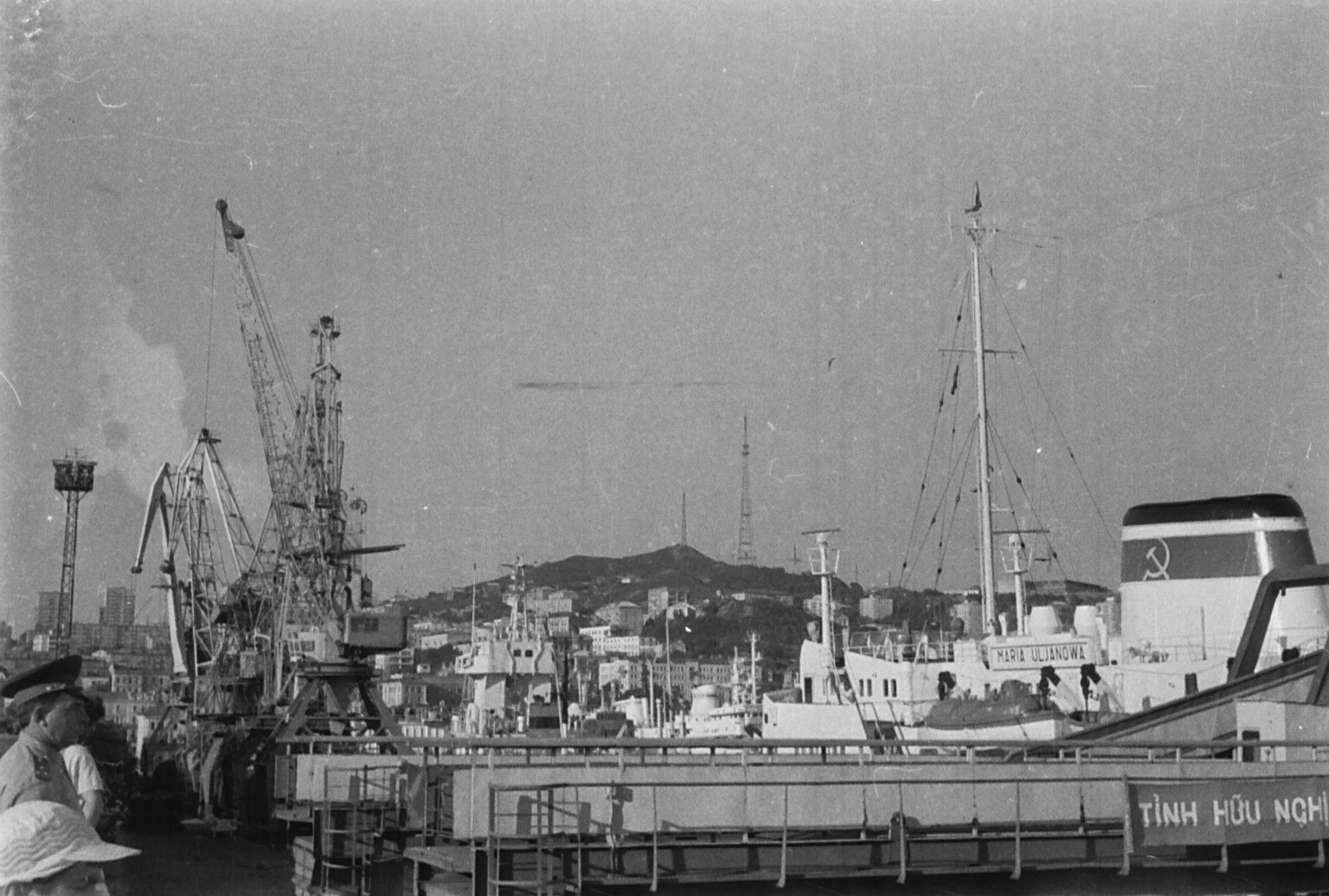
Une section du port en 1977.
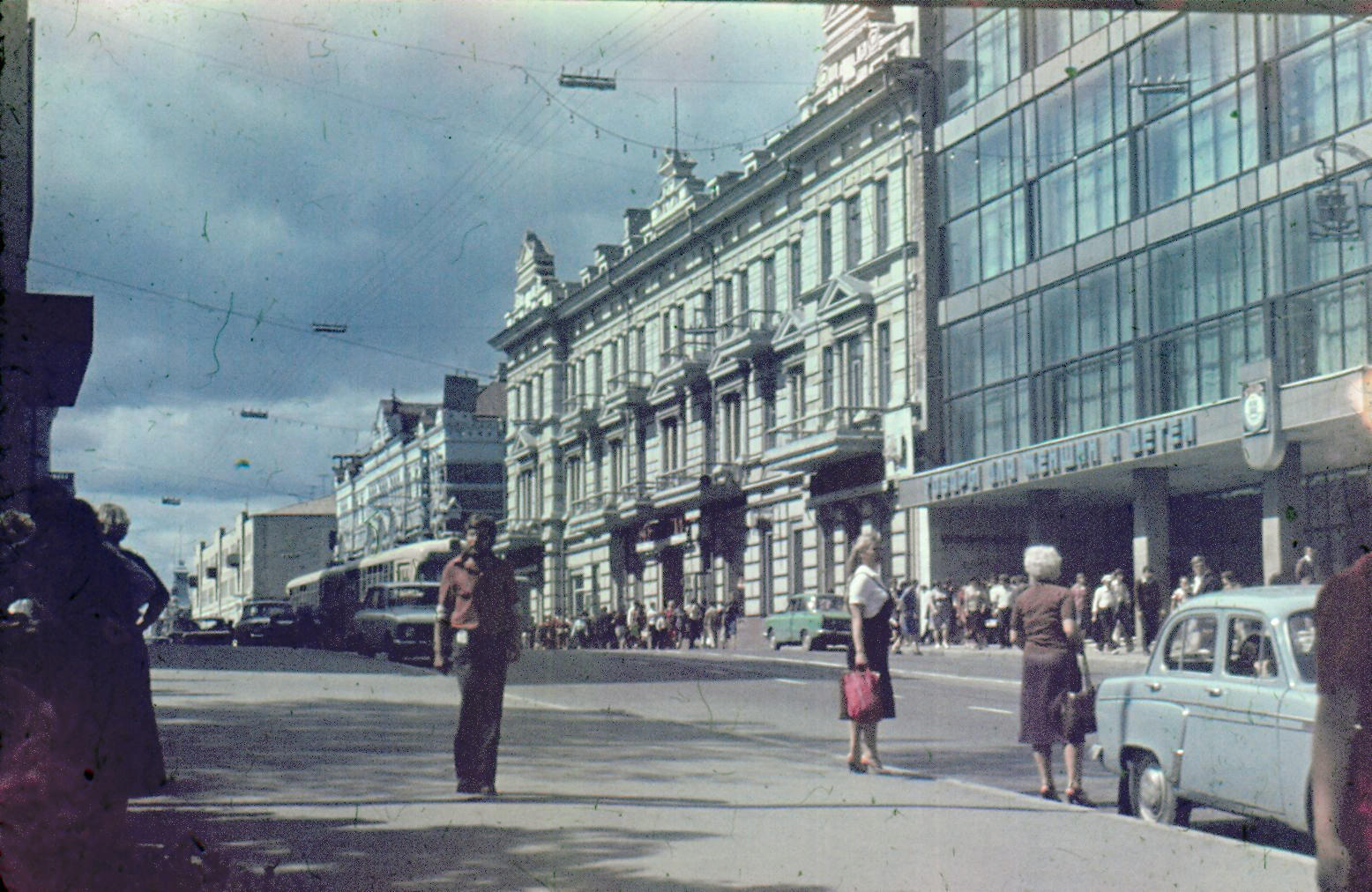
Centre-ville en 1992.
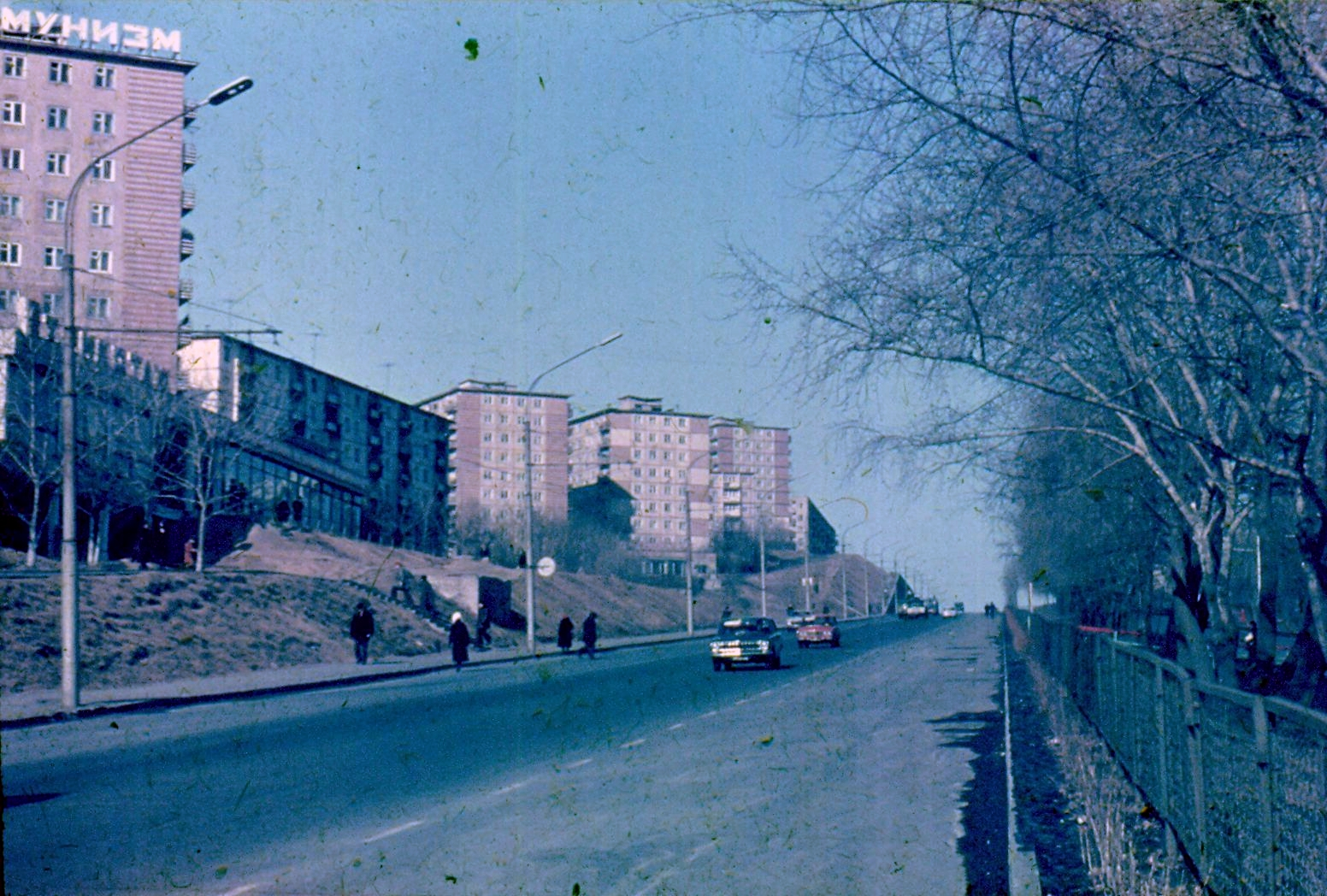
Avenue du Centennaire, 1982.
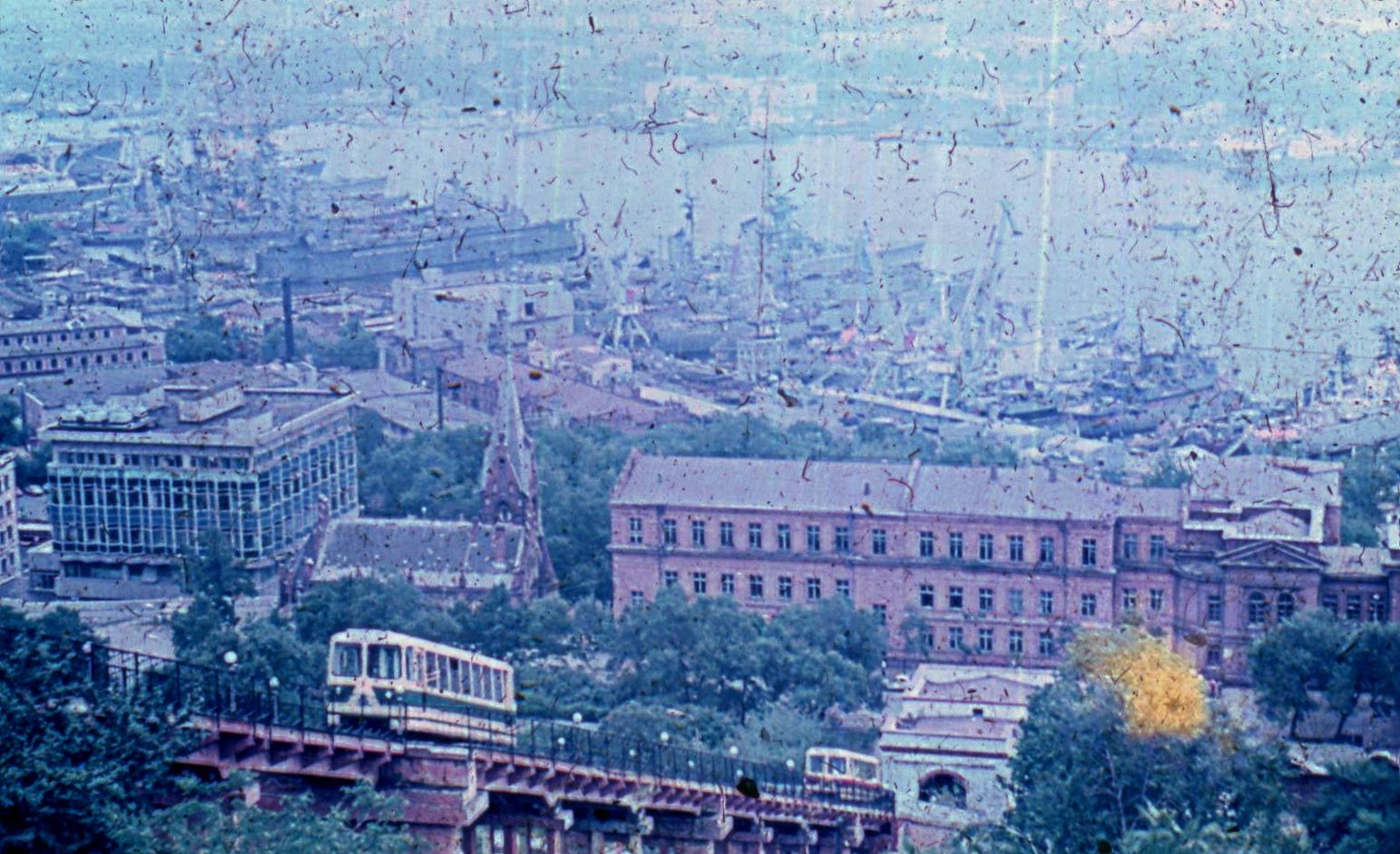
Centre-ville, 1982.

### Période moderne (1991-)
Depuis les années 1990, les traits caractéristiques du développement de la ville et de la formation de son aspect architectural sont devenus : le développement actif de la tendance à développer les altitudes supérieures du paysage naturel, y compris les sommets des collines, et l'agrandissement des volumes des bâtiments érigés tout en conservant l'organisation spatiale amorphe de l'environnement urbain dans son ensemble. Les chercheurs ont noté une contribution négative significative à la formation de l'apparence de Vladivostok dans les années 1990 et 2000, apportée par ce qu'on appelle les dents creuses. Au cours de cette période, un grand nombre de grands immeubles de grande hauteur ont été construits dans toute la ville, y compris dans sa partie historique, d'une taille incomparable à la fois avec les bâtiments environnants et avec le paysage, ce qui a conduit à une disharmonie entre le paysage naturel et le développement urbain et, in fine, à la dégradation de l'ensemble du paysage urbain.

Dans les années 2000, dans le cadre des préparatifs du sommet de l'APEC de 2012, de nouvelles constructions actives ont été réalisées dans la ville. Dans la partie historique de Vladivostok, plusieurs objets à grande échelle ont été érigés qui ont modifié l'apparence existante de l'environnement urbain. En particulier, un nouveau pont à haubans a été construit sur la baie de la Corne d'Or, ce qui a considérablement influencé l'apparence du centre historique en raison de sa grande taille. La hauteur des pylônes en forme de V du pont était de 226 m, ce qui est légèrement plus haut que la colline du Nid de l'Aigle, qui a longtemps été la principale caractéristique dominante du paysage naturel. Il est à noter que la perception antérieure de la baie en tant que zone d'eau importante et majestueuse a finalement été perdue, cependant, le pont sur la Corne d'Or, ainsi que le pont sur le Bosphore oriental, ont contribué au développement territorial de Vladivostok.

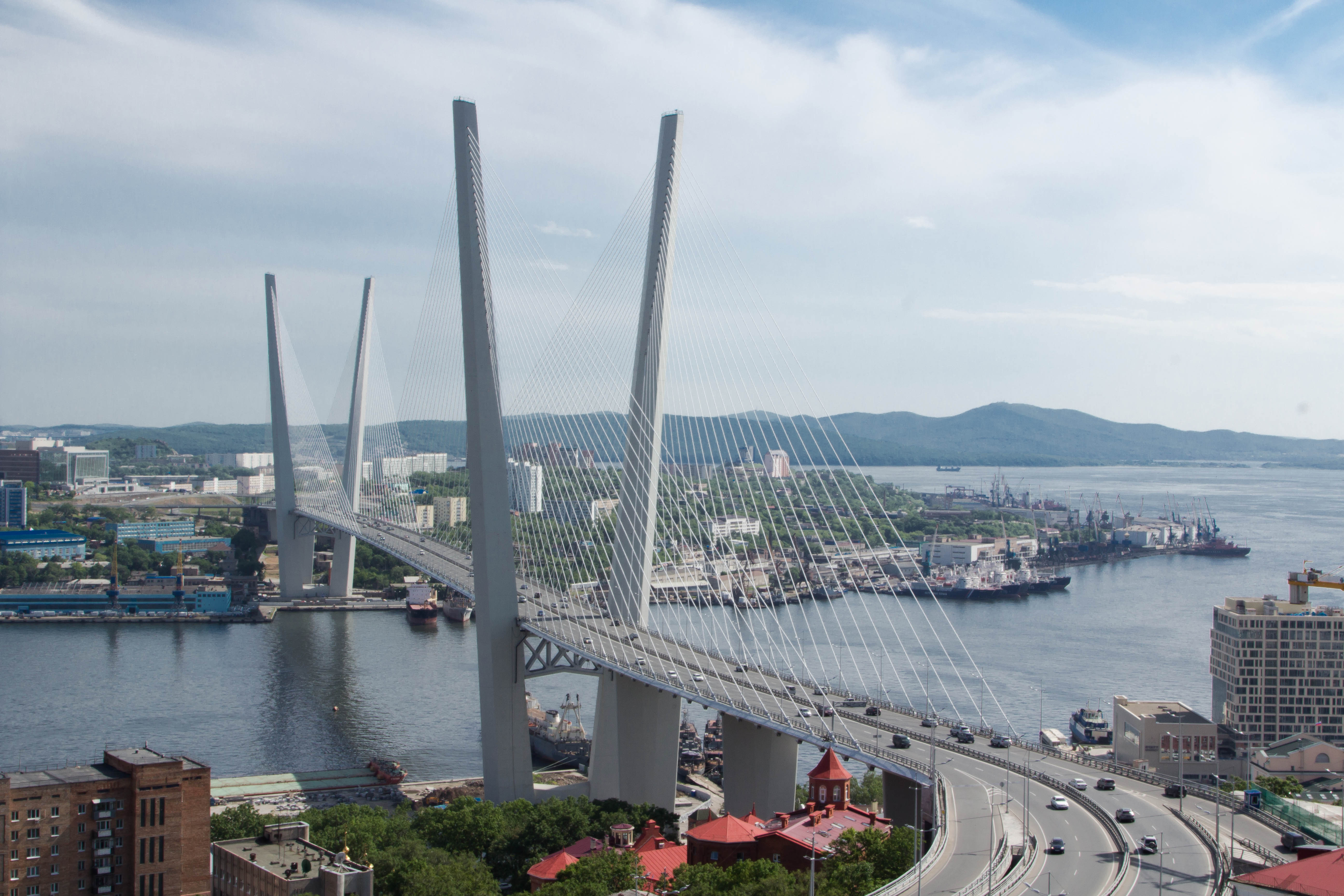
Pont de la Corne d'Or.
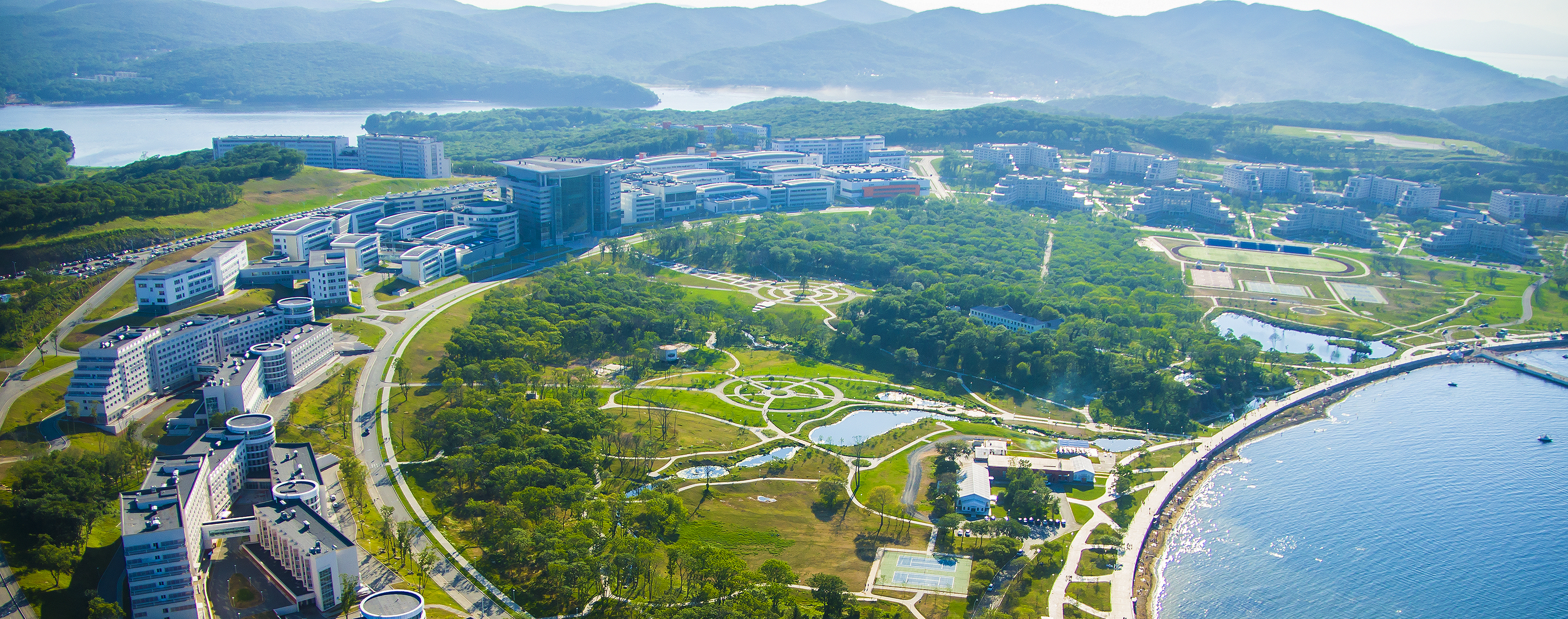
Université fédérale d'Extrême-Orient.
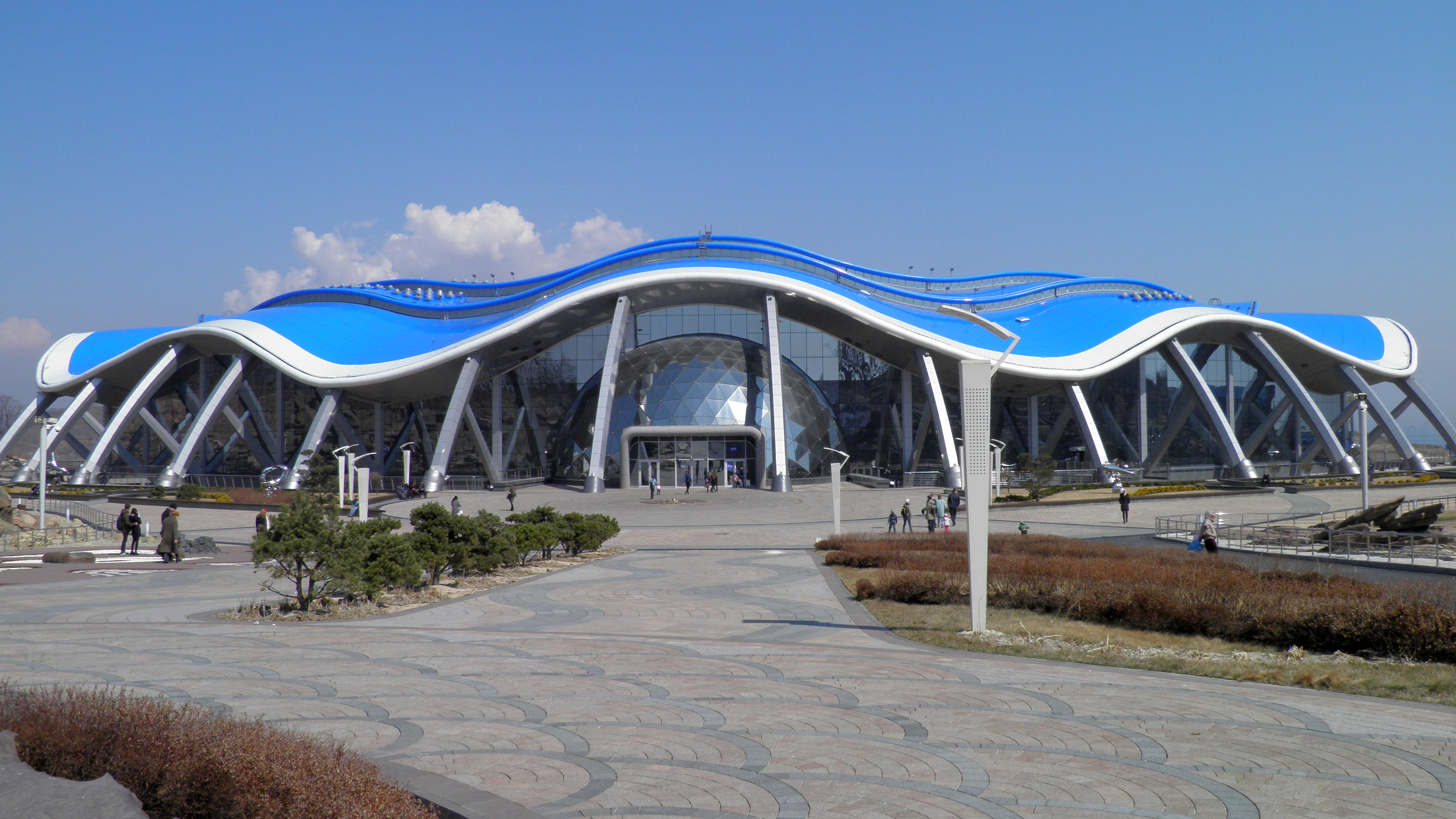
Oceanarium du Primorié.
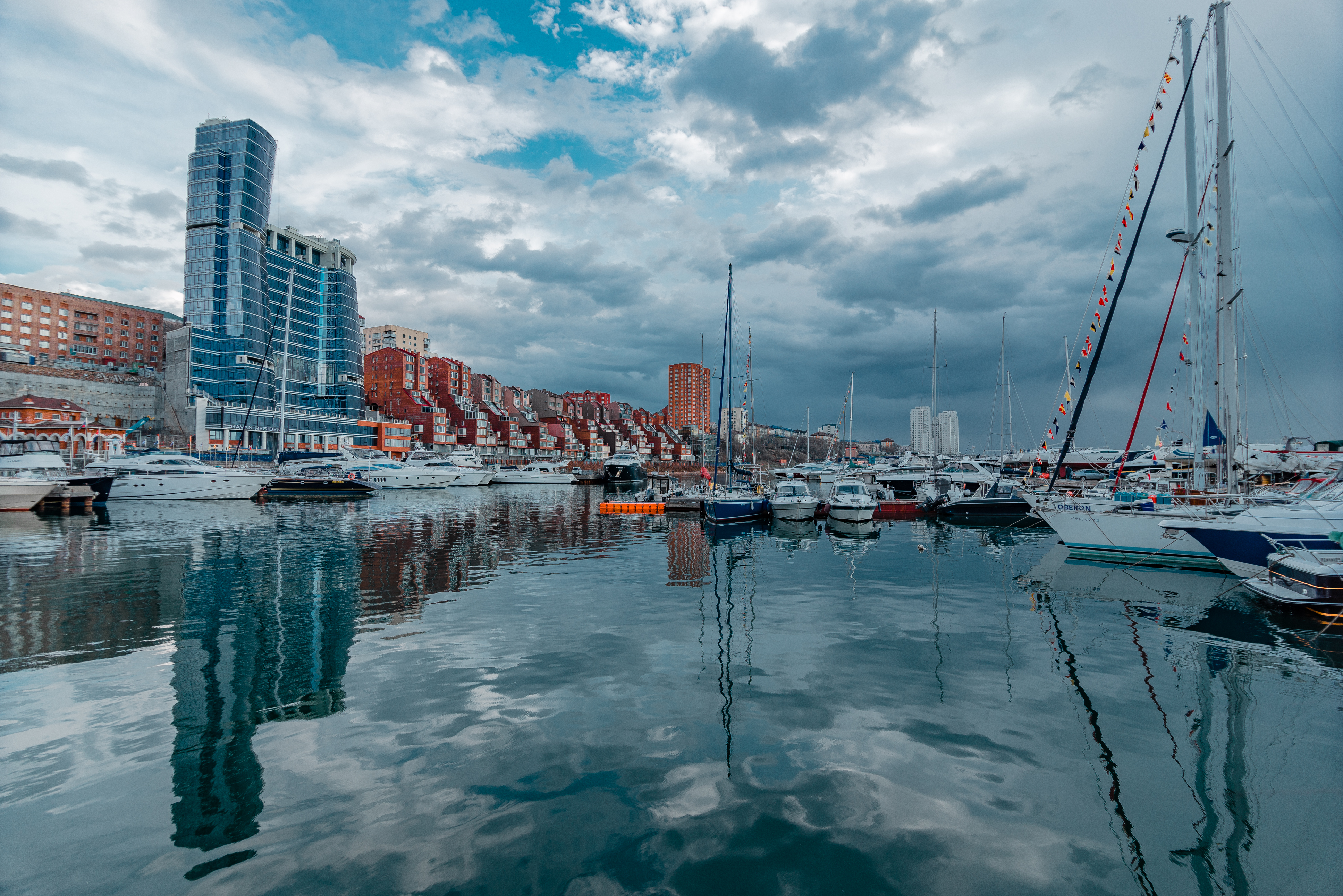
Développements modernes sur la baie de l'Amour.

## Styles architecturaux à Vladivostok
Parmi les bâtiments de Vladivostok, on peut compter des représentants de jusqu'à 10 styles architecturaux. Les principaux styles sont considérés comme l'éclectisme (variétés principales : style brique, gothique extrême-oriental, style néo-russe, classicisme extrême-oriental), l'art nouveau (début du XIXe siècle), le monumentalisme soviétique (première moitié du XIXe siècle), le modernisme soviétique (seconde moitié du XIXe siècle), etc.

### Architecture en bois
| Période                         | Matériaux caractéristiques | Architectes                 |
| ------------------------------- | -------------------------- | --------------------------- |
| Des années 1860 aux années 1900 | bois                       | I. E. Rego, A. M. Boulgakov |

Les motifs de l’architecture russe en bois ont été largement utilisés dans le développement de Vladivostok, en particulier au début du développement de la ville, à la fin du XIXe siècle et au début du XIXe siècle. Au début, Vladivostok était presque entièrement construite en bois de pin centenaire, qui recouvrait alors les pentes des collines de la péninsule de Mouraviov-Amourski. L’étude de Baklyskaïa indique que lors de la première étape du développement des colonies dans l’Extrême-Orient russe, l’architecture populaire rurale russe a eu une influence décisive. Les colons arrivés des régions de la Russie européenne et de l'Ukraine ont construit eux-mêmes leurs maisons, en utilisant des formes architecturales et de planification qui leur étaient familières. Dans la conception décorative, deux types d'architecture populaire russe en bois ont été distingués : le nord et le sud. Le type de la Russie du Nord se caractérisait par des formes géométriques, une proportionnalité et une simplicité. La seconde, celle du sud de la Russie, se caractérise par des techniques plus complexes, une utilisation généralisée de motifs zoomorphes et anthropomorphes, ainsi que des ornements de broderie folklorique et de tissage de dentelles.

Au fil du temps, il y a eu une unification des traditions en matière de décoration intérieure et une perte des éléments de décoration nationaux les plus marquants. La raison en était le recours à des équipes de menuiseries embauchées, qui disposaient d'un ensemble de motifs unifiés de décor en bois. Déjà dans les années 1870 et 1980, il y eut une transition de l’architecture populaire en bois à l’architecture professionnelle. Depuis 1875, les œuvres de Ropet et de ses associés dans le style russe en bois ont commencé à être publiées dans de grandes éditions dans toute la Russie. Les « Motifs de l'architecture russe » contenaient des dessins d'églises et de maisons en bois, de datchas et bains, ainsi que d'autres éléments intérieurs. Les bâtiments résidentiels en bois, construits sous l'influence de l'œuvre de Ropet, étaient extrêmement courants à Vladivostok. En termes d'image et de composition, il s'agissait d'hôtels particuliers à deux étages, dont le premier était parfois en pierre. Il y avait des compositions symétriques et asymétriques de la façade principale.

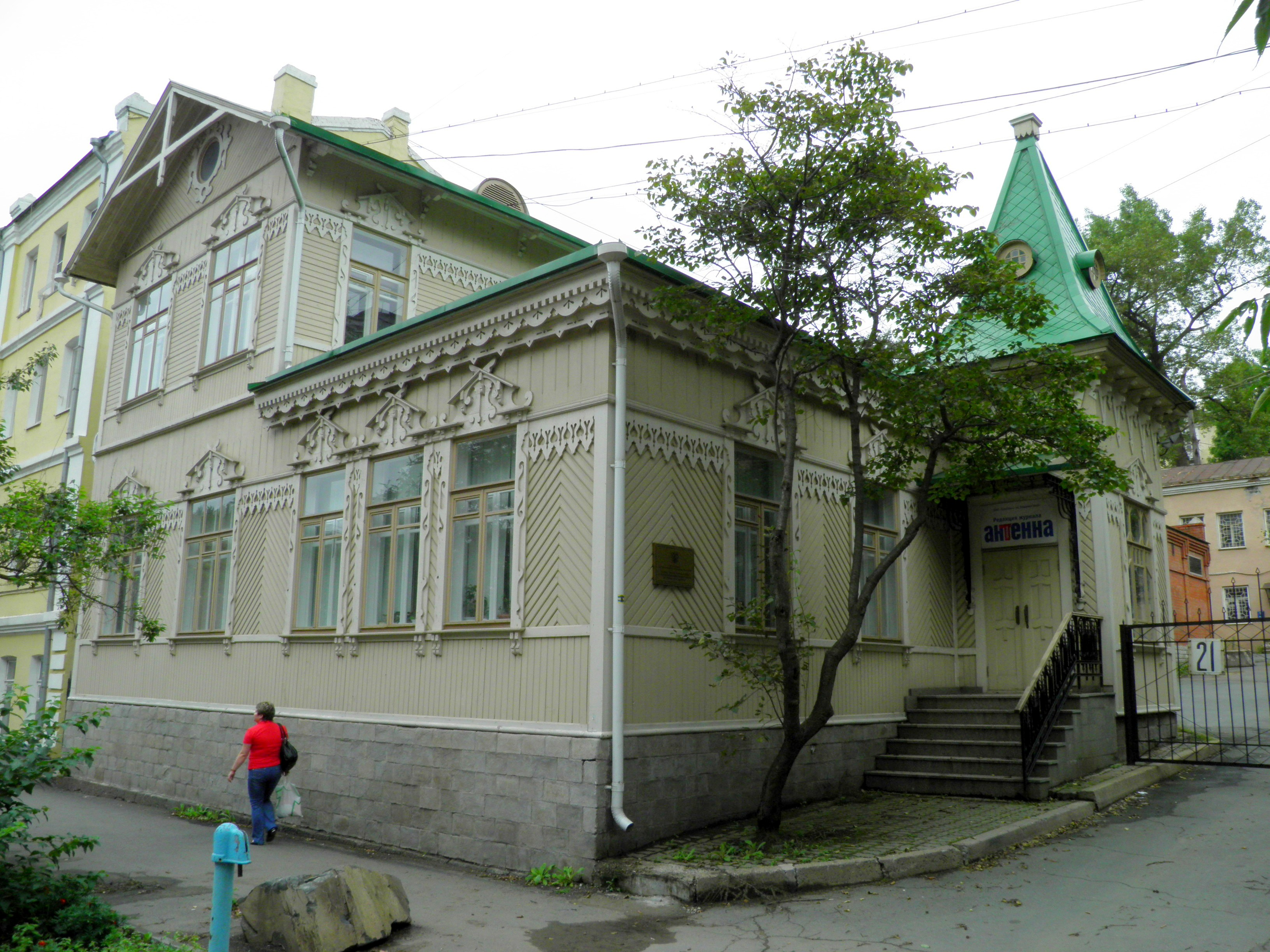
Immeuble résidentiel en bois.
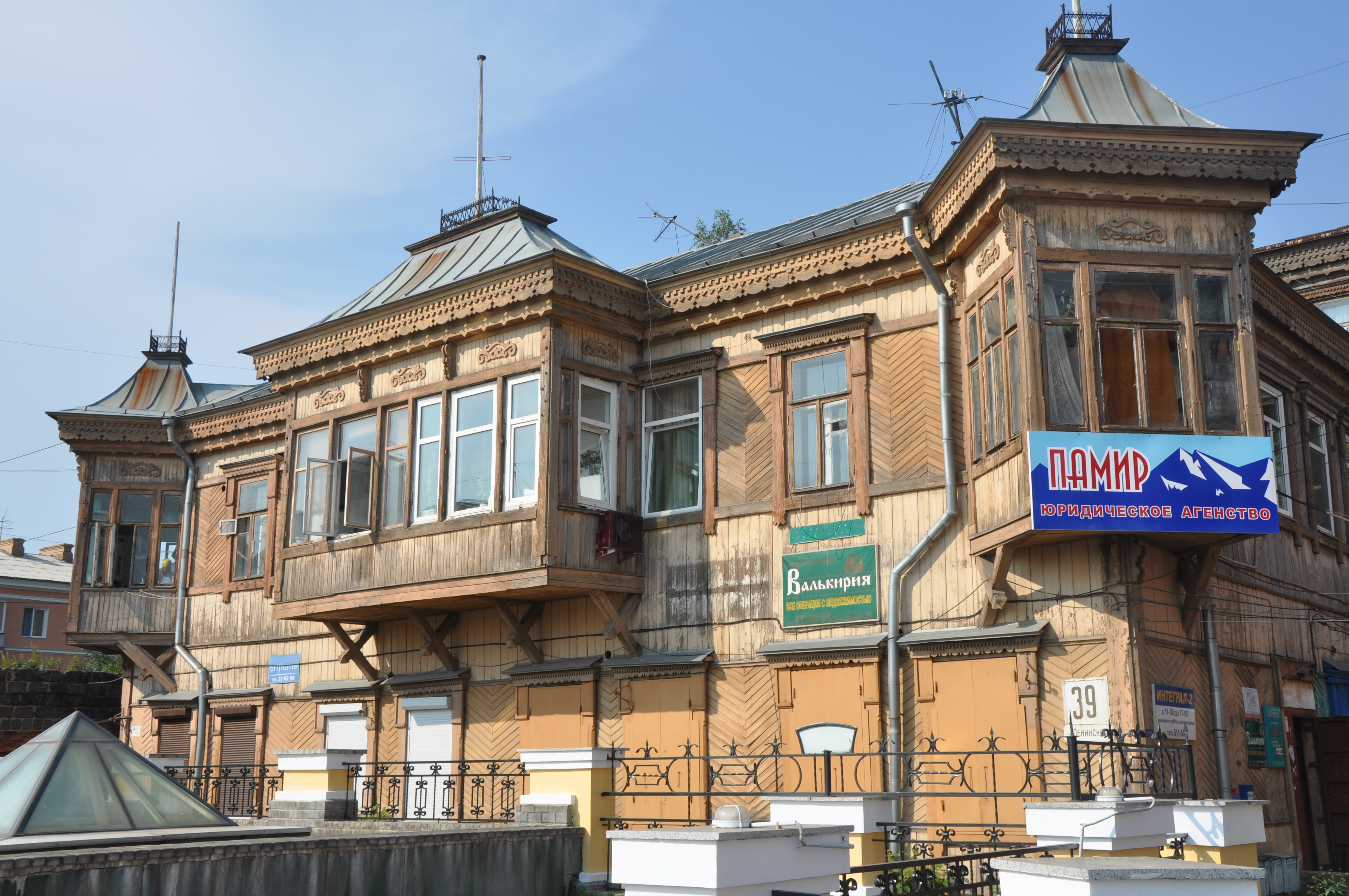
Immeuble résidentiel de la rue Fontannaïa.
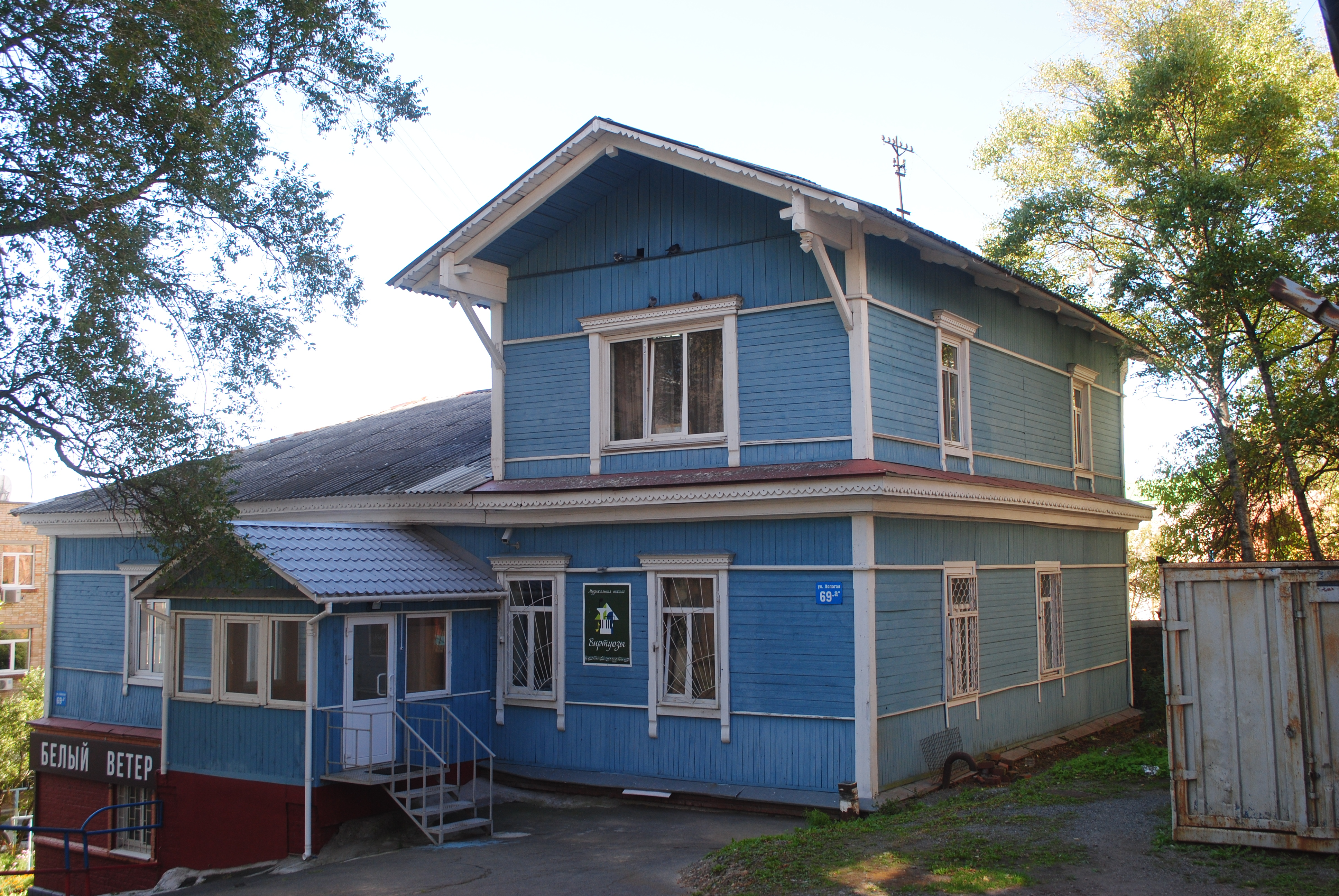
Immeuble résidentiel de la rue Pologaïa.
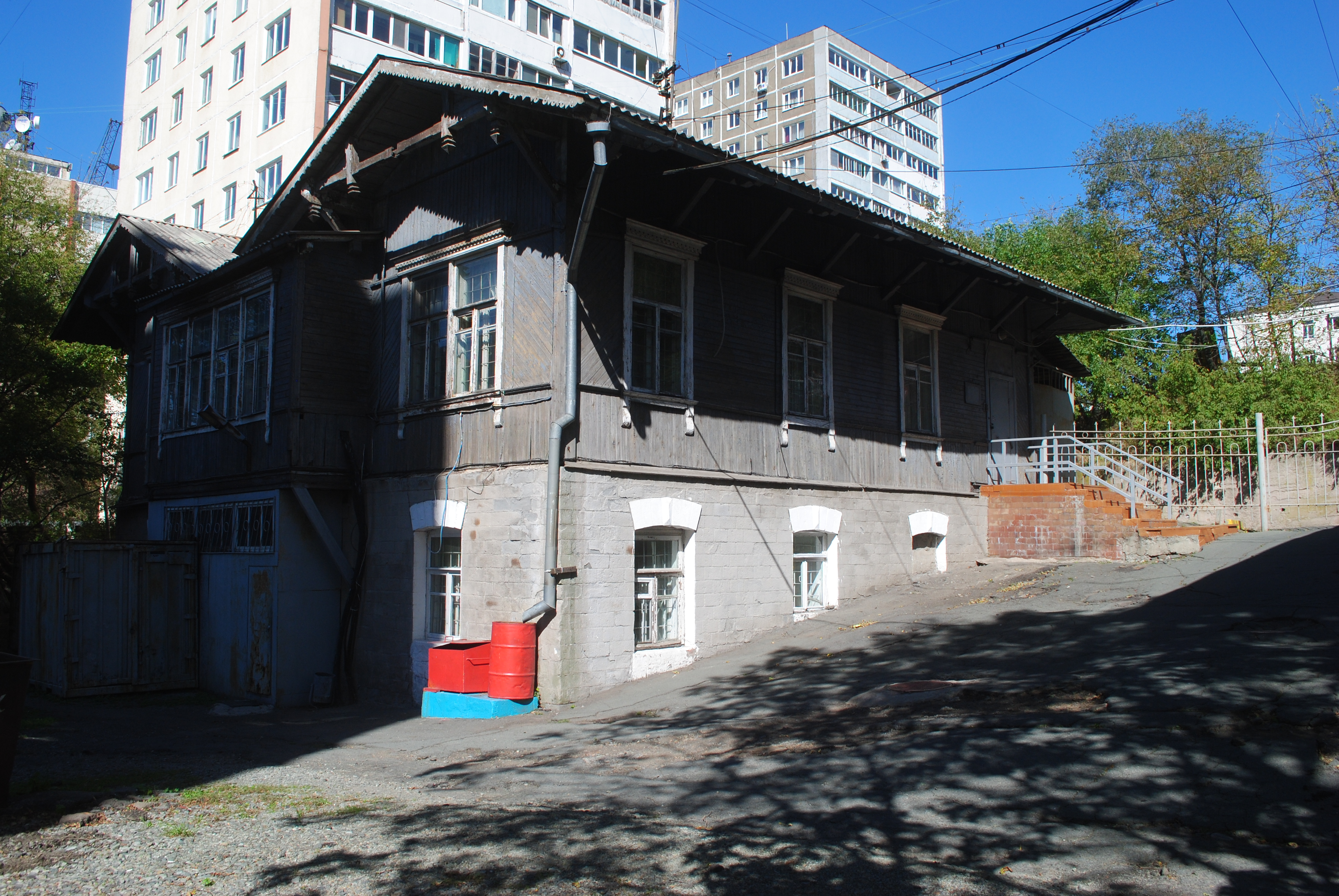
Immeuble résidentiel de la rue Ouborevitcha.
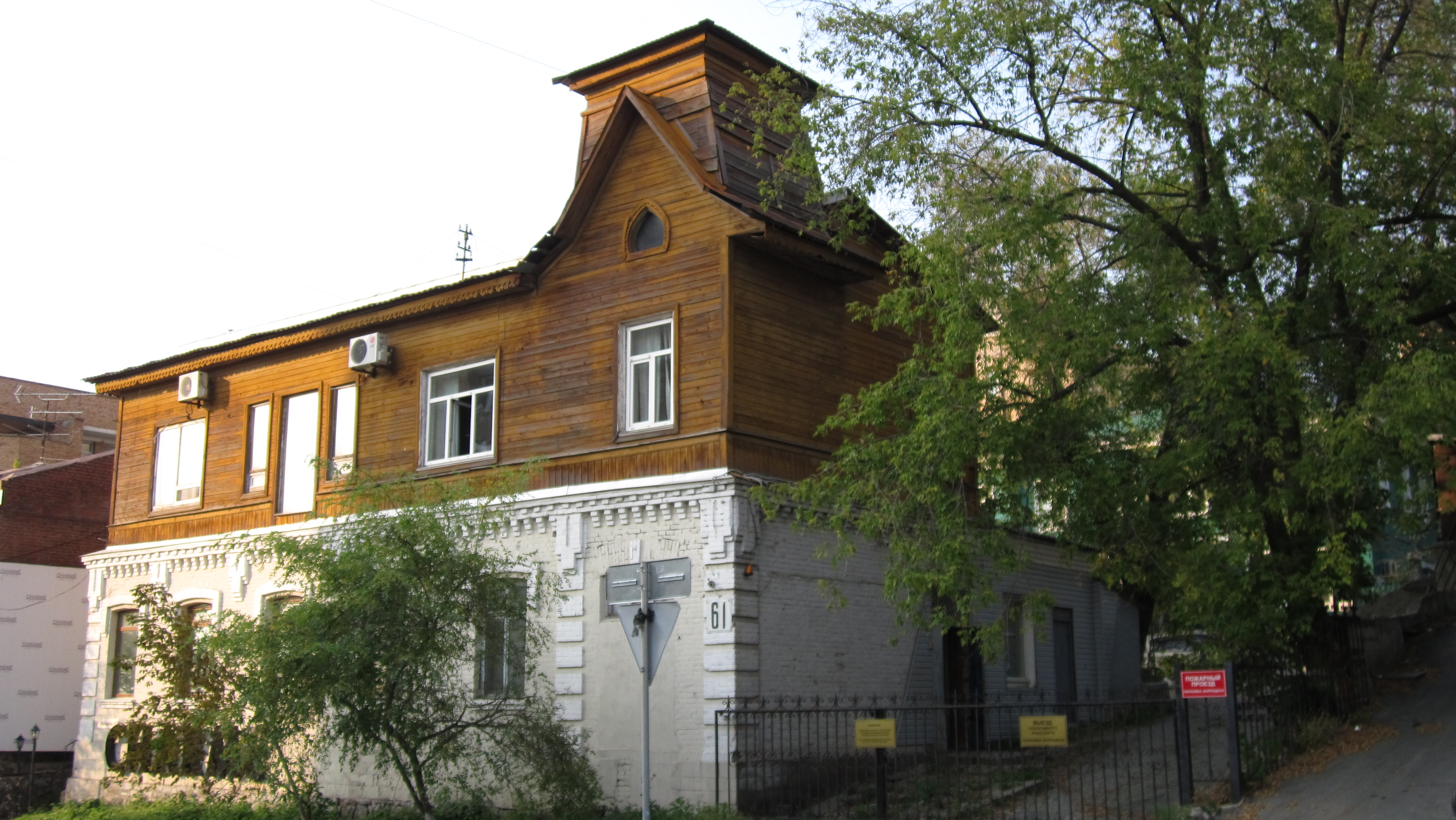
Immeuble résidentiel de la rue Fontannaïa.

Le style Ropet, approuvé au niveau de l'État, a permis d'utiliser activement les motifs de l'architecture russe en bois dans la construction de bâtiments publics : gymnaisums, hôtels, dépendances d'officiers, magasins, etc. Selon V. M. Markov, de nombreux bâtiments publics de Vladivostok, construits selon les plans du premier architecte de la ville, Iouri Rego, ont été réalisés dans le style de l'architecture russe en bois. L'un des bâtiments principaux était le bâtiment du théâtre de cirque public d'I. K. Boroviks sur la première rue Morskaïa, non loin de la gare. Le style du théâtre coïncidait avec le style grotesque des théâtres populaires et des pavillons d'exposition, construits selon les plans de Ropet et Viktor Hartmann, avec une combinaison arbitraire caractéristique de ce que « les contemporains percevaient comme des signes du russe ».

L'architecture en bois a longtemps prévalu à Vladivostok. Dans les années 1960 et 1970, la plupart des maisons privées en bois du centre-ville ont été démolies et des bâtiments en panneaux standards sont apparus à la place. Actuellement, environ 25 monuments d'architecture en bois sont placés sous la protection de l'État. Parmi les zones historiques de bâtiments en bois, la zone autour des rues Makhalina (anciennement de Mandchourie), Abrekskaïa, Karl Liebknecht (anciennement japonaise), la soi-disant colonie des officiers, qui a le statut d'ensemble architectural, est relativement bien conservée. Au centre de la colonie se trouve la cathédrale Saint-Nicolas, qui constitue l'élément dominant, entourée de bâtiments immobiliers en bois de faible hauteur. Au 14 rue Makhalina, l'ensemble d'un domaine en bois de la fin du XIXe siècle a été conservé. Il y a aussi des bâtiments résidentiels en bois restauré qui sont en bon état et qui sont des monuments d'architecture en bois sur la rue Fontannaïa.

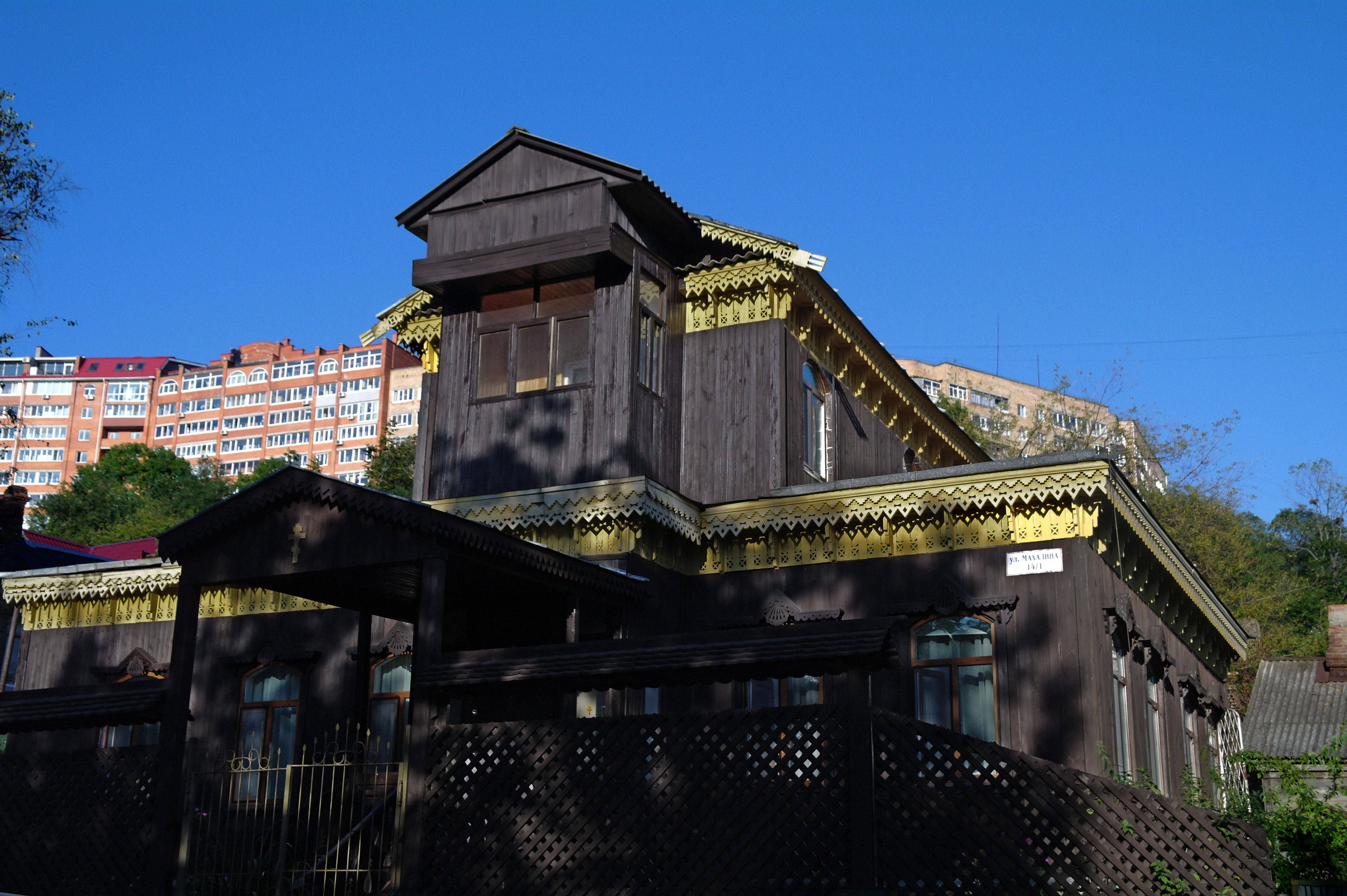
Manoir en bois sur la rue Makhalina.
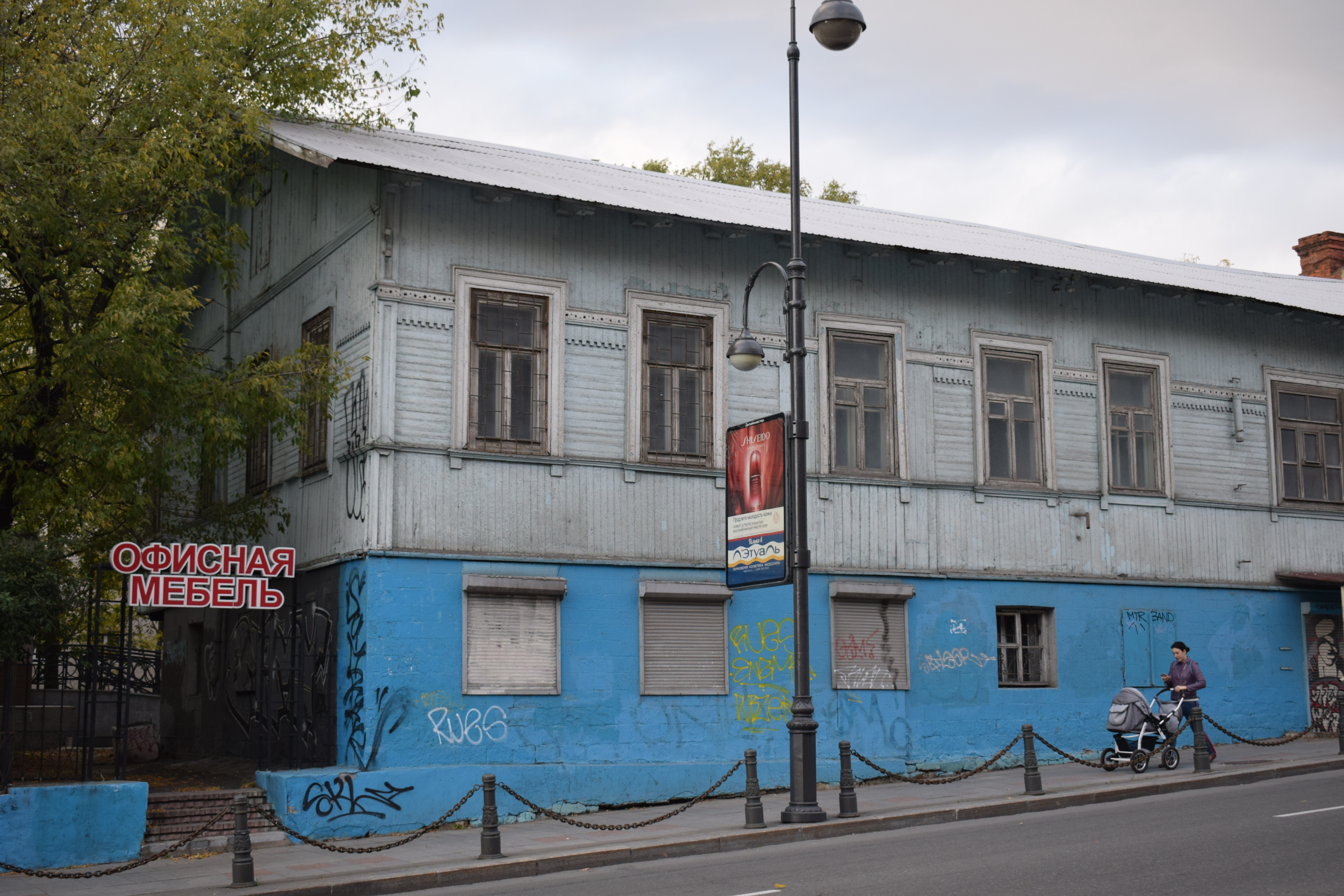
Maison en pierre et en bois.
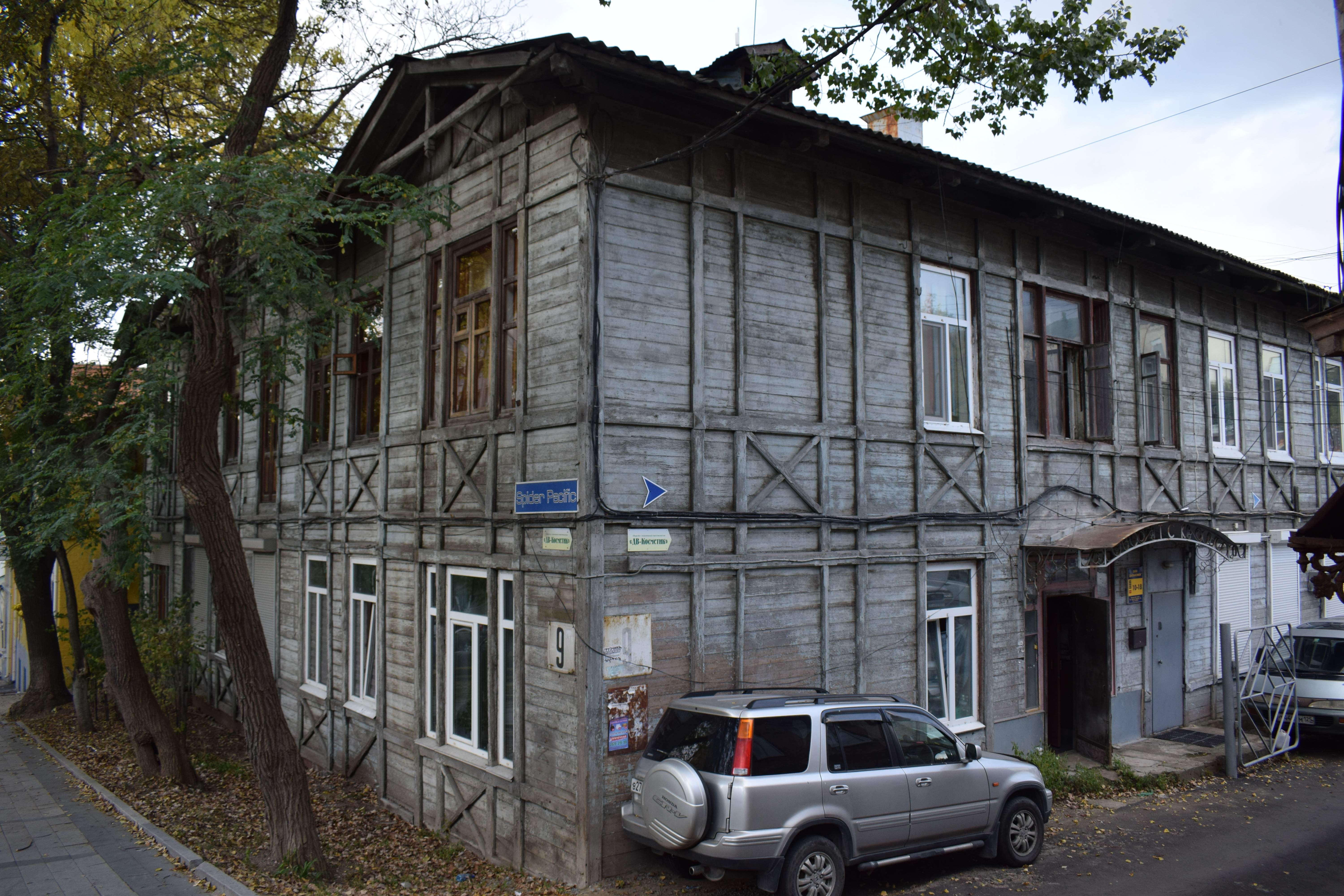
Maison en bois en colombage.
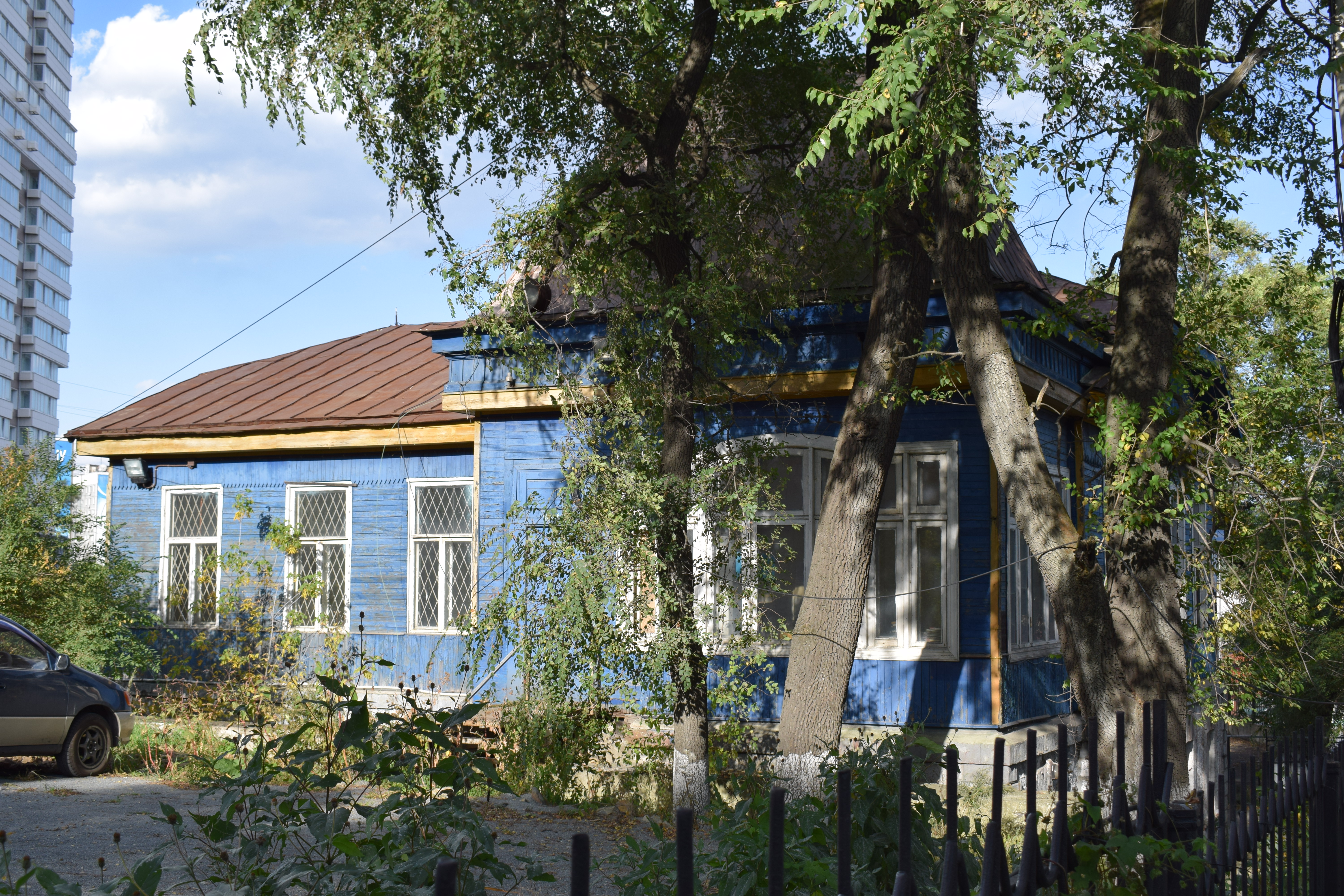
Un exemple d'Art Nouveau en bois dans la rue Gogol.
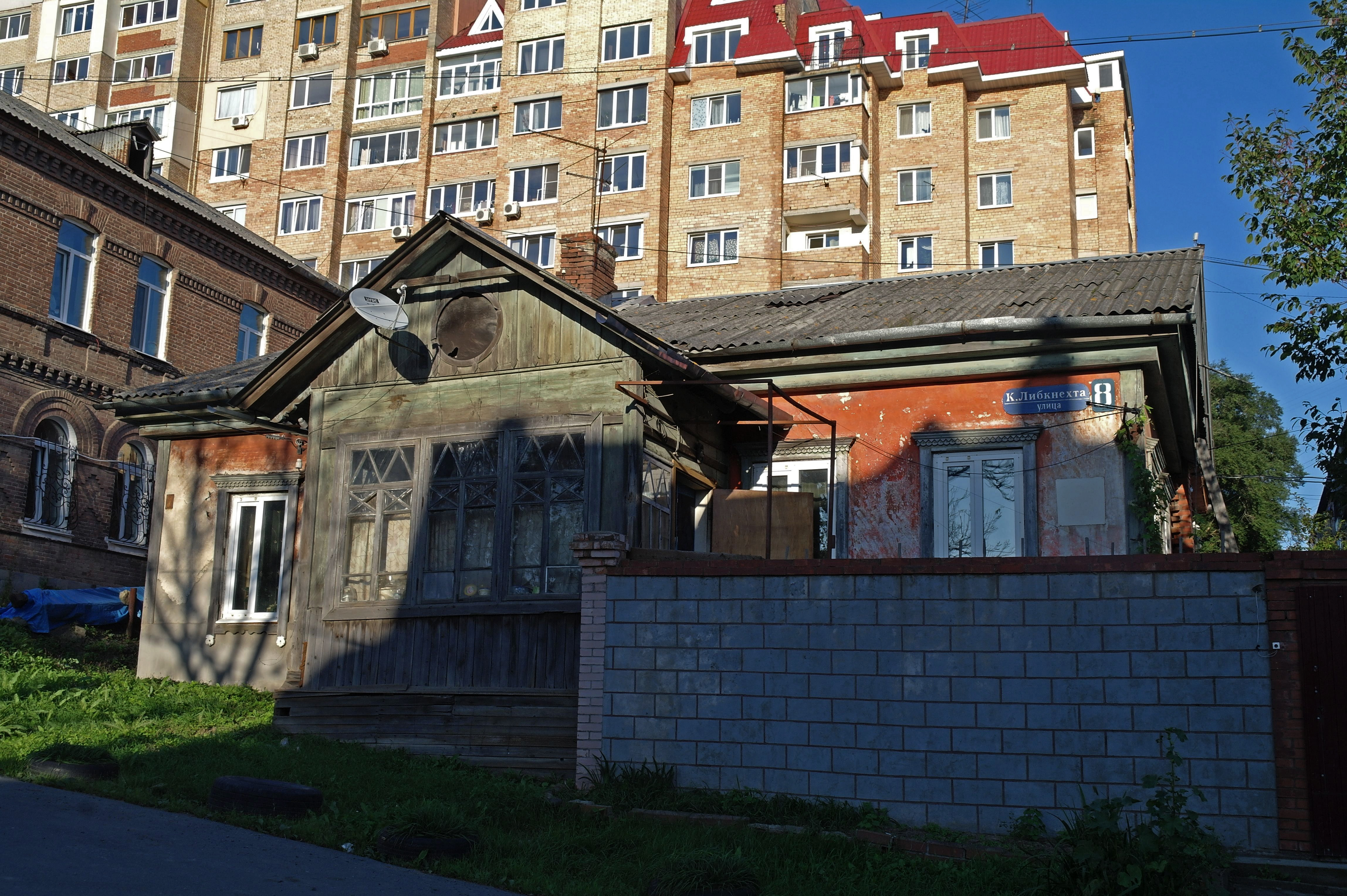
Une maison de la rue Karl Liebknecht.

### Éclectisme pré-révolutionnaire
| Période                         | Matériaux caractéristiques                   | Architectes |
| ------------------------------- | -------------------------------------------- | --- |
| Des années 1880 aux années 1910 | brique, calcaire, moellons, majolique, smalt | P. E. Bazilevski, I. I. Seestrandt, V. K. Goldenchtedt, G. R. Junghendel, I. V. Mechkov, N. Konovalov, V. A. Planson, I. S. Baginov |

Dans la seconde moitié du XIXe siècle, l'éclectisme s'est établi dans l'architecture russe, un style architectural dans lequel le rétrospectivisme est devenu la principale méthode de recherche d'un langage moderne à cette époque. L'une des voies possibles pour trouver un langage formel pour la nouvelle architecture de l'époque a été formulée en 1839 par l'architecte I. I. Sviyazev : le langage moderne en architecture devrait unir « toutes les architectures du monde ». À l'ère de l'éclectisme, une approche unique du travail avec des prototypes historiques s'est développée : égalité des styles, d'une part, et sélectivité dans leur utilisation, d'autre part. Il a permis d'isoler des motifs individuels, des fragments et des détails des styles architecturaux et d'utiliser les plus significatifs d'entre eux pour former des styles secondaires, ou néo-styles. Conformément à l'éclectisme, plusieurs néo-styles se sont formés, de nouvelles modifications des systèmes artistiques de certaines époques ou régions historiques : la première place parmi les néo-styles de l'éclectisme russe était occupée par le style néogothique et néo-russe, suivi du néo-baroque, néo-italien (Renaissance, classique), les chinoiseries, le néo-mauresque, etc.
La particularité des villes d'Extrême-Orient était qu'elles étaient construites sur de nouveaux territoires et n'avaient pas leur propre histoire, et donc le choix des styles prototypes lors de la construction n'était pas basé sur des racines historiques, mais était déterminé par les tendances générales de l'architecture russe. En conséquence, cela a conduit au fait que les bâtiments d’Extrême-Orient étaient décorés essentiellement avec les mêmes formes que celles utilisées dans l’architecture d’autres villes russes. L'originalité de l'éclectisme extrême-oriental provenait de la composition particulière de la population, qui comprenait divers groupes ethniques, de la migration active des populations russes et orientales, du statut économique particulier (porto-franco) et d'autres facteurs. Par exemple, certains chercheurs notent la présence d'un style oriental, ou néo-chinois, dans l'architecture de Vladivostok.
L'apogée de l'architecture éclectique à Vladivostok a coïncidé avec la formation de la base de construction de la région d'Extrême-Orient, lorsque la brique est devenue le principal matériau de construction. Dans le même temps, Vladivostok se trouvait dans une position plus avantageuse par rapport aux autres villes de la région, car elle utilisait à la fois du calcaire, extrait sur les rives de la baie de l'Oussouri, dans les zones adjacentes à la baie de Lazournaïa, et des moellons, dont les gisements existaient. dans la ville (à Cooperovaïa Pad et dans le ravin Maltsevski). Des roches précieuses (granit et grès) ont été extraites sur les îles Rousski et Reineke. De plus, des matériaux de construction et de finition importés ont été utilisés à Vladivostok : briques sèches importées des pays asiatiques voisins, briques de parement, majolique et smalt fournis par voie maritime auprès d'entreprises étrangères.

#### Éclectisme de la brique

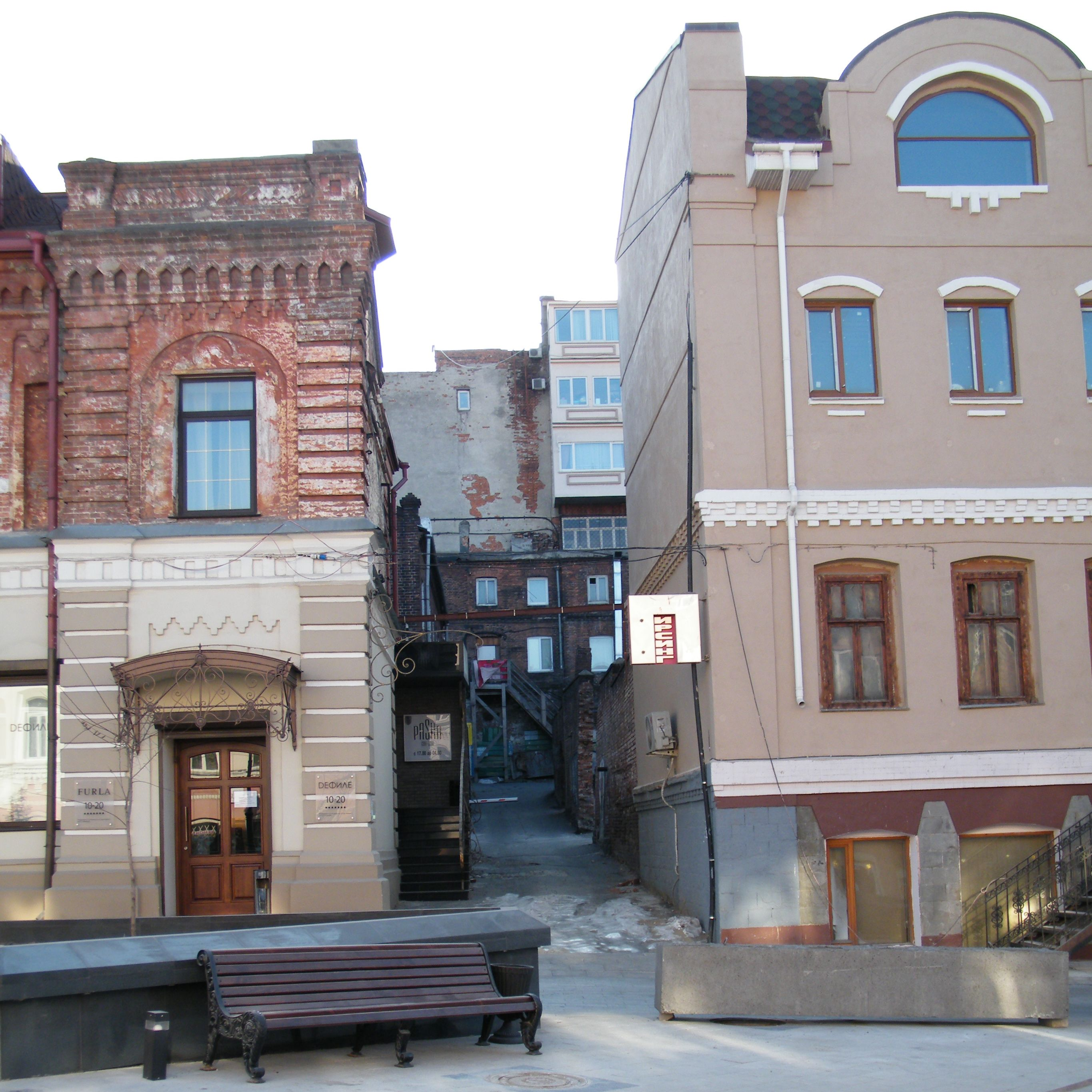
Une ruelle de Millionka, quartier chinois historique spontané préservé de Vladivostok. C’est un exemple frappant du style porto-franquiste, dans lequel la « jungle de briques » se cache derrière des « façades volontairement bourgeoises ».

L'éclectisme de la brique s'est manifesté le plus clairement dans le style particulier de Porto-Franco qui a émergé à Vladivostok. Les principaux facteurs de formation de la ville étaient : premièrement, la construction de la forteresse de Vladivostok, et deuxièmement, le régime de port franc périodiquement introduit. Par conséquent, la ville a été construite à la fois par des ingénieurs militaires ayant une formation à Saint-Pétersbourg et par des entrepreneurs étrangers. La combinaison de ces facteurs forme un ensemble de rues principales de la ville, aux « façades volontairement bourgeoises », derrière lesquelles se cache une « jungle de briques ».
La plupart des colonies d’Extrême-Orient ont été fondées comme postes militaires, et Vladivostok ne fait pas exception. La ville se caractérise également par une « architecture de garnison », tout comme Khabarovsk, Blagovechtchensk et d'autres villes d'Extrême-Orient. De nombreux bâtiments construits par le département militaire ont survécu jusqu'à ce jour sous une forme presque inchangée, à Vladivostok, des blocs entiers. L'architecture de garnison a eu une grande influence sur l'aménagement des façades du centre-ville. Un exemple frappant est ce qu'on appellela dépendance des officiers de l'architecte I. I. Seestrandt (1903), dont les façades sont une combinaison unique de brique et de style baroque.
Au début du développement du Primorié, un style néo-médiéval s'est répandu ; des bâtiments de nature « médiévale » ont été construits à Spassk-Dalni, Oussouriïsk, Razdolny. À Vladivostok, le premier bâtiment de la gare a été construit dans ce style. Son exemple le plus frappant aujourd'hui est la construction de l'ancien consulat chinois par l'architecte Platon Bazilevski. Le bâtiment en brique, rectangulaire, élevé sur une terrasse à deux étages, était orné d'une tour massive à sommet crénelé et de pinacles aux angles, l'entrée est ornée de pylônes à sommet en forme de couronnes de tour.

#### Gothique extrême-oriental

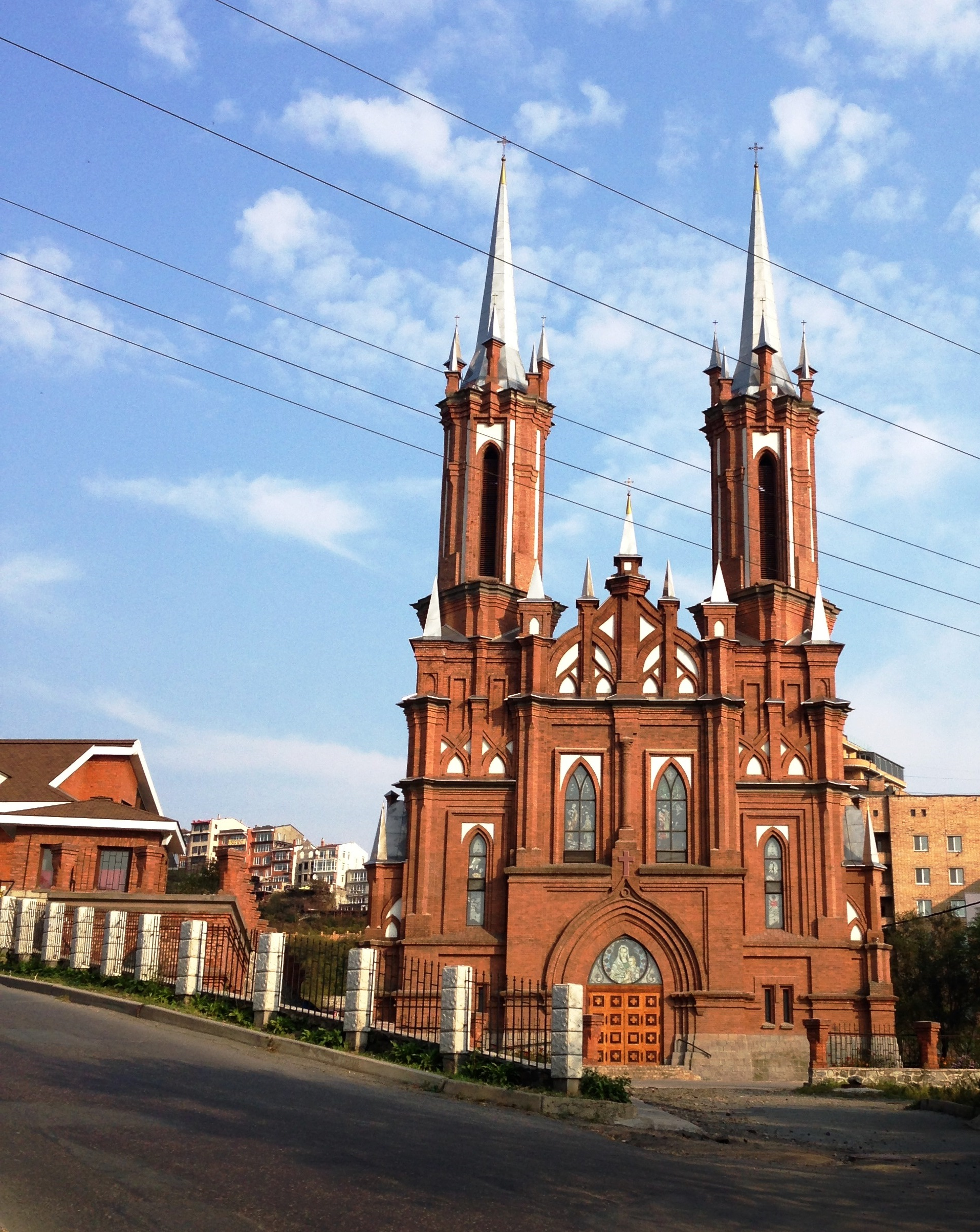
Église de la Mère-de-Dieu de Vladivostok.

Une autre branche de l'éclectisme était le gothique extrême-oriental. En Extrême-Orient, les éléments néo-gothiques, organiquement intégrés dans le style de la brique, étaient largement utilisés dans l'architecture des garnisons et dans la conception des hôtels particuliers ; dans une moindre mesure, dans les bâtiments utilitaires : blockhaus, entrepôts, bâtiments frigorifiques, bâtiments industriels, châteaux d'eau de gare, etc. Parmi la clientèle des grands immeubles de la fin du XIXe siècle et du début du, un rôle important était joué par les marchands allemands (par exemple Kunst et Albers), qui possédaient un grand nombre de bâtiments dans toutes les grandes villes d'Extrême-Orient. Selon la chercheuse A.P. Ivanova, les origines du gothique extrême-oriental peuvent être recherchées dans deux directions : le rétrospectivisme nostalgique de la diaspora allemande et à la manière métropolitaine, c'est-à-dire l'imitation des marchands vieux-croyants moscovites, en particulier de la famille Morozov, dont les représentants, qui avait fait leurs études à Oxford et Cambridge. De retour dans leur pays natal, ils commencèrent à construire des demeures victoriennes avec des intérieurs gothiques.
A.P. Ivanova souligne que la maison de la Société marchande de Moscou (1882, architecte B.V. Freidenberg) a été conçue dans un style gothique laconique. À Vladivostok, un bâtiment typologiquement similaire a été érigé : l'assemblée des Greffiers (1907-1908, architecte P. Wagner). De plan rectangulaire, le bâtiment de trois étages a été érigé sur une terrasse taillée dans le versant d'une colline, en brique, avec des murs divisés verticalement par des pilastres. Le bâtiment a des pinacles avec des extrémités en croupe, des pilastres couronnants, des demi-frontons à gradins avec un toit en croupe au-dessus de l'entrée et des fenêtres à meurtrières hautes et étroites aux deuxième et troisième étages. Le chercheur a comparé la maison de commerce de Vladivostok « Waldener et Peppel » (1907, architecte V.K. Goldenchtedt) avec la maison de commerce « Mur et Meriliz » à Moscou (1907, architecte R.I. Klein). La silhouette conventionnellement gothique du bâtiment était donnée par sept tourelles pyramidales pointues avec des flèches couronnées de lucarnes, un toit trapézoïdal accentuant l'entrée principale et d'autres éléments décoratifs.
L'essor de la production de briques à partir du milieu du XIXe siècle a coïncidé avec la mode du style gothique en Allemagne. En Extrême-Orient, le gothique en brique de style néo s'incarne dans la construction d'une église luthérienne, construite avec l'argent de la communauté allemande, et dans un certain nombre de bâtiments appartenant à la haute direction de sociétés commerciales étrangères (Kunst und Albers, Langelite). Les maisons privées de I. Langelite et A. Dattan sont particulièrement révélatrices à cet égard. Le manoir rectangulaire en brique d'A.V. Dattan a été construit en 1891 selon les plans d'un architecte inconnu. L'angle du bâtiment est souligné par une baie vitrée hexagonale sous un toit en croupe ; la façade est ornée d'une profonde rustication. Les éléments gothiques du bâtiment sont des fenêtres à lancettes jumelées unies par des arcs communs et une corniche gothique. La maison de I. M. Langelite, construite en 1893 sur le flanc d'une colline, est perçue d'en bas comme une petite demeure gothique, puisque tous les coins du bâtiment sont couronnés de pinacles de différentes hauteurs. Les fenêtres ont également des contours en lancette. Le centre de composition de la façade est une grande double fenêtre encadrée par un arc brisé gothique. Le bâtiment frigorifique se distingue par sa fusion de styles en brique et néo-gothique.
Selon le projet de l'architecte allemand George Junghandel, l'église luthérienne en pierre Saint-Paul a été construite en 1907. Au début du développement de Vladivostok, la communauté luthérienne a joué un rôle important dans la vie de la ville : elle comprenait le gouverneur de l'oblast de Primorié Pavel Ounterberger, les entrepreneurs allemands Kunst et Albers, le mineur d'or Julius Brynner et d'autres citoyens influents, grâce à qui est apparue une église luthérienne dans la ville. Les murs et le revêtement de l'église étaient en brique rouge et la composition volumétrique et spatiale du bâtiment était réalisée dans le style gothique nord-allemand, caractéristique des églises luthériennes de la fin du XIXe siècle. L'église est une église à nef unique avec un corps allongé et une voûte en ogive. Du côté est, elle se termine par une abside octogonale, du côté ouest se trouve un clocher tétraédrique avec un toit en croupe. L'entrée principale est un portail en ogive ; d'étroites fenêtres en ogive alternent avec des piliers renforcés de contreforts. Le bâtiment est entièrement décoré en style gothique.

En 1909-1921, la construction de l'église catholique de la Mère-de-Dieu a été réalisée. L'église catholique a été construite dans le cadre du gothique est-européen du XVIe siècle, dans le style dit en lancette. Situé dans l'un des endroits les plus élevés de Vladivostok, le bâtiment était décoré de hautes fenêtres à lancettes et de murs à contreforts, et sur sa façade se trouvaient deux tours massives, dont l'une abritait un clocher.

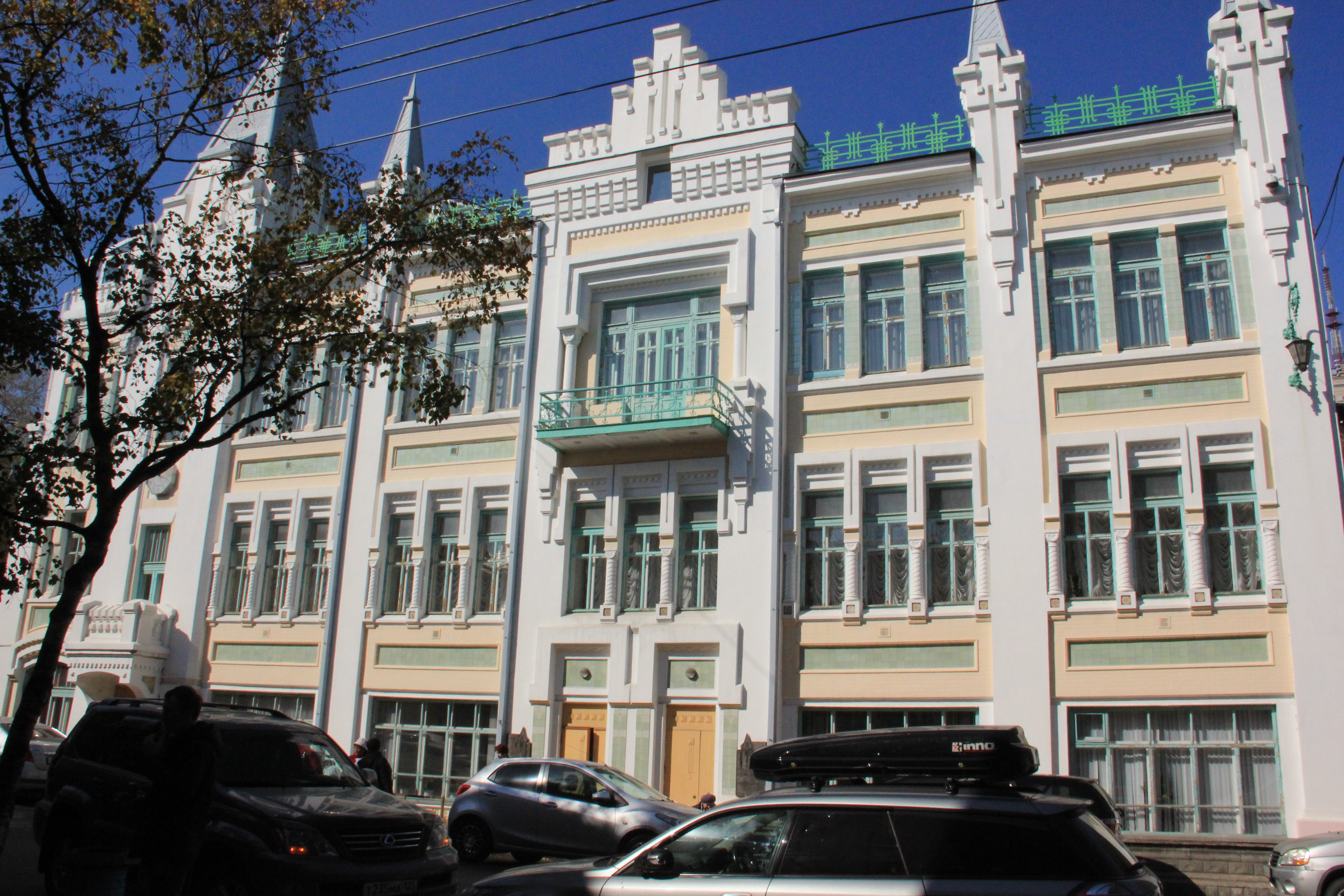
Salle des greffiers.
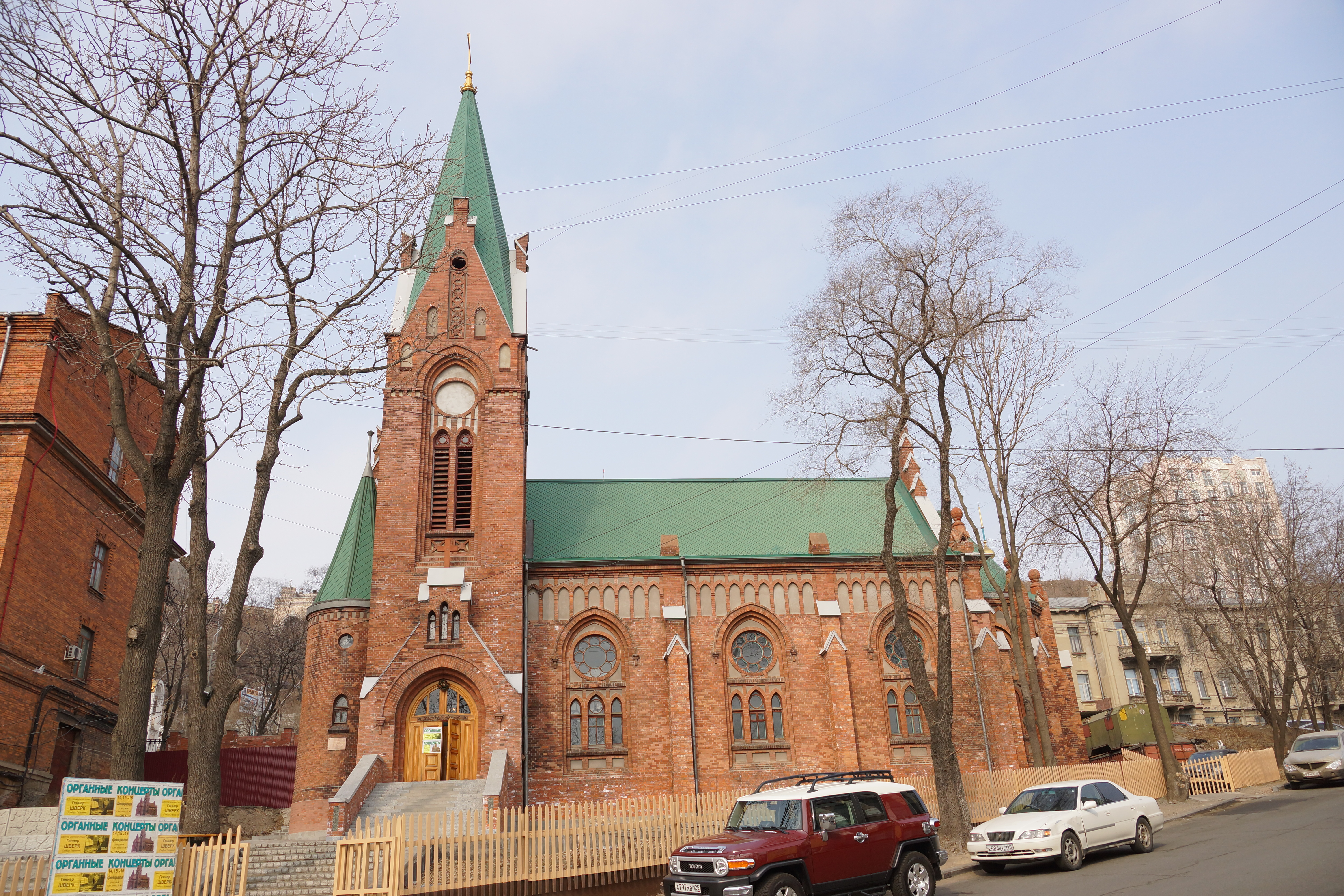
Église Saint-Paul.
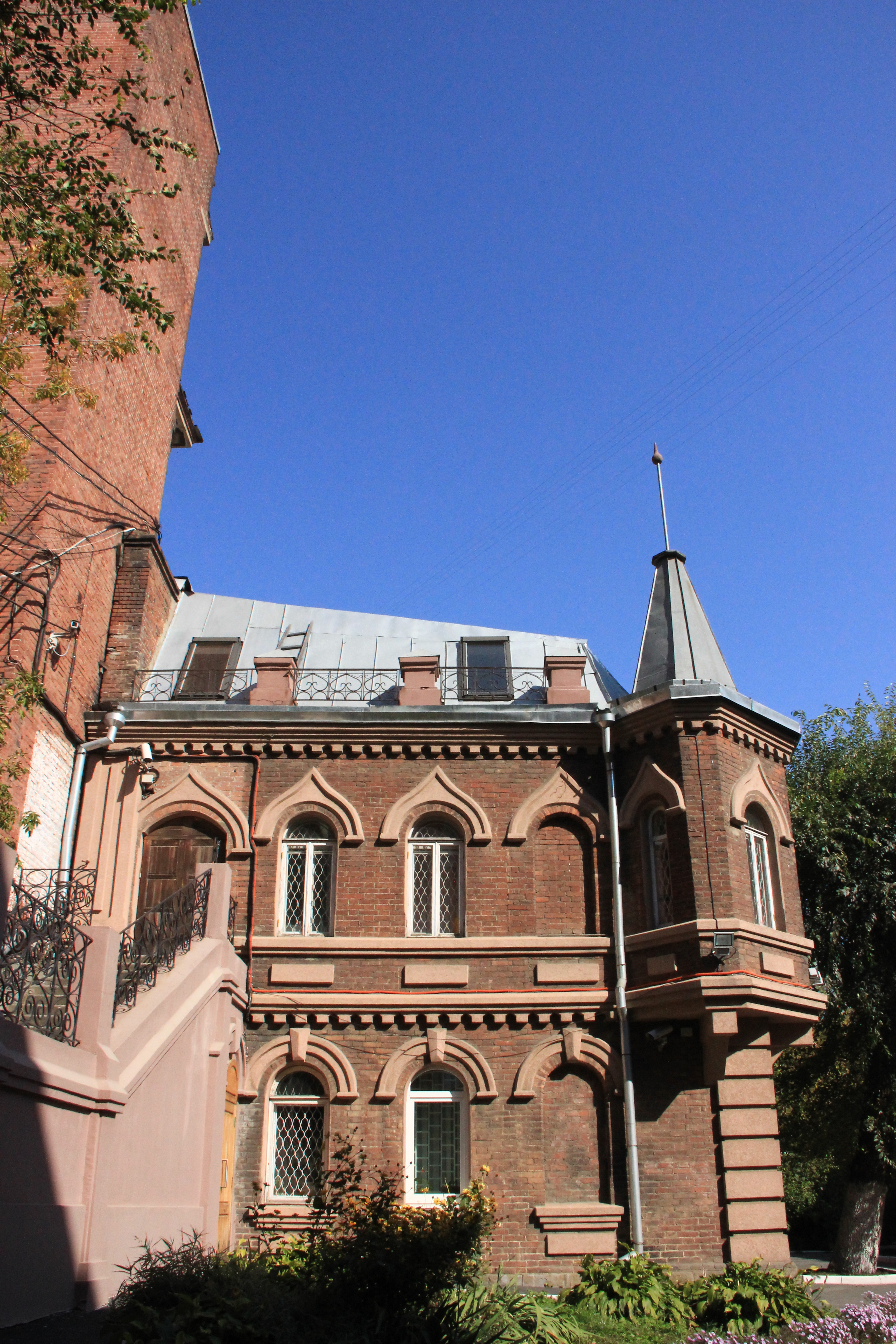
Manoir Dattan.
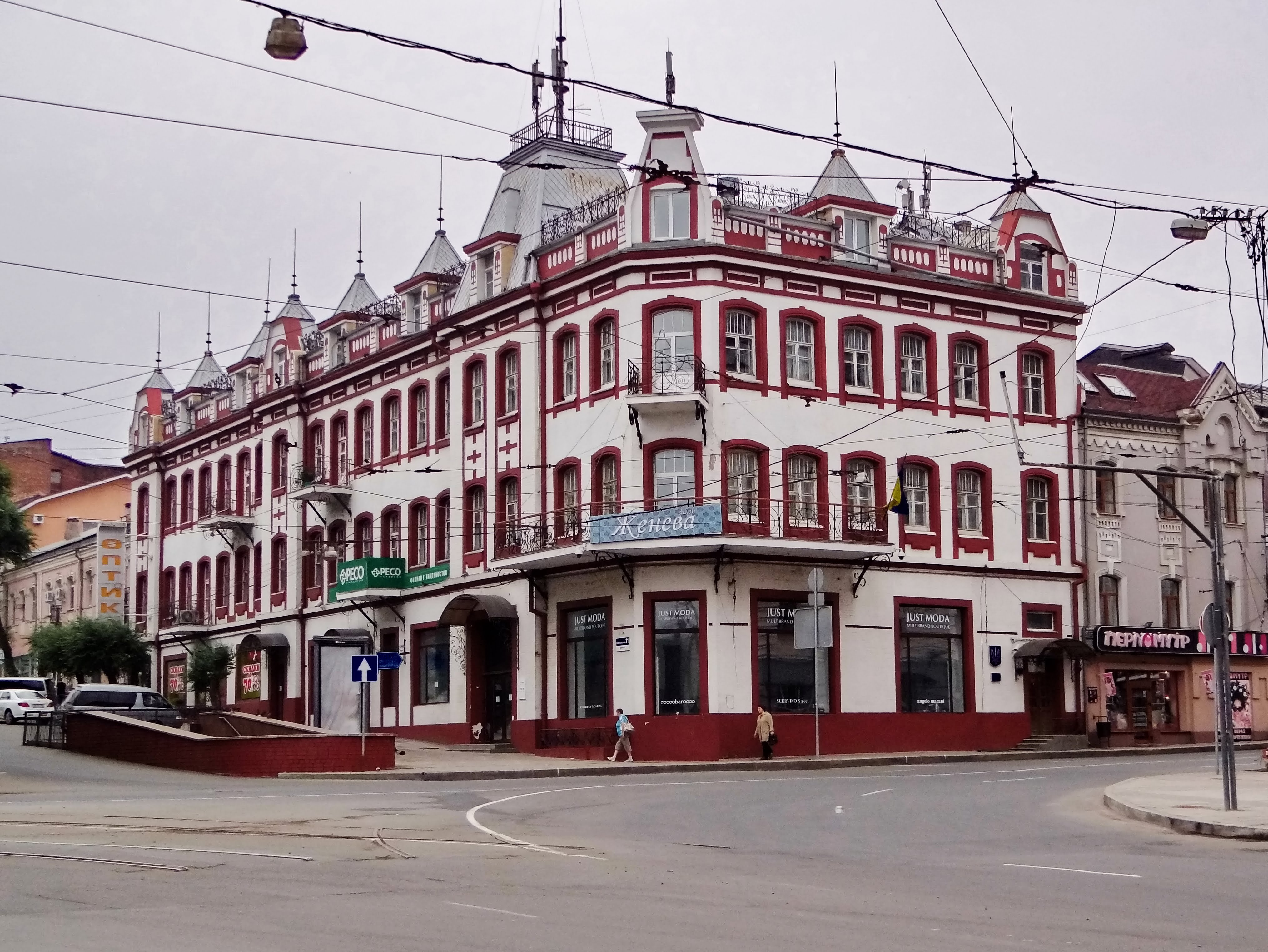
Hôtel Central.

#### Style néo-russe
Les recherches créatives dans l'architecture européenne et russe du XIXe siècle étaient principalement associées à la naissance de la direction « nationale ». Si pour l'Europe occidentale le style gothique dominait parmi les modèles, alors en Russie, le concept s'incarnait dans les styles byzantin et russe. Le développement du style néo-russe en Extrême-Orient a été déterminé par plusieurs facteurs : il servait de moyen de propagande patriotique à la veille des guerres coloniales, il était un symbole culturel du patriotisme, rappelant les « racines russes » de la colonisation et était le symbole de connexion constante avec la Russie « intérieure ». Dans la région, le style russe a reçu plusieurs variétés : Romanov, né à l'occasion du 300e anniversaire de la dynastie Romanov et de la visite de l'héritier du trône dans les villes d'Extrême-Orient ; russe, version commerciale et marchande du style ; néo-russe, la version nationale de la modernité ; style Ropet, en bois.

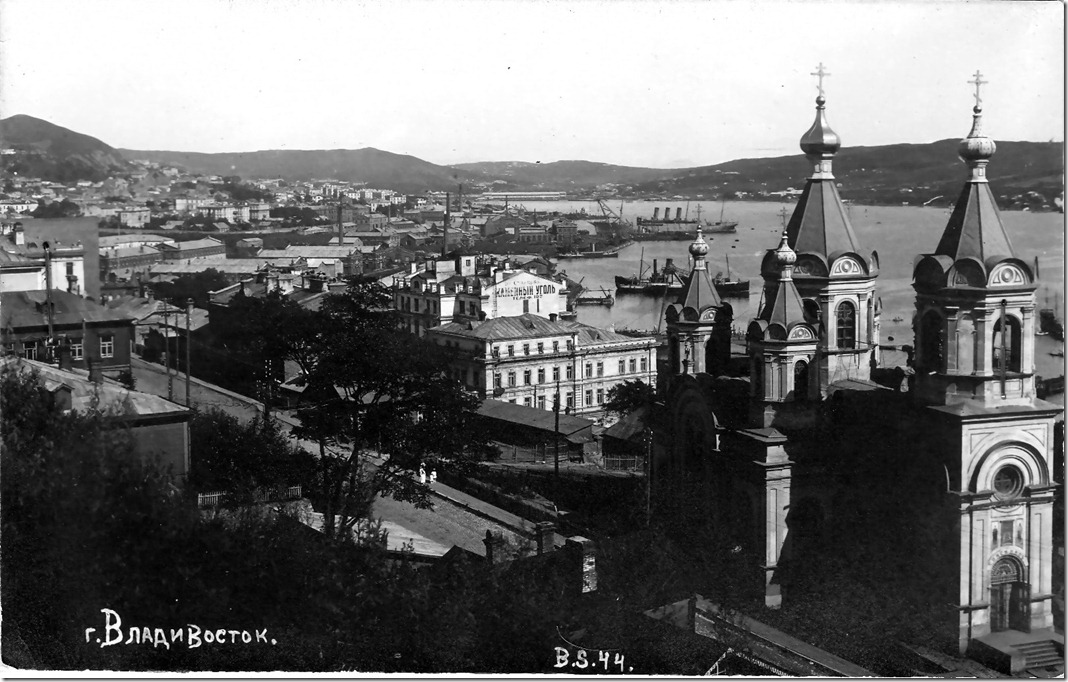
Cathédrale de l'Assomption, détruite en 1938.

Comparé à d'autres villes de Sibérie orientale et d'Extrême-Orient, le style néo-russe dans l'architecture de Vladivostok n'a pas gagné en popularité. Au début, l'Église orthodoxe a joué un rôle important dans sa promotion, en étant le principal client des concours pour la construction d'édifices religieux. Dans le cadre de la construction du temple, une image bien identifiée d'une église orthodoxe a émergé, dont la silhouette est devenue l'un des symboles de la présence russe dans la région, l'incarnation de l'idéologie d'État. Au moins 50 églises ont été construites dans la ville avant 1917. Le premier bâtiment en pierre de style néo-russe à Vladivostok fut la cathédrale de l'Assomption, construite selon les plans de l'architecte Miller en 1889. Le bâtiment a été construit dans les traditions du premier style russe, associé à l'incarnation du concept de nationalité de Nicolas Ier, reflété le plus fidèlement dans les œuvres de Constantin Thon et de son école. La cathédrale de l'Assomption, construite comme un « navire », c'est-à-dire avec un clocher fixé le long de l'axe du bâtiment, rappelait à bien des égards l'église de l'Annonciation de la Bienheureuse Vierge Marie à Saint-Pétersbourg, construite selon Constantin Thon  en 1849.
Les représentants éminents du style néo-russe dans le développement de Vladivostok comprennent également la construction du bureau des postes et télégraphes, l'Arc de Triomphe et la gare ferroviaire. Les trois bâtiments étaient associés à un ordre de l'État et remplissaient la fonction idéologique de relier l'est et le centre du pays : l'arc est la porte maritime de la ville, la poste est une connexion d'information continue, la gare est une voie de transport. L'histoire la plus révélatrice est la reconstruction de la gare, qui a été construite à l'origine dans un style éclectique, mais après la construction de la gare de Iaroslavl à Moscou, sa reconstruction a commencé dans le style néo-russe, dans des formes qui reproduisent l'architecture des bâtiments de la capitale, comme symbole du début et de la fin du Transsibérien, la principale artère de transport du pays.

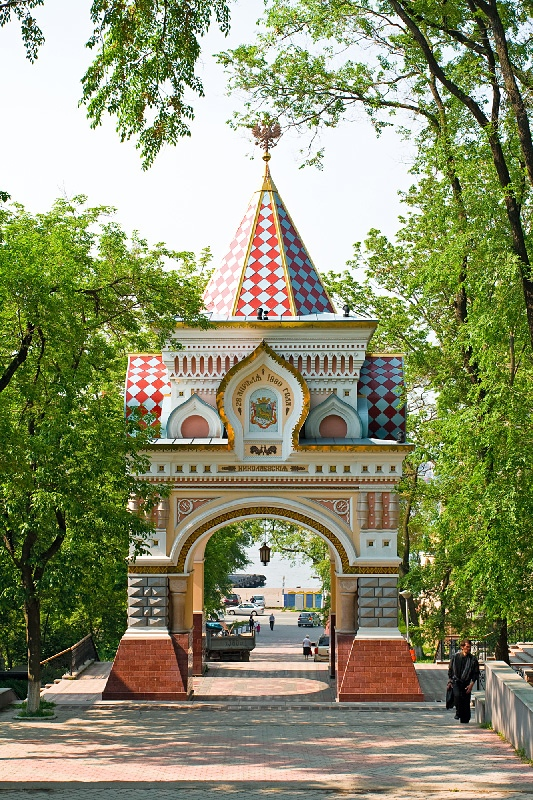
Arc de triomphe de Nicolas.

L'arc de triomphe de Nicolas, construit en l'honneur de l'arrivée du tsarévitch Nicolas dans la ville en 1891, était la seule commande privée à Vladivostok réalisée dans le style néo-russe. L'architecture du bâtiment reflétait le concept idéologique d'Alexandre III, qui se concentrait sur l'ère pré-Pétrine et prenait comme modèle architectural le style ouzorotché des XVIe et XVIIe siècles. Le bâtiment du bureau des postes et télégraphes, érigé par l'architecte A. A. Gvozdziovski en 1899, faisait référence avec style à l'architecture de Saint-Pétersbourg, en particulier à l'immeuble d'appartements de N. P. Bassine, dont il a été question à plusieurs reprises dans les magazines et les journaux à une époque, construit en 1878-1879. Les bâtiments étaient similaires dans leur volume rectangulaire symétrique, la division des ouvertures de fenêtres, les bordures en dentelle moulée, les colonnes, les arcs et les kokochniks couronnant le toit. Dans l'architecture du bâtiment, la séparation de la structure et de la façade et la surcharge de cette dernière avec un décor caractéristique de l'éclectisme étaient évidentes.
Les bâtiments de l'église de l'Intercession et de l'enceinte épiscopale se distinguent par leurs expériences avec les formes pré-pétriniennes. La cour, construite selon les plans de l'ingénieur militaire I.V. Mechkov en 1901, était une composition de trois volumes géométriquement corrects : une maison avec une chapelle, un clocher et un temple-chapelle d'Alexandre Nevski. Les bâtiments ont montré les principales tendances du développement de la dernière période du style russe : l'abandon de la fragmentation de la forme et de sa simplification, la construction de la composition de la façade par la répétition rythmique d'un élément. L'ensemble était décoré de plateaux, corniches, ceintures décoratives et colonnes en forme de tonneau stylisées dans l'esprit du XVIIe siècle. La façade du bâtiment de l'hôtel Sibirskoïe Podvorié (1908) a été décorée sur la base de l'architecture médiévale russe, avec des kokochniks cintrés et en forme de quille. Des éléments du style russe ont été utilisés dans la conception de l'immeuble de Jouklevitch (1911), en particulier des arcs voûtés à deux étages.

La gare de Vladivostok appartient à la période de transition du style russe à la version néo-russe du modernisme romantique. Le bâtiment présente des caractéristiques des deux styles : malgré la similitude avec la gare de Iaroslavl, dont le style remonte à l'architecture du nord de la Russie, la gare de Vladivostok est restée dans le cadre du système figuratif de la structuration russe des XVIe et XVIIe siècles. Par rapport à la gare de Iaroslavl, elle a été conçue de manière plus détaillée et était surchargée de décor. En même temps, son architecture contenait des éléments modernistes : grandes divisions de la façade et de l'entrée, grands vitraux, facilité de combiner des volumes clairs, combinaison de symétrie et d'asymétrie. Sur le plan de la composition, la station incarnait l'image d'une « ville forteresse », qui faisait référence à l'image de la ville de Kitej, la Cité du Ciel, l'une des images mythifiées du style néo-russe. Une image similaire était intégrée dans l'architecture de l'immeuble de la Société pour l'étude de la région de l'Amour. Le bâtiment du consistoire spirituel du diocèse de Vladivostok-Kamtchatka (1910-1912 par l'architecte N. Konovalov) a été construit dans le style moderne romantique néo-russe.

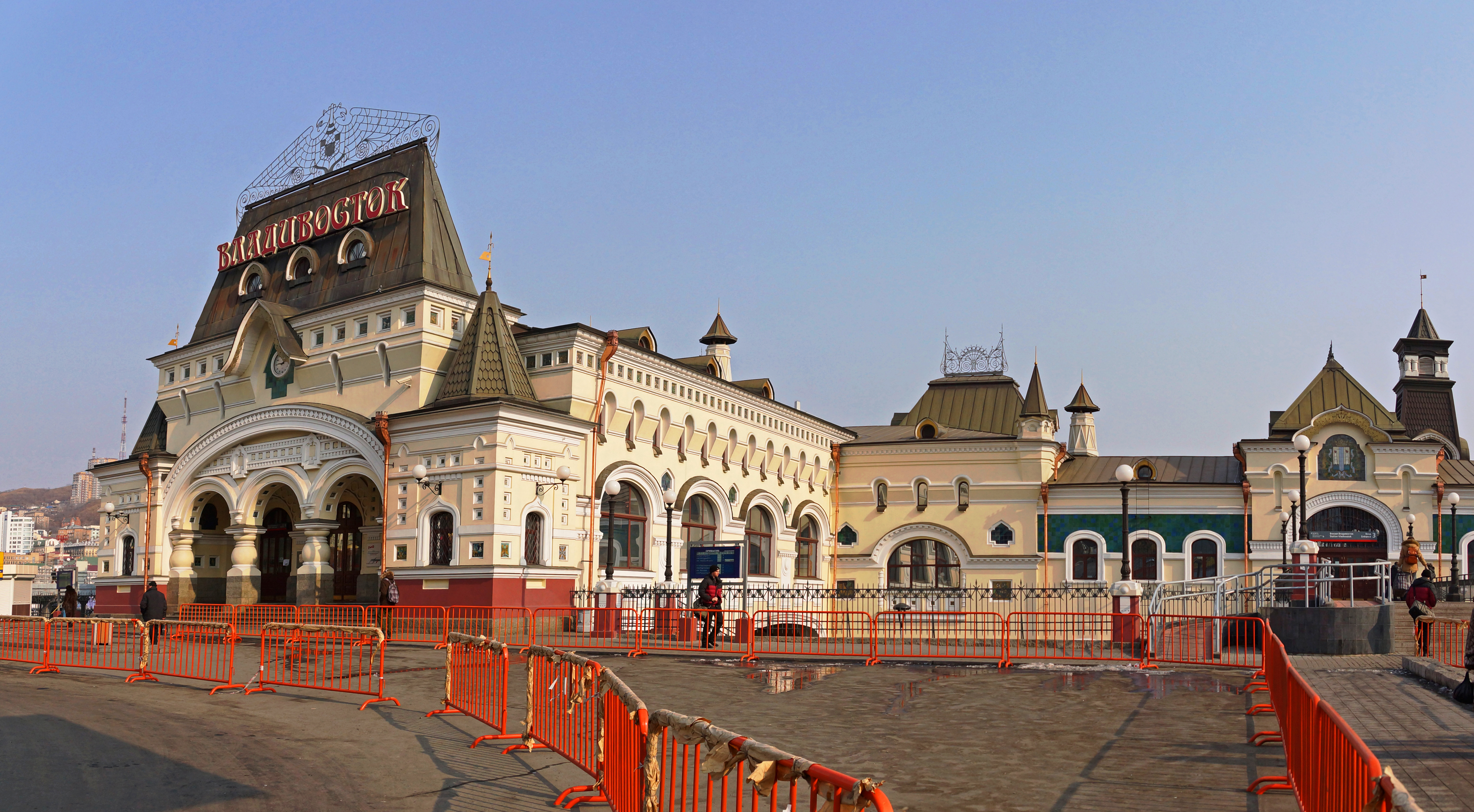
Gare de Vladivostok.
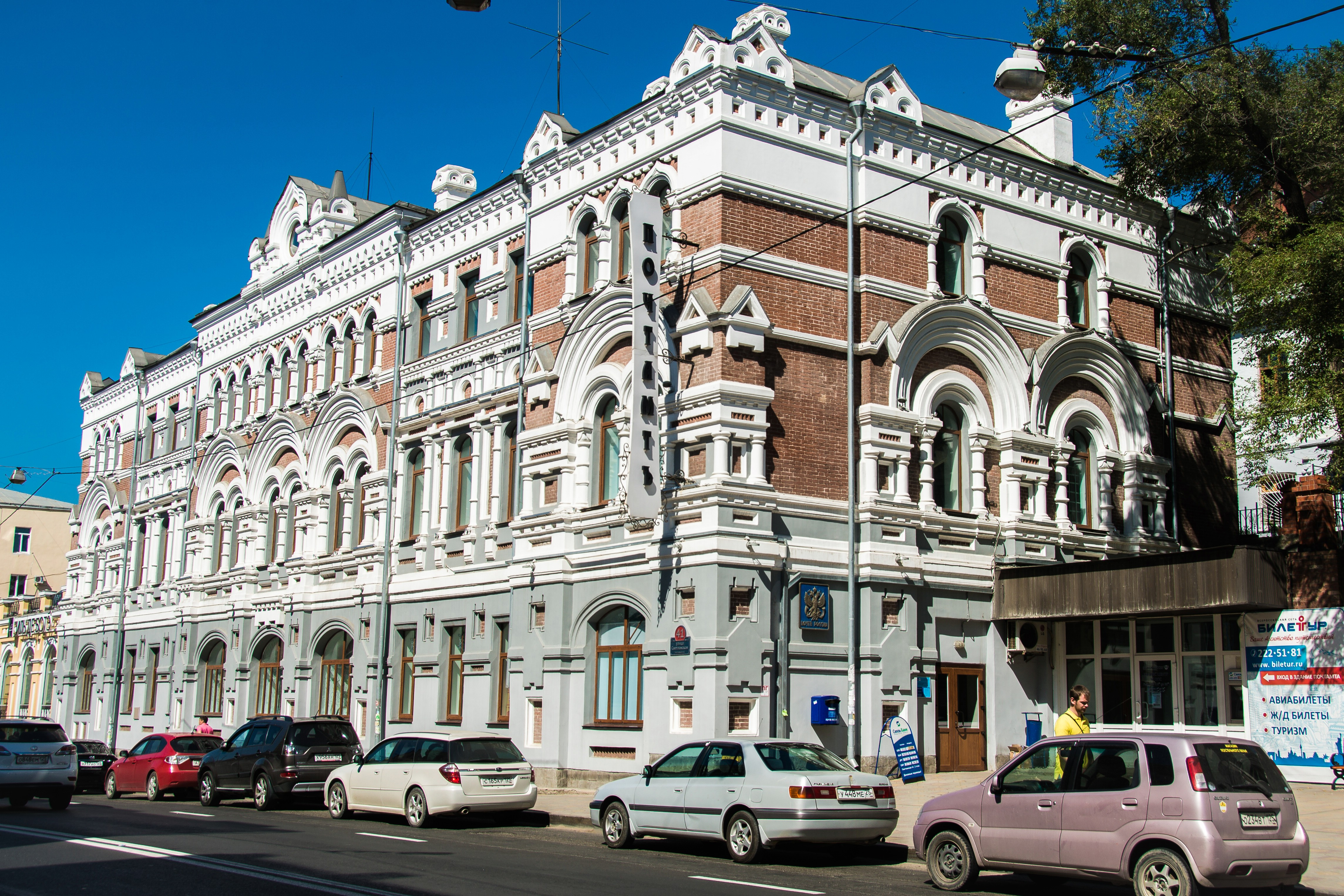
Bureau de poste.

#### Classicisme extrême-oriental
Les chercheurs ont noté l'absence en Extrême-Orient d'architecture d'ordre classique, inhérente aux colonies de la partie européenne du pays, cependant, la région a formé son propre type d'architecture d'ordre. À Vladivostok, deux de ses directions principales sont représentées avec de nombreux sous-types : le néo-baroque (comprend des sous-types tels que le style Second Empire, le baroque romantique, le baroque commercial) et le classicisme extrême-oriental (comprend le néoclassicisme, le néo-empire, le néogrec et néo-renaissance).
Les traits caractéristiques du style néoclassique étaient : une façade principale symétrique, généralement avec l'entrée principale le long de l'axe de symétrie ; portique à colonnes s'étendant sur toute la hauteur de la façade ; fronton triangulaire ; décoration de l'entrée avec des pilastres ; corniche de couronnement; grandes fenêtres rectangulaires; balustrade de toit ou grenier. Contrairement au néoclassicisme russe du début du siècle, le néoclassicisme ici était plus formel et monumental, s'appuyant sur des détails des premiers classiques grecs. L'exemple le plus significatif du style néoclassique extrême-oriental est la construction de l'hôtel Versailles (1908, architecte I.V. Mechkov). L'histoire de la construction du bâtiment remonte à février 1906, lorsque le gouvernement de la ville a attribué un terrain dans la rue Svetlanskaïa à l'entrepreneur L. S. Radomychelski pour la construction d'un hôtel. L'auteur du projet était l'architecte Mechkov, qui à cette époque était déjà connu pour ses bâtiments remarquables dans la ville. L'hôtel est un bâtiment de trois étages avec un étage mansardé, surmonté d'un toit en croupe. La façade principale est conçue avec une symétrie prononcée. La composition de la façade est basée sur la mise en valeur de la partie centrale avec une avant-corps faiblement exprimée. Le caractère classique du bâtiment est donné par des demi-colonnes et des pilastres appariés de l'ordre ionique, des sommets triangulaires pour les fenêtres, des coins et des lames bossagés.
Les traits caractéristiques du style néo-empire étaient des sections de colonnades, généralement doriques romaines, inscrites dans l'arc ; une grande fenêtre semi-circulaire au-dessus du portique ; des colonnes attachées à l'avant-corps, reliées par une archivolte ; ordre dorique et ionique prédominant ; composition souvent asymétrique de la façade. Les chercheurs considèrent le bâtiment de l'administration ferroviaire d'Oussouri (fin du XIXe siècle) et le consulat général du Japon (1916, architecte Fedorov) comme des exemples du style néo-empire extrême-oriental à Vladivostok. Mais ce dernier peut aussi être interprété comme un exemple du style néo-grec. Des motifs néo-Renaissance ont été utilisés dans la conception architecturale de la propre maison d’A. Albers, dite « Anadyr » (rue Amiral Fokine, 24, 1898). Le classicisme de la brique à Vladivostok est représenté par les bâtiments de la Maison du Peuple Pouchkine (1907, architecte P. A. Mikouline) et l'ancien bâtiment de l'Institut oriental.
Le style néo-baroque s'est surtout répandu dans la construction de maisons de commerce. Le premier signe du style était le dôme, qui accentuait l'entrée d'angle du bâtiment. Par exemple, un dôme de forme elliptique accentuait l'angle de l'immeuble de V. P. Babintsev (1902-1905, architecte I. V. Mechkov), et les bâtiments construits pour la société Kunst und Albers selon les plans de G. R. Junghandel avaient des sommets en croupe de formes curvilignes., faisant référence aux traditions du baroque allemand. Le deuxième signe était le décor spécial et le design sculptural. Des pots de fleurs, des urnes et des sphères de pierre ont été utilisés pour décorer les parapets et accentuer les zones d'entrée. Les pots de fleurs couronnant les portes des magasins Kunst und Albers (rue Svetlansaïa, maisons 35 et 104) sont bien conservés. Dans le décor néo-baroque, les éléments importants étaient le stuc (guirlandes, modillons, mascarons), les cariatides et la sculpture ronde. L'exemple le plus frappant du néo-baroque commercial à Vladivostok était l'immeuble monumental des frères M.P. et V.P. Piankov (1903, architecte I.V. Mechkov).

Le bâtiment du complexe « Dépendances des officiers » au 76 Svetlanskaïa (1910, architecte I.A. Zaborovski) est attribué au style Napoléon III, notant que « le style créé pour les hôtels bourgeois a été choisi pour la décoration d'un établissement militaire ». Le dortoir des officiers ressemble à un petit palais, avec une structure classique en trois parties de la façade principale. La maison de S. N. Matveïevitch (1903) et le bâtiment du gymnasium ministériel des femmes (1903, architecte I. V. Mechkov) ont également été construits dans l'ordre des traditions du classicisme extrême-oriental.

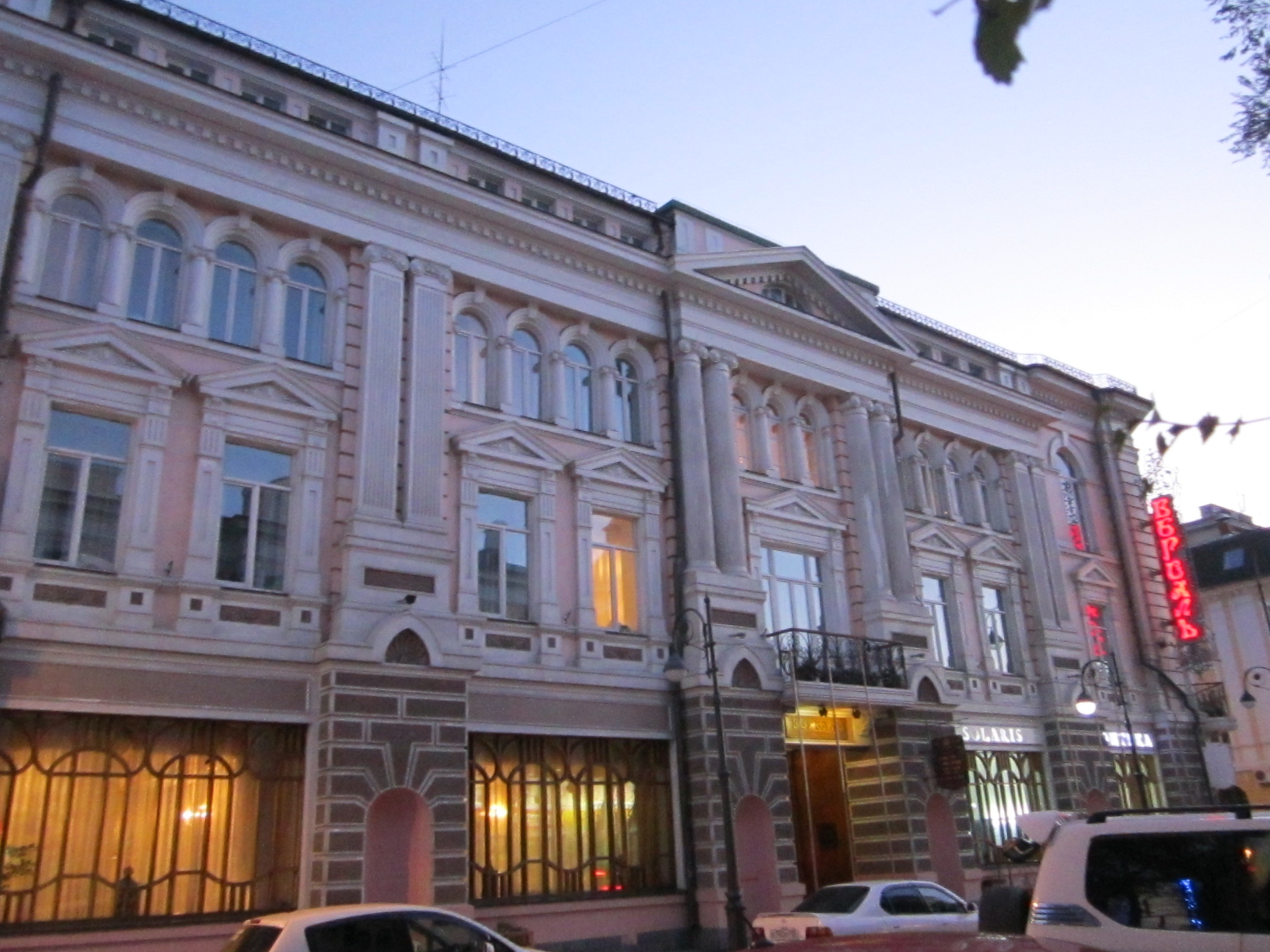
Hôtel Versailles.
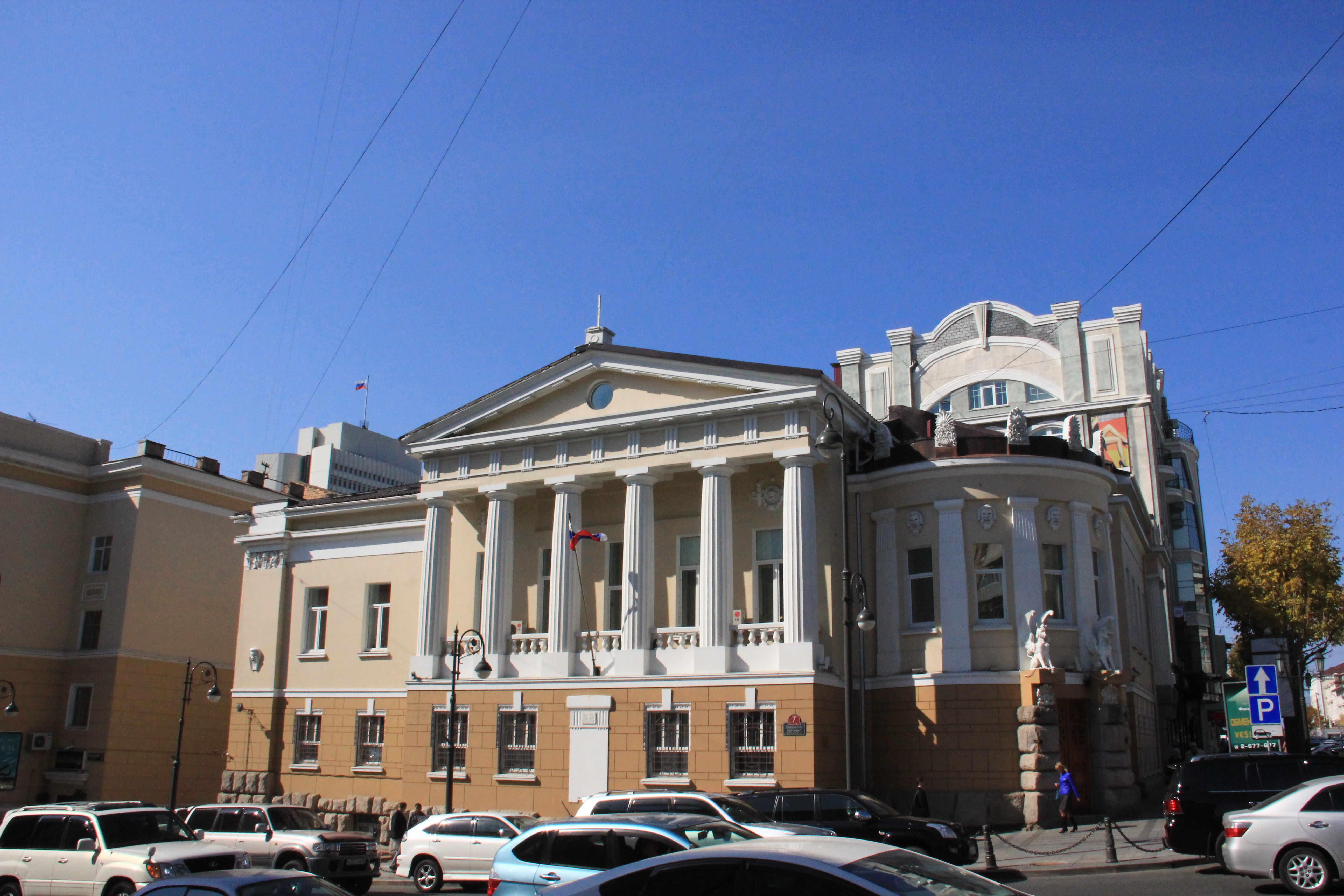
Consulat général du Japon.
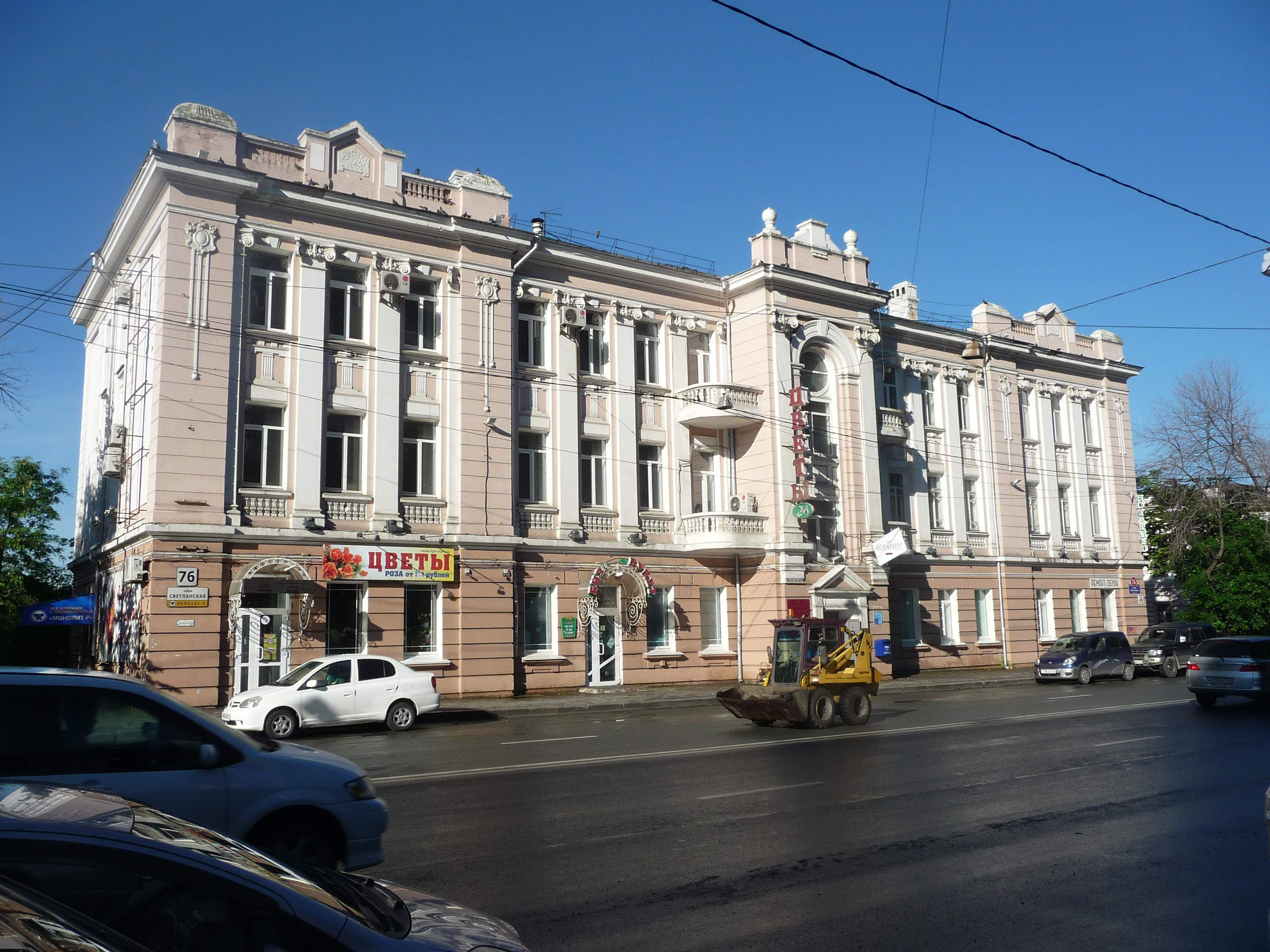
Maison de la dépendance des officiers.

#### Style oriental
Les influences orientales dans l'architecture de Vladivostok ont été déterminées par le fait qu'une partie importante de la population de la ville venait des pays voisins de l'Extrême-Orient. Au début du XIXe siècle, la ville comptait des rues et des quartiers habités par eux : Pologaïa, où vivaient principalement les Japonais, les Chinois à Millionka et la colonie coréenne. Parmi les édifices religieux de Vladivostok se trouvaient un sanctuaire japonais, un sanctuaire chinois et un lieu de prière coréen. La tradition architecturale la plus vivante de l'Orient s'incarnait dans l'apparence d'une chapelle bouddhiste chinoise, avec des proportions, un système de revêtement structurel et des détails décoratifs caractéristiques des bâtiments du Sud-Est. Le bâtiment rectangulaire allongé était recouvert d'un toit à pignon en tuiles avec un grand surplomb et des angles surélevés. Un exemple frappant de l'architecture orientale était le lieu de culte japonais, dans lequel l'influence de l'architecture des temples japonais traditionnels était clairement visible.

Cependant, les citations aussi directes de l’architecture orientale étaient rares. Dans la plupart des cas, les éléments orientaux de l'architecture de la ville étaient mélangés à la structure classique de la façade, adjacente et faisant écho aux détails du classicisme et du baroque. Ces éléments comprennent le dougong, un ordre architectural classique oriental unique. Dans l'architecture de Vladivostok, les stylisations des dougongs, un système complexe de supports de toit, ont été préservées jusqu'à ce jour. Un autre élément oriental (chinois) important dans l'architecture de Vladivostok était le paylou. Le chercheur V.M. Markov trouve dans l'architecture de la ville des caractéristiques du style des paylou, qui est « caractérisé par le verticalisme aigu des projections extrêmes de la façade, complétées par des acrotères particuliers, et le contour curviligne (à la fois convexe et concave) du fronton ».

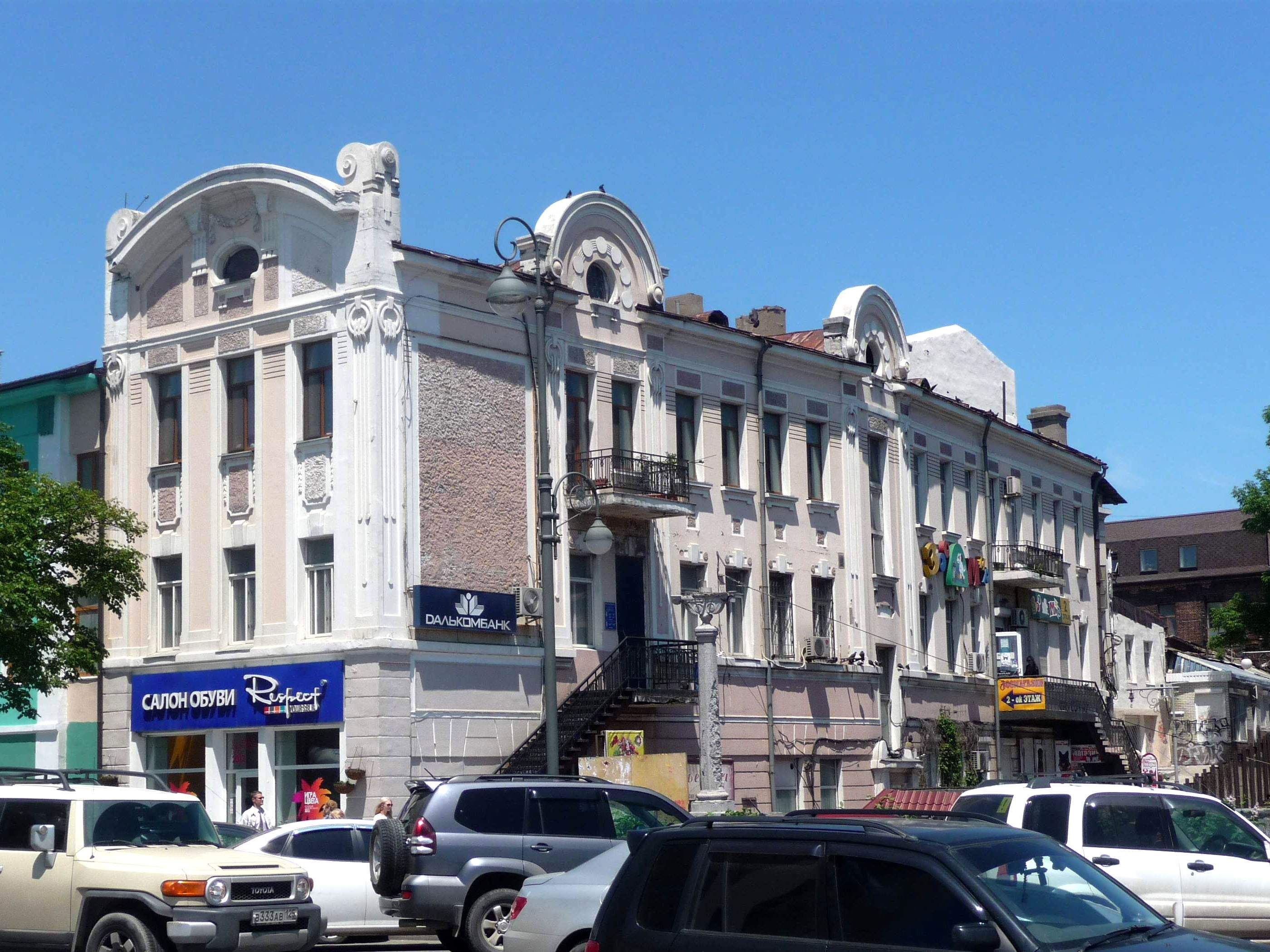
Immeuble Katchan.
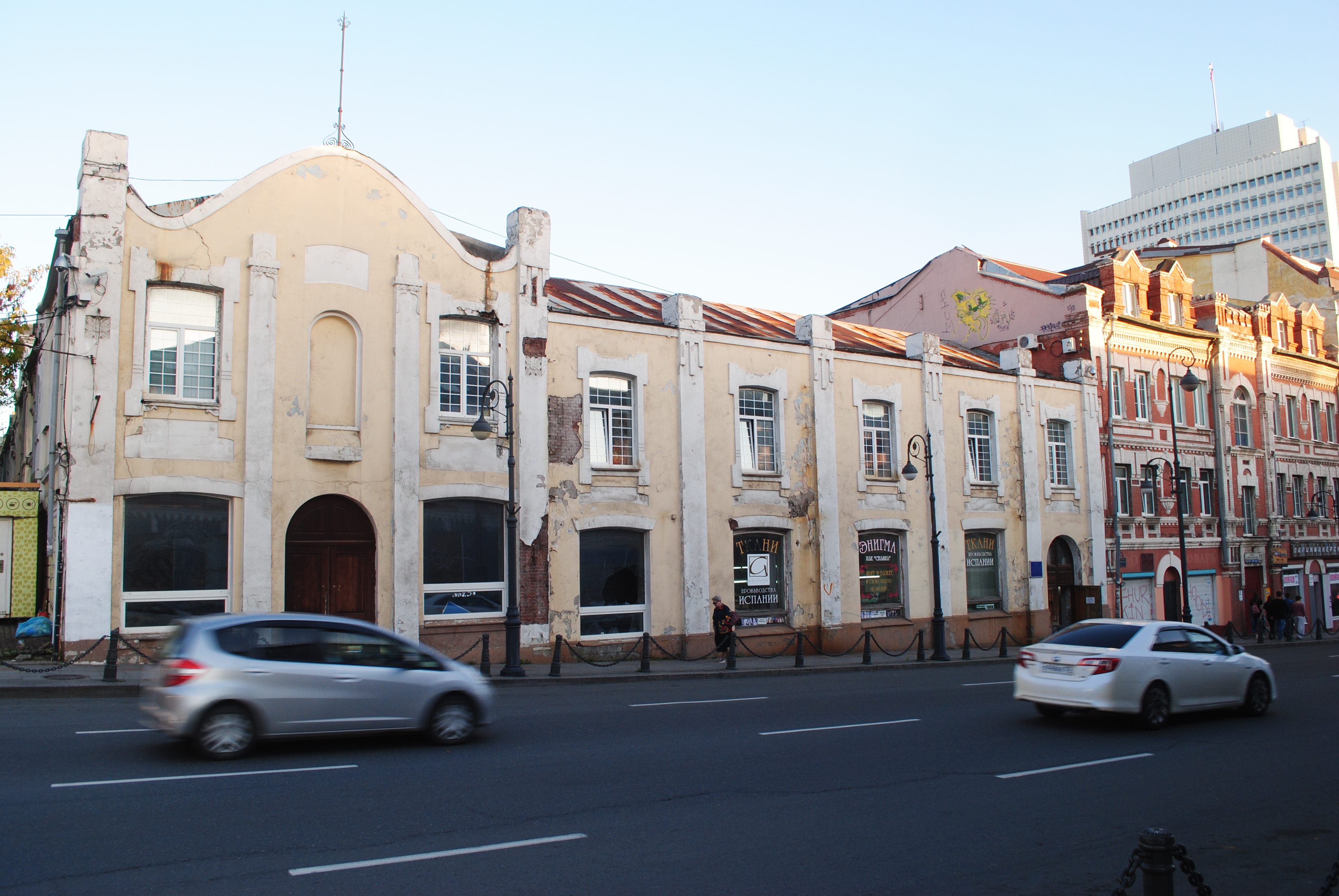
Théâtre Lotus.
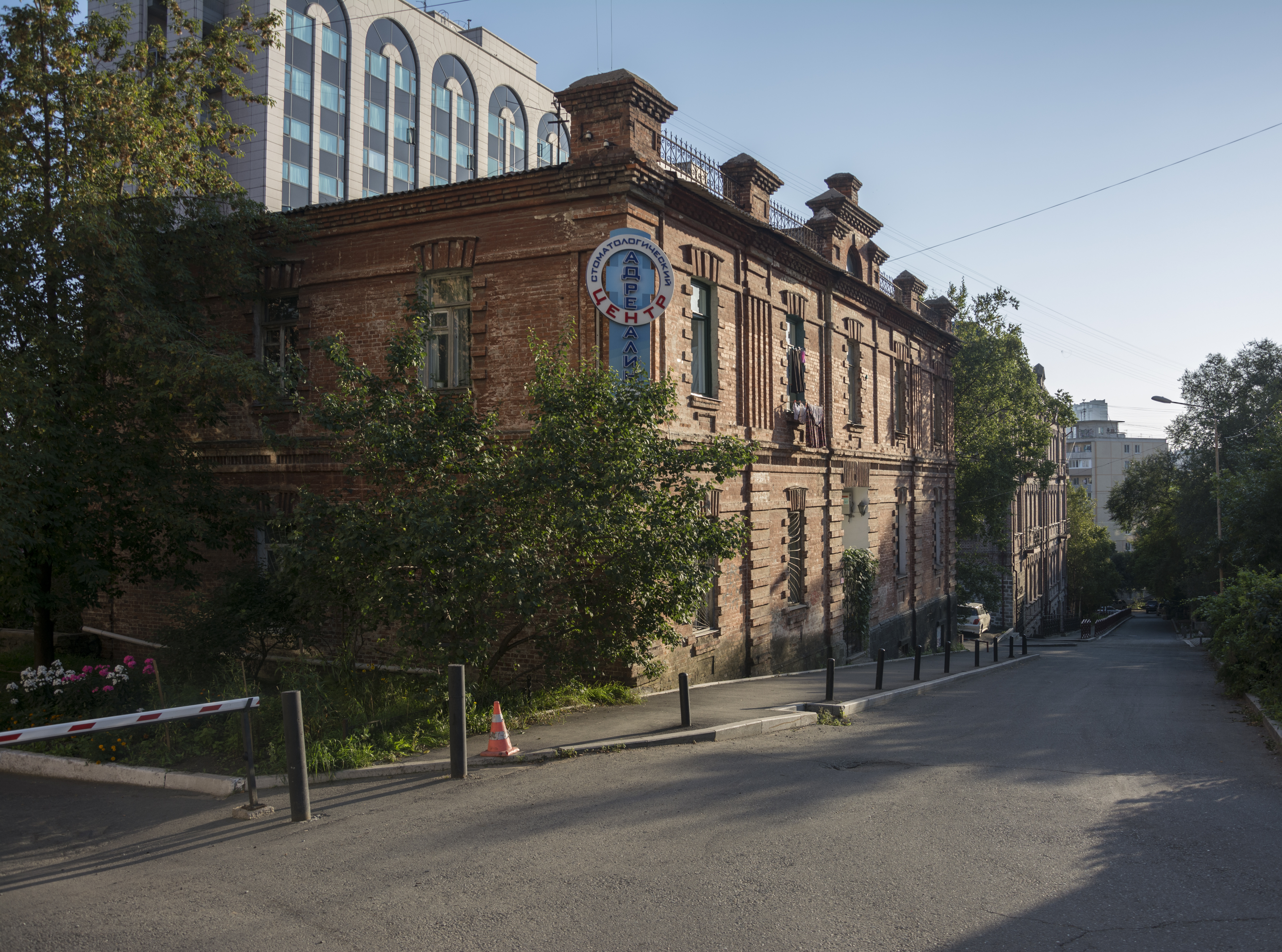
Maison de Teletsky.

### Art nouveau
| Période                         | Matériaux caractéristiques                                   | Architectes                                                                                      |
| ------------------------------- | ------------------------------------------------------------ | ------------------------------------------------------------------------------------------------ |
| Des années 1900 aux années 1920 | brique, pierre, forge artistique, plâtre, carrelage vernissé | S. Vincent, G. L. Faerman, V. K. Goldenstedt, G. R. Junghendel, F. F. Postnikov, A. I. Boulgakov |

L'éclectisme qui prévalait dans le développement de Vladivostok à la fin du XIXe siècle a été remplacé au début du XIXe siècle par le style Art nouveau, apparu en Extrême-Orient presque simultanément avec son émergence dans toutes les grandes villes de la Russie centrale. Déjà dans les années 1900, l'ampleur des activités d'urbanisme a stimulé la diffusion active d'un nouveau style architectural, dont la source était la Mandchourie (les villes de Harbin, Dalny et Port-Arthur), où les architectes de la capitale l'ont pris comme style de programme principal. pour le développement. L'Art nouveau d'Extrême-Orient se caractérise par la présence de caractéristiques de l'Art nouveau du Nord, puisque la plupart des architectes de la région ont reçu une formation professionnelle dans des établissements d'enseignement de Saint-Pétersbourg. La similitude s'exprimait dans un engagement envers les formes curvilignes, la clarté de la structure volumétrique, une combinaison de différentes textures de matériaux, des options décoratives pour les colombages, une variété de fenêtres et des toits hauts. La similitude avec celui du Nord était clairement évidente dans l'architecture de Vladivostok.

Dans la conception des façades, des décorations appliquées sous forme de motifs floraux en stuc, de mascarons et de motifs d'échecs créés par des carreaux de majolique, ont été activement utilisées. Un phénomène caractéristique de l'Art nouveau d'Extrême-Orient était son mélange éclectique avec des motifs néo-Renaissance, des éléments du baroque et du néoclassicisme. Le modernisme a été utilisé dans la construction de différents types de bâtiments : hôtels particuliers, bâtiments industriels, hôtels, banques, clubs, cinémas, immeubles de bureaux. Cependant, le nouveau style s'incarnait le plus clairement dans l'architecture des immeubles d'habitation et des immeubles commerciaux. La croissance rapide de la ville a mis en évidence le problème de la pénurie de logements, dont la solution a été la construction active d'immeubles d'habitation de 3 à 5 étages, qui sont devenus des accents architecturaux du développement urbain. L'immeuble d'appartements de Demby (1909-1910, architecte A.K. Goldenchtedt), l'immeuble d'appartements d'A.B. Filipchenko (1910), l'immeuble d'appartements de M.I. Juklevitch (1911, architecte G.L. Faerman) ont été construits dans le style Art Nouveau.

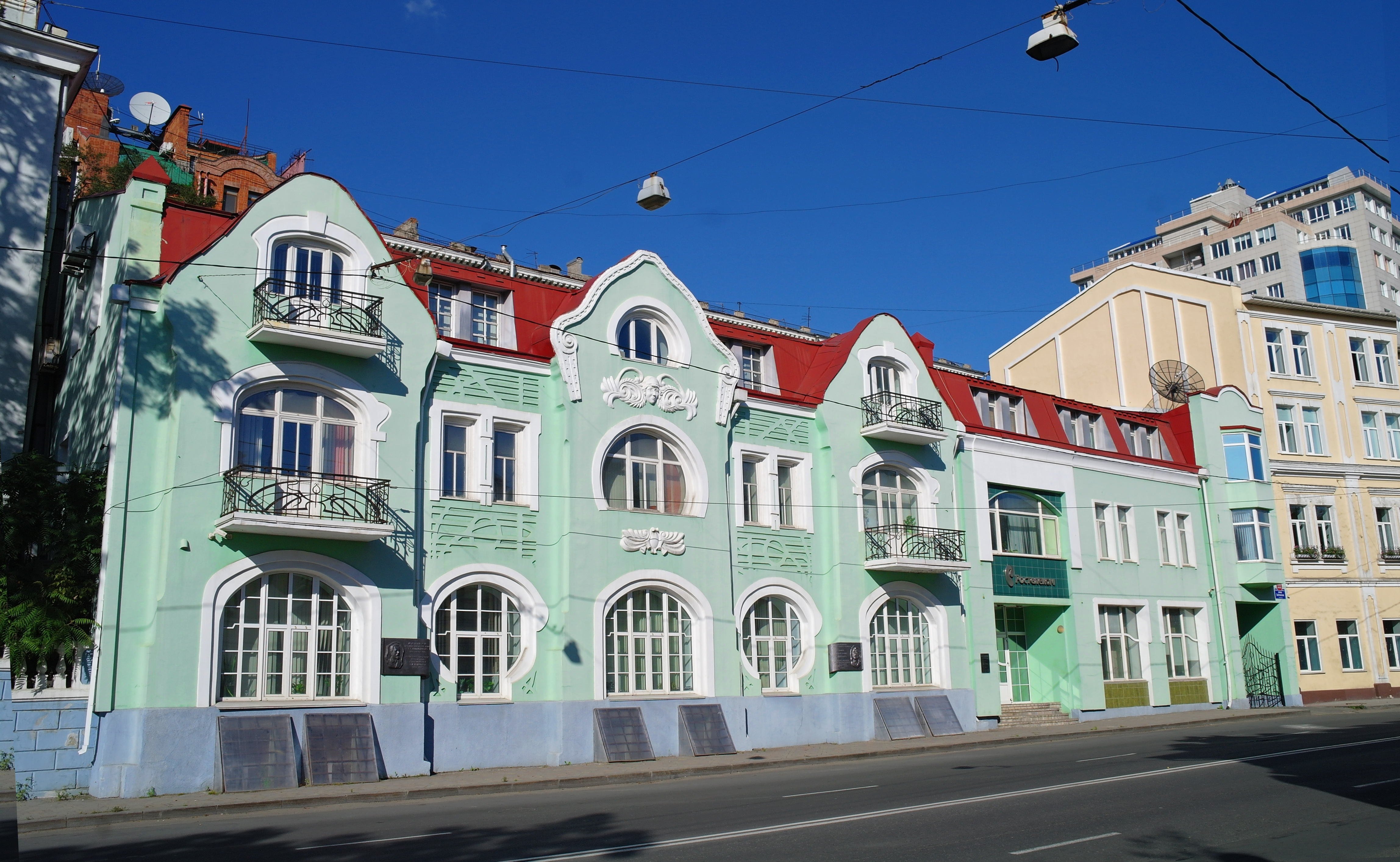
Immeuble Filiptchenko (1910).
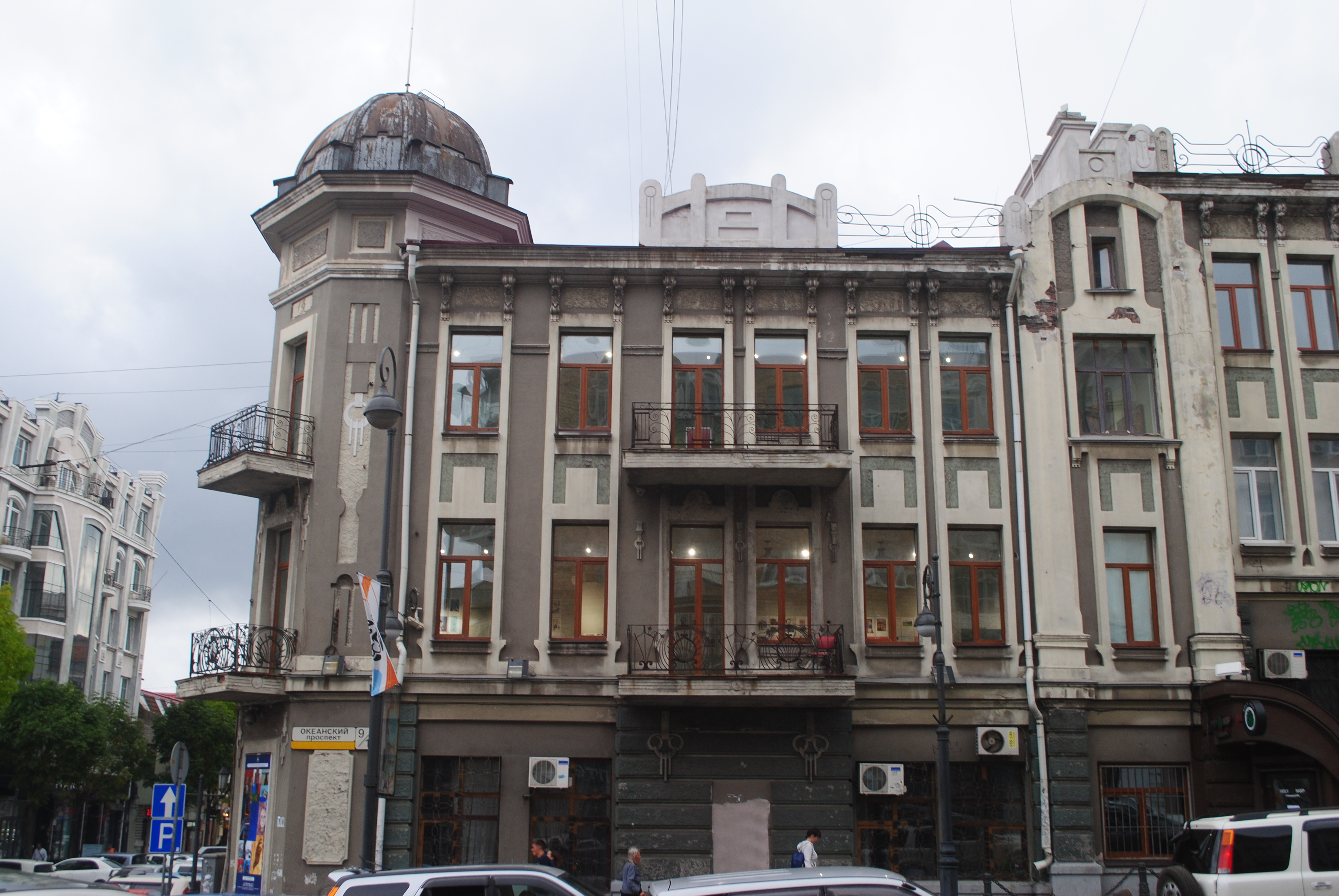
Immeuble Demby (1909-1910).
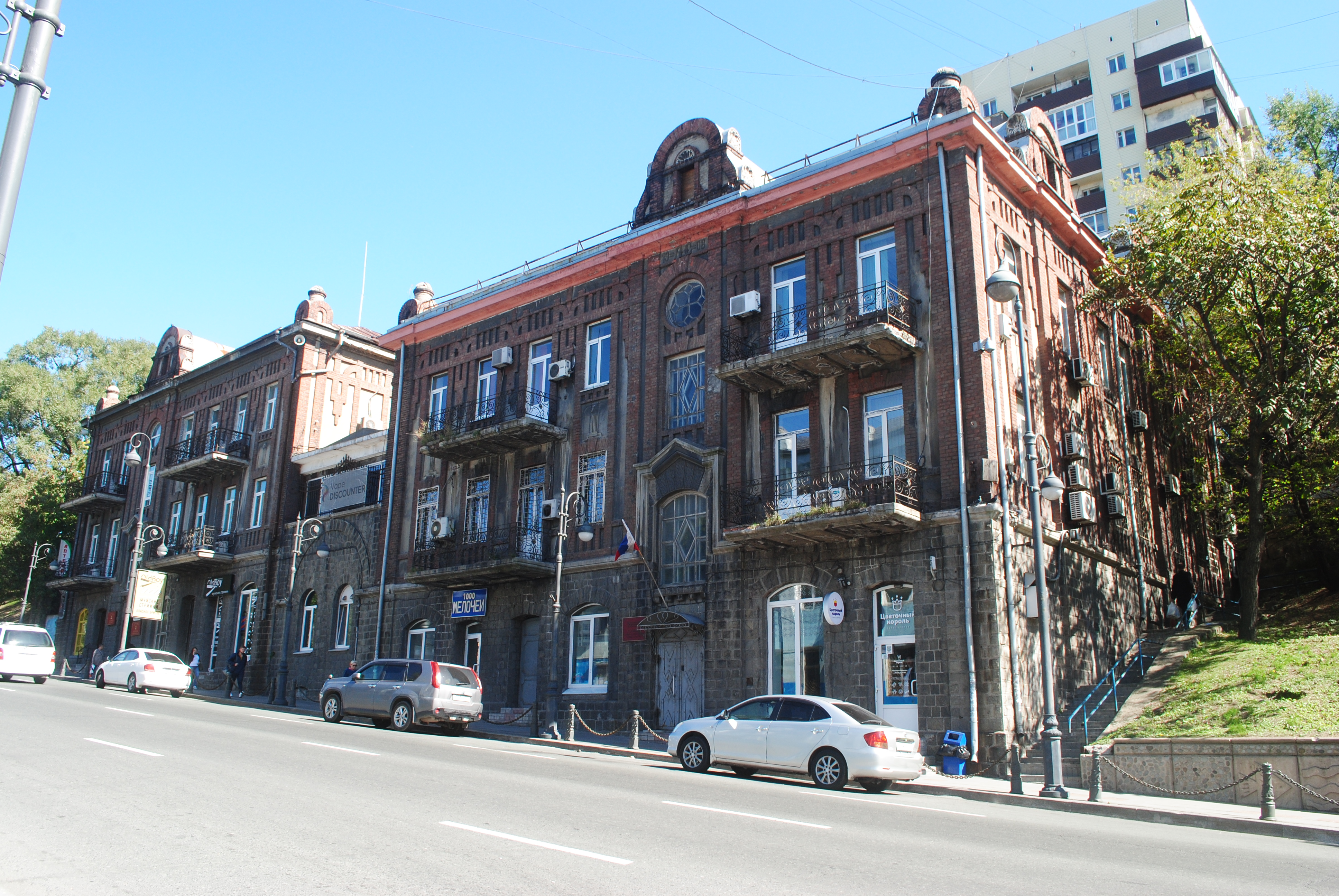
Ensemble d'immeubles d'habitation de L. Skidelski (1908).

L'architecte de Vladivostok Vladimir Goldenchtedt, célèbre au début du XIXe siècle, a travaillé dans le style Art Nouveau. En 1906-1907 il a construit le bâtiment de l'Hôtel Central sur la rue Svetlanskaïa, qui avant la révolution était souvent appelé la Maison Goldenstedt, construite dans le style du « modernisme rationnel ». Ses autres projets ont également été réalisés dans le style Art Nouveau. En 1908, le bâtiment de l'hôtel allemand a été construit sur l'avenue de l'Océan; la même année, l'architecte a reçu une commande du grand magnat Léonty Skidelski pour la construction de deux bâtiments d'un immeuble d'appartements sur la rue de Chine (aujourd'hui avenue de l'Océan, 30). Un autre projet de 1908 pour Goldenstedt était la construction du théâtre cabaret « Lotus », dont la conception utilisait des motifs orientaux et des traits caractéristiques du style Art nouveau oriental. Depuis 1912, l'architecte s'occupait de la construction du complexe de l'Assemblée ferroviaire (un club pour les employés de la branche Oussouri du CER), dans la conception des façades dont il utilisa les traits caractéristiques de l'Art nouveau.
Un autre architecte célèbre de Vladivostok a travaillé dans le style Art Nouveau : Gueorgui Junghandel. Le bâtiment administratif de la maison de commerce Kunst und Albers, construit selon ses plans en 1903, a été réalisé dans le style romantique et moderne, et en 1912-1915. Selon sa conception, quatre bâtiments en pierre ont été érigés à partir de l'ensemble des bâtiments commerciaux et résidentiels de la maison de commerce des frères Sinkevitch. En général, l'ensemble constitue le complexe architectural le plus représentatif du style Art Nouveau romantique de Vladivostok. Les façades des bâtiments présentent des silhouettes et une plasticité expressives, basées sur l'identification de grandes formes sous forme de balcons, baies vitrées, demi-tours, risalits, dômes, réalisées dans des formes caractéristiques du style Art Nouveau. Les façades des bâtiments sont décorées de tiges horizontales et verticales, de moulures en stuc et de grilles en acier à motifs. Les intérieurs, la cheminée, les meubles, les portes et fenêtres d'origine, les rampes d'escalier en fer forgé et le carrelage au sol sont bien conservés. En 1907, selon le projet de Junghandel, l'un des bâtiments Art nouveau les plus précieux du territoire du Primorié a été construit, la construction d'un grand magasin de la maison de commerce Kunst und Albers dans la rue Svetlanskaïa (le GUM de Vladivostok).
En 1910-1913. Le bâtiment de l'école de commerce de Vladivostok a été construit dans le style rationaliste-moderniste. Le gagnant du concours pour le meilleur projet de l'institution était l'architecte de Saint-Pétersbourg Sergueï Vincent. Avec la participation de Vincent, d'après le projet de l'architecte Fiodor Postnikov, en 1906-1908. Dans le style moderniste rationaliste, le bâtiment du gymnasium pour femmes Alexeï a été construit.

À partir d’exemples du modernisme ultérieur des années 1920. les plus marquants sont : la construction des bains de boue de la station thermale de Sadgorod (1924-1926, architecte A.I. Boulgakov), la construction du cinéma Primorié (1918-1924, architecte A.I. Boulgakov).

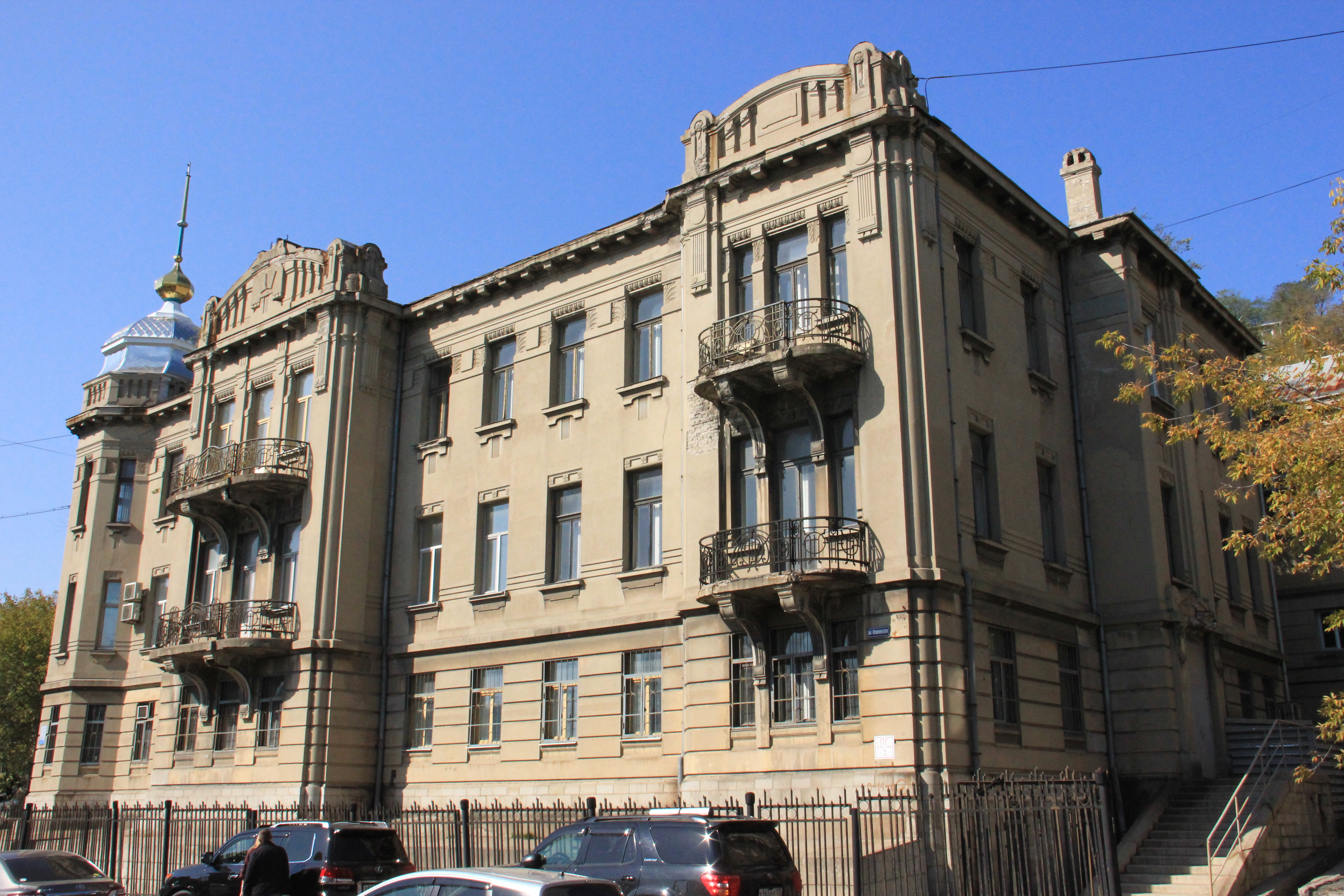
Immeuble des frères Sinkevitch (1912-1915).
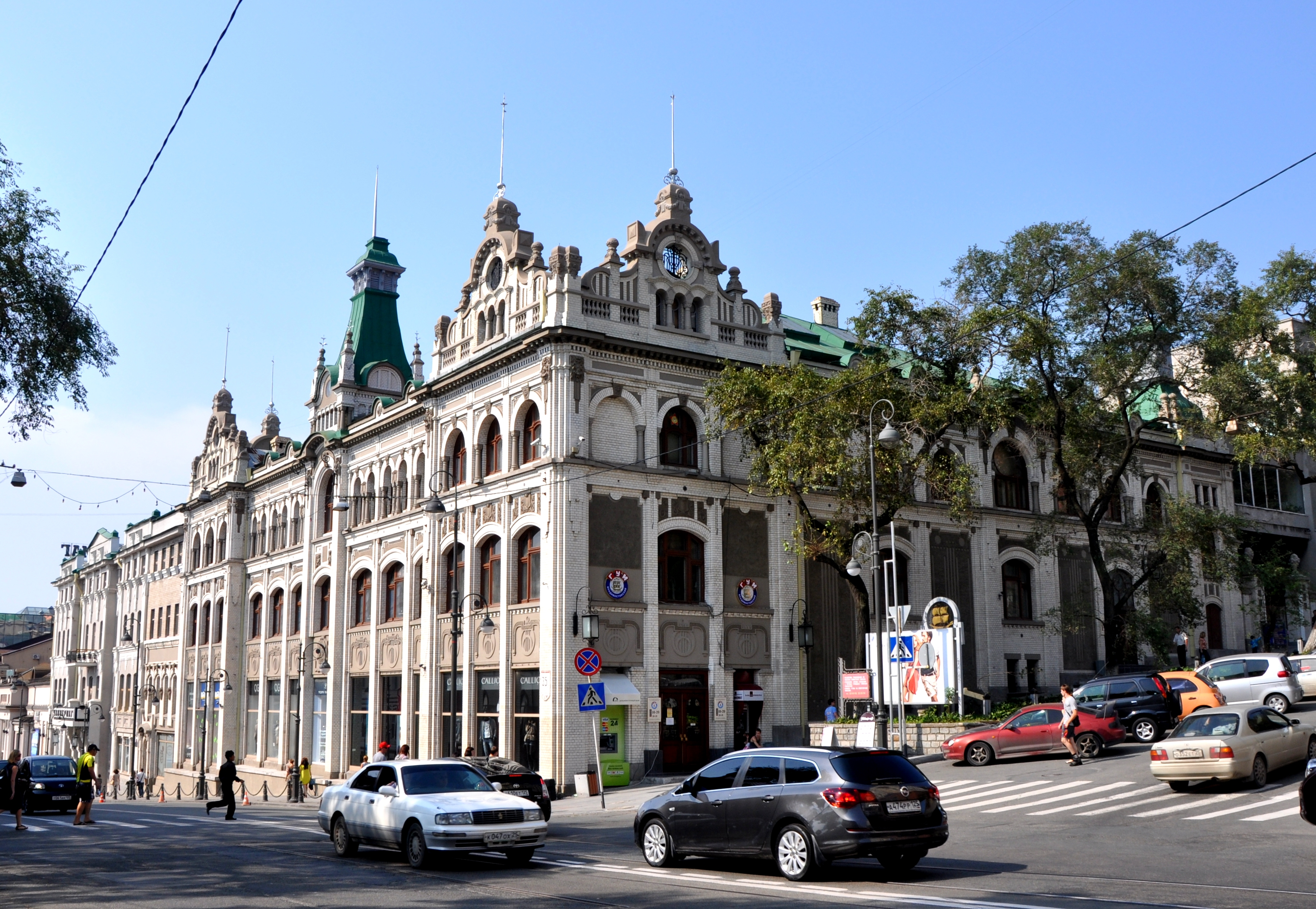
Le bâtiment du grand magasin « Maison de commerce Kunst und Albers » (1907).
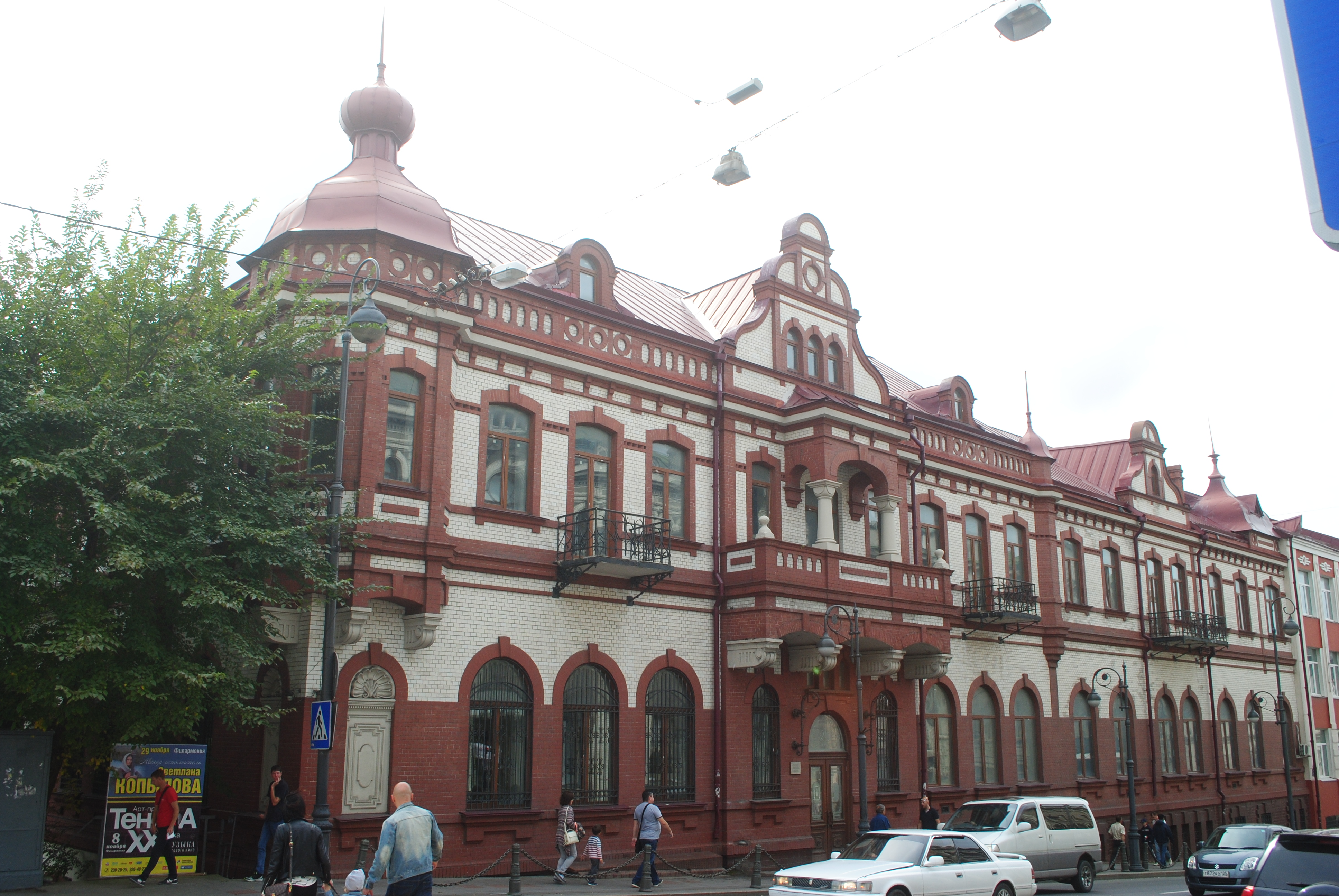
Bâtiment administratif de la maison de commerce Kunst und Albers (1903)..

#### Cité-jardin
Dans l’historiographie russe, le milieu des années 1890 est considéré comme le début du « mouvement social paneuropéen pour la ville idéale » en Russie. Pour la première fois, une proposition aussi innovante a été avancée par l'architecte de Saint-Pétersbourg D. A. Lebedev lors du développement du concept de développement urbain de la Sibérie et de l'Extrême-Orient dans la zone de gravité de la Grande Route de Sibérie. Dans les années 1910, au moment de la construction du chemin de fer de l'Amour, la théorie de la cité-jardin s'était déjà répandue dans le pays. Dans le cadre de la théorie, l'idéal d'un nouveau type de ville était considéré comme un établissement où la vie est proche de la nature, et en même temps doté d'équipements techniques et d'équipements urbains. L'idée d'une cité-jardin est née dans le contexte de la culture Art Nouveau et a essentiellement agi comme sa version urbanistique, « imprégnée du panesthésisme caractéristique de l'Art Nouveau ».

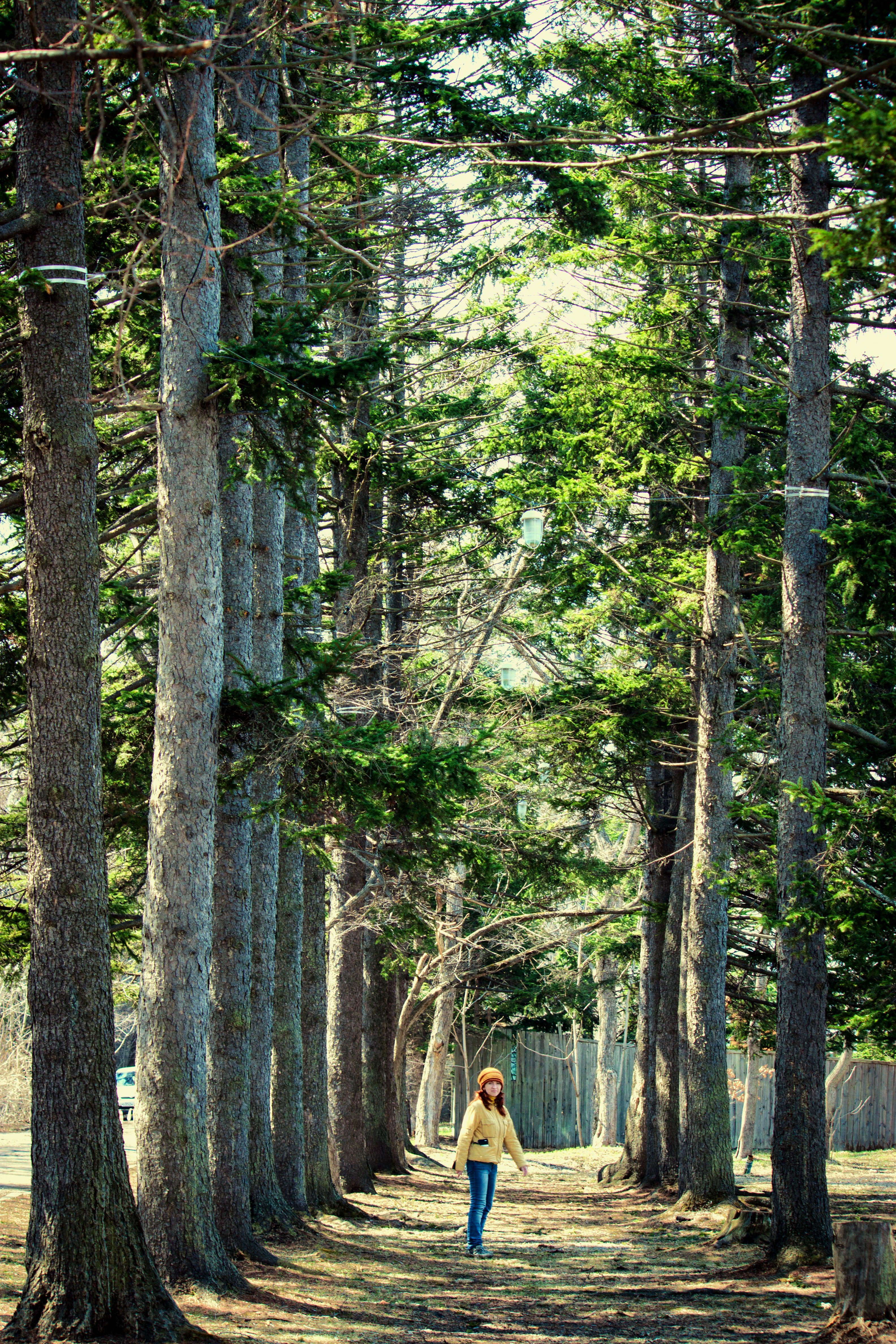
Sadgorod.

La théorie de la cité-jardin, qui a été activement mise en œuvre au début du XIXe siècle lors de la construction de villes d'Extrême-Orient, a ensuite été transformée à Vladivostok en l'idée de la datcha et du village-jardin de villégiature de Sadgorod. La colonie de datcha unique a été fondée en 1916 dans la zone de la gare Okeanskaïa du chemin de fer de l'Oussouri et s'appelait à l'origine la banlieue de datcha Anioutinski. L'idée a été incarnée par le gouverneur général Nikolaï Lvovitch Gondatti, un partisan actif de la théorie de la cité-jardin. La banlieue datcha a été officiellement fondée par le ministère de l'Agriculture. En 1912, le premier plan fut élaboré et approuvé et le territoire fut divisé dans la zone de la 26e verste du chemin de fer de l'Oussouri. Le tracé était la grille régulière habituelle de blocs rectangulaires de 52 sections.
Les organisateurs de la banlieue datcha d'Anioutinski l'ont délibérément créée sous la forme d'une « petite ville d'une certaine taille avec une vaste préservation de la végétation, semblable aux soi-disant cités-jardins construites en Europe occidentale et en Amérique ». Membre du comité d'amélioration de la banlieue et propriétaire de la datcha, l'architecte A. I. Boulgakov a élaboré en 1914-1915 un projet de plan directeur pour Sadgorod (il a également conçu le premier bain de boue de la station balnéaire de Sadgorod en 1926). Le plan a été élaboré sur la base de nouveaux principes d'organisation de l'espace, dont le principal était le lien avec l'environnement naturel. La taille, la forme des blocs et l'ensemble du schéma de composition et d'aménagement du village étaient corrélés au relief, les limites du développement étaient subordonnées à la ligne de la côte maritime, au cours de la rivière Lanchikhe et à la ligne de chemin de fer. Pour garantir que la région ne perde pas son paysage naturel, le plan comprenait de nombreux parcs et places, grands et petits. Les massifs de verdure naturelle ont été conservés dans leur forme originale. Selon le projet, la zone de construction des parcelles était limitée : pas plus d'un tiers de la parcelle pouvait être alloué à des locaux résidentiels et non résidentiels. Il était prévu de disposer d'un grand nombre de bâtiments publics et d'assurer pleinement le confort technique au niveau de la ville.
Actuellement, Sadgorod est reconnu comme monument naturel d'importance régionale. Elle a conservé sa structure urbanistique, mais a complètement perdu sa composante architecturale : avant la révolution, des datchas en bois étaient implantées sur son territoire, elle possédait sa propre place et son église, un parc de manèges, un marché et une gare à la 26e verste. En 2018, la dernière bastide en bois construite avant la révolution dans le village a été démolie.

### Constructivisme
| Période                         | Matériaux caractéristiques | Architectes                                      |
| ------------------------------- | -------------------------- | ------------------------------------------------ |
| Des années 1920 aux années 1930 | brique, béton, fer, verre  | A. L. Zassedatelev, N. S. Riabov, A. L. Medynski |

La direction avant-gardiste du constructivisme, née dans les années 1920 et la première moitié des années 1930 en URSS, n'a en réalité pas connu de développement particulier dans le kraï du Primorié. Dans les années 1920, des bâtiments de styles éclectique et moderniste étaient encore construits à Vladivostok, la mode du constructivisme a atteint la ville tardivement et dans les années 1930, le monumentalisme soviétique a commencé à se développer. Les quelques bâtiments constructivistes construits dans la ville dans les années 1930 ont ensuite été reconstruits, perdant ainsi leur aspect historique d'origine. Actuellement, quelquesmonuments architecturaux de la période constructiviste ont été conservés à Vladivostok : certains dans leur forme originale, d'autres reconstruits d'une manière ou d'une autre.
Le bâtiment de la maison communale de la rue Svetlanskaïa est resté presque inchangé. La Maison des Officiers de la Flotte a été entièrement reconstruite. Initialement, le bâtiment, construit en 1892-1895 selon les plans de l'ingénieur-colonel V. G. Mooro, servait de résidence au commandant du port de Vladivostok. En 1928-1930, il a été entièrement reconstruit dans le style constructiviste selon le projet de l'architecte A. L. Zassedatelev. Le bâtiment abritait dès 1933, la Maison des officiers de la flotte rouge du Pacifique. Dans les années 1970, le bâtiment fut de nouveau reconstruit et acquit un aspect moderne. En 1935, selon le projet de Piotr Nikolaev, le Palais de la Culture des Cheminots a été érigé. Actuellement, le bâtiment a été reconstruit, partiellement reconstruit, et les façades ont été modifiées.
En 1934-1936, selon les plans de l'architecte N. S. Riabov, au 47, rue Fontannaïa, un immeuble résidentiel de style constructiviste a été construit. Le bâtiment faisait partie intégrante du projet « Grand Vladivostok », développé sous la direction de l'architecte I. A. Vassiliev. En 1935-1938, le bâtiment de la principale route maritime du Nord a été construit, le centre des opérations dans l'Arctique dans les années 1930, le quartier général de sauvetage. Le style architectural est le constructivisme des années 1930. L'auteur du projet était l'architecte A. L. Medynski. Le monument architectural, situé à l'angle d'un bloc triangulaire entre les rues Aleoutskaïa, Fontannaïa et Mordovtseva, est devenu l'accent architectural du carrefour.

Immeuble résidentiel sur la rue Fontannaïa, 47 (1936).
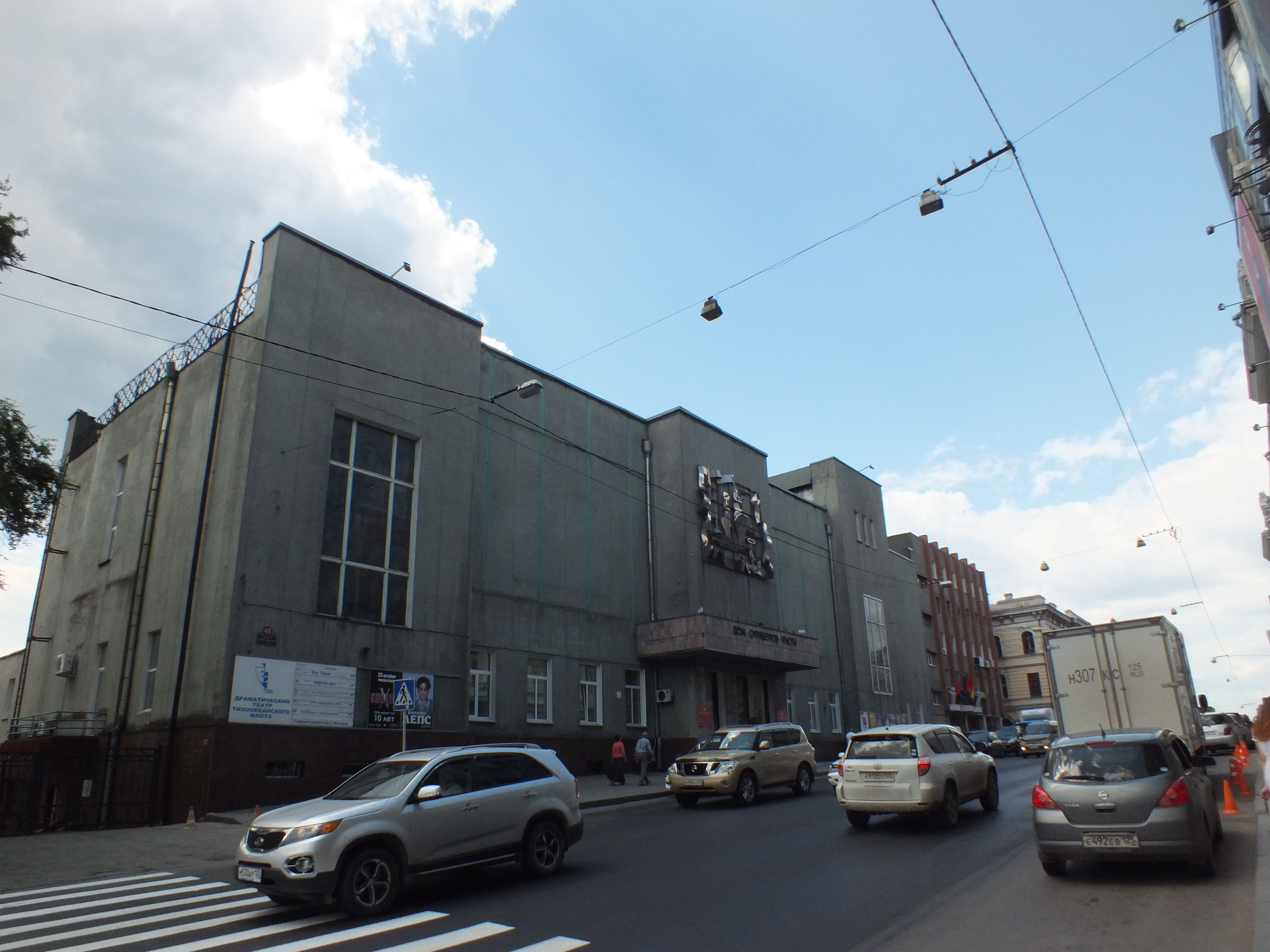
Maison des officiers de la flotte du Pacifique (1930).
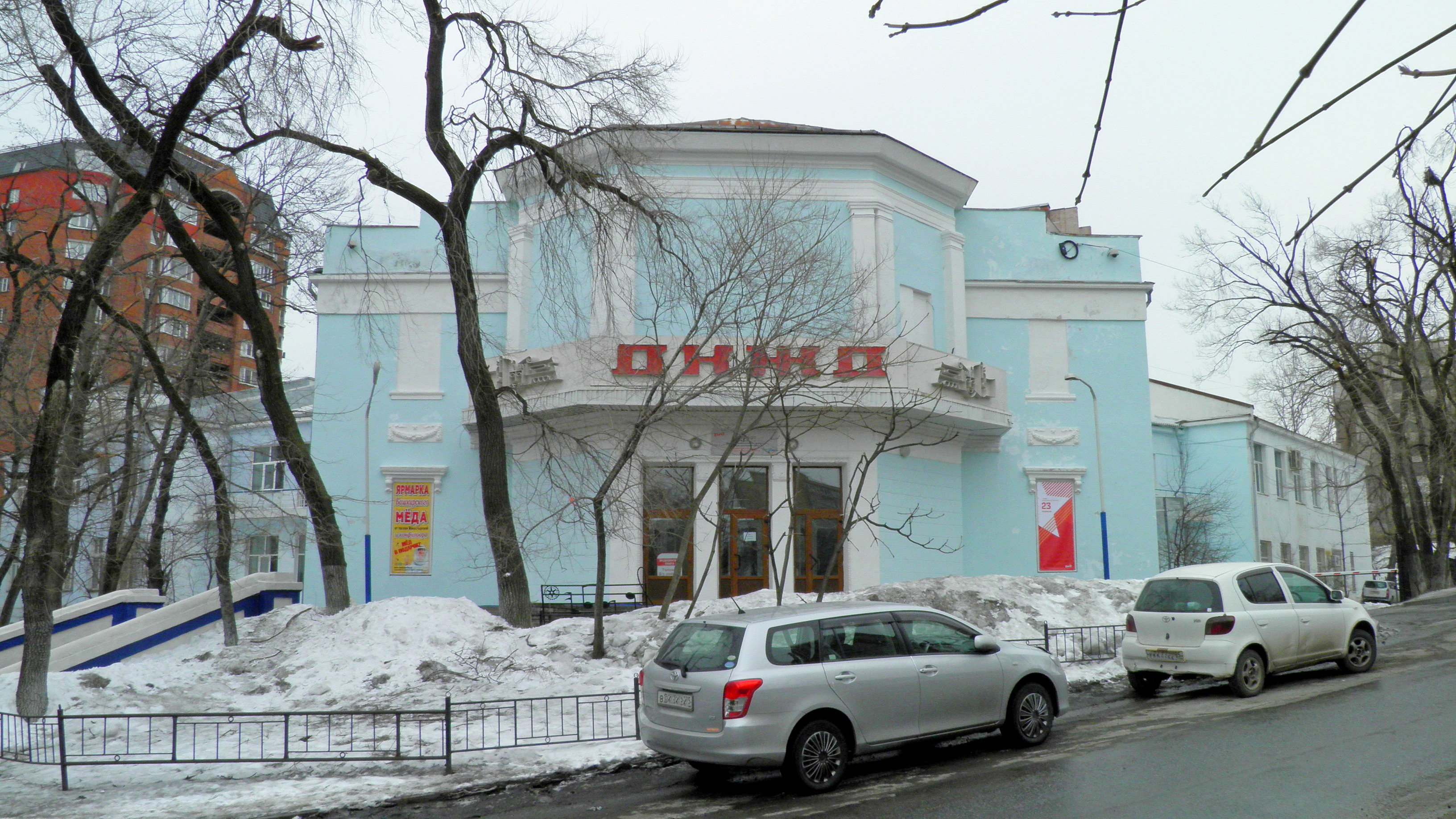
Palais de la Culture des Cheminots (1935).

### Monumentalisme soviétique
| Période                         | Matériaux caractéristiques                 | Architectes                                                          |
| ------------------------------- | ------------------------------------------ | -------------------------------------------------------------------- |
| Des années 1930 aux années 1950 | brique, pierre, béton armé, marbre, bronze | A. I. Poretskov, V. A. Onychtchouk, L. Kh. Rabinovitch, N. S. Riabov |

Depuis 1932 environ, le constructivisme novateur, en tant que style théoriquement et idéologiquement déterminé, a disparu de l’arène architecturale. Certes, un certain nombre de bâtiments de cette période et des périodes ultérieures peuvent être conditionnellement classés comme constructivistes. D'autres bâtiments de cette époque, dans lesquels on peut retracer un certain style, ont créé une belle vitrine du nouveau système socio-économique, aujourd'hui appelé architecture stalinienne. Cependant, ce style est difficile à attribuer à la prochaine incarnation du classicisme ou de la Renaissance, ne serait-ce que parce que de nombreux bâtiments manquaient de traits caractéristiques des classiques tels que les ordres. Ce style est souvent appelé éclectisme en Russie, contrairement à l'éclectisme antérieur, et est clairement daté : entre 1932 et 1955, avec une pause pendant la Seconde Guerre mondiale.
La période des années 1930-1950 est un épisode marquant de l'histoire de l'architecture de Vladivostok au XIXe siècle. À l'époque soviétique, la conception de la ville était réalisée par des architectes ayant reçu une formation universitaire en architecture à la fois à l'Université d'État d'architecture et de génie civil de Saint-Pétersbourg et dans les universités de Moscou. L'architecture soviétique de Vladivostok était un développement organique du rétro-romantisme pré-révolutionnaire. Cette architecture soviétique du Primorié a imité le classicisme historiquement absent de l'ère Nicolas. Un trait caractéristique du monumentalisme de Vladivostok était une polychromie joyeuse : les bâtiments des forces de l'ordre et des universités étaient peints de couleurs pastel, les détails décoratifs étaient recouverts d'or ou d'argent.

En 1934-1936, l'architecte Ievgueni Alexandrovitch Vassiliev a élaboré le plan directeur « Grand Vladivostok », l'un des travaux de développement urbain les plus importants de la ville pendant la période de l'architecture stalinienne. Vassiliev est arrivé à Vladivostok le 12 août 1931 dans le cadre du groupe extrême-oriental du GIPROGOR (institut d'État d'urbanisme) créé à Moscou. Un groupe dirigé par l'architecte D. E. Babejkov est arrivé pour étudier et concevoir davantage les villes d'Extrême-Orient. Vassiliev fut bientôt détaché auprès du conseil municipal de Vladivostok et nommé au poste d'architecte en chef de la ville. Sous son mandat d'architecte en chef, un atelier d'architecture et de planification a été créé. L'atelier comprenait l'architecte-artiste M.F. Afanassiev (diplômé de l'École de peinture, de sculpture et d'architecture de Moscou). Par décision du Conseil des commissaires du peuple, le projet « Grand Vladivostok » était censé transformer la capitale du kraï du Primorié en un « avant-poste sur l'océan Pacifique ». La première édition du projet fut achevée en 1936 et le plan général fut entièrement achevé et approuvé en 1938. Sur la base des matériaux de la première édition du projet, Vassiliev a écrit et publié la même année le livre « Le Grand Vladivostok », qui a joué un rôle important dans la vulgarisation de l'urbanisme soviétique.

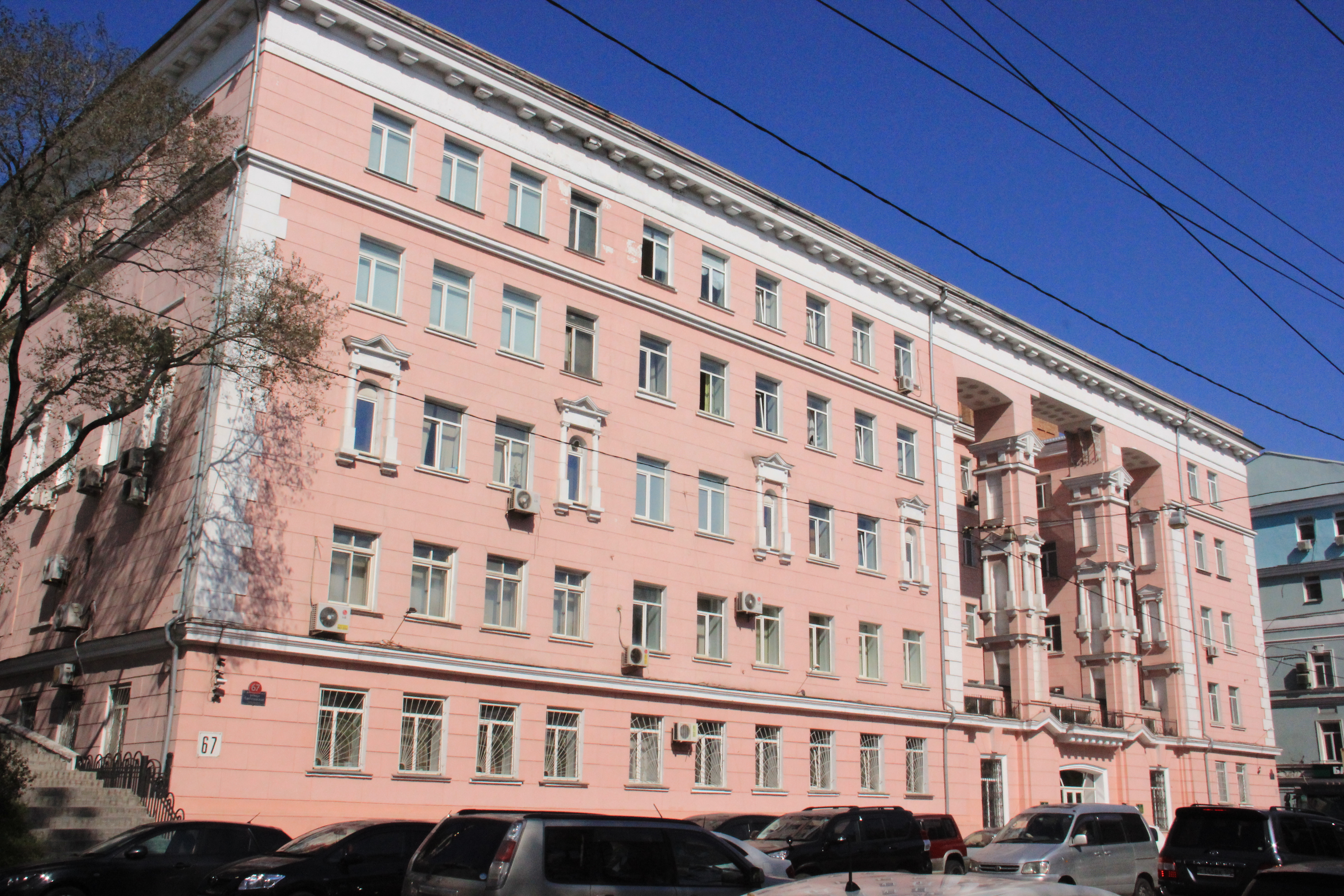
Quartier général du district frontalier du Pacifique (1944).
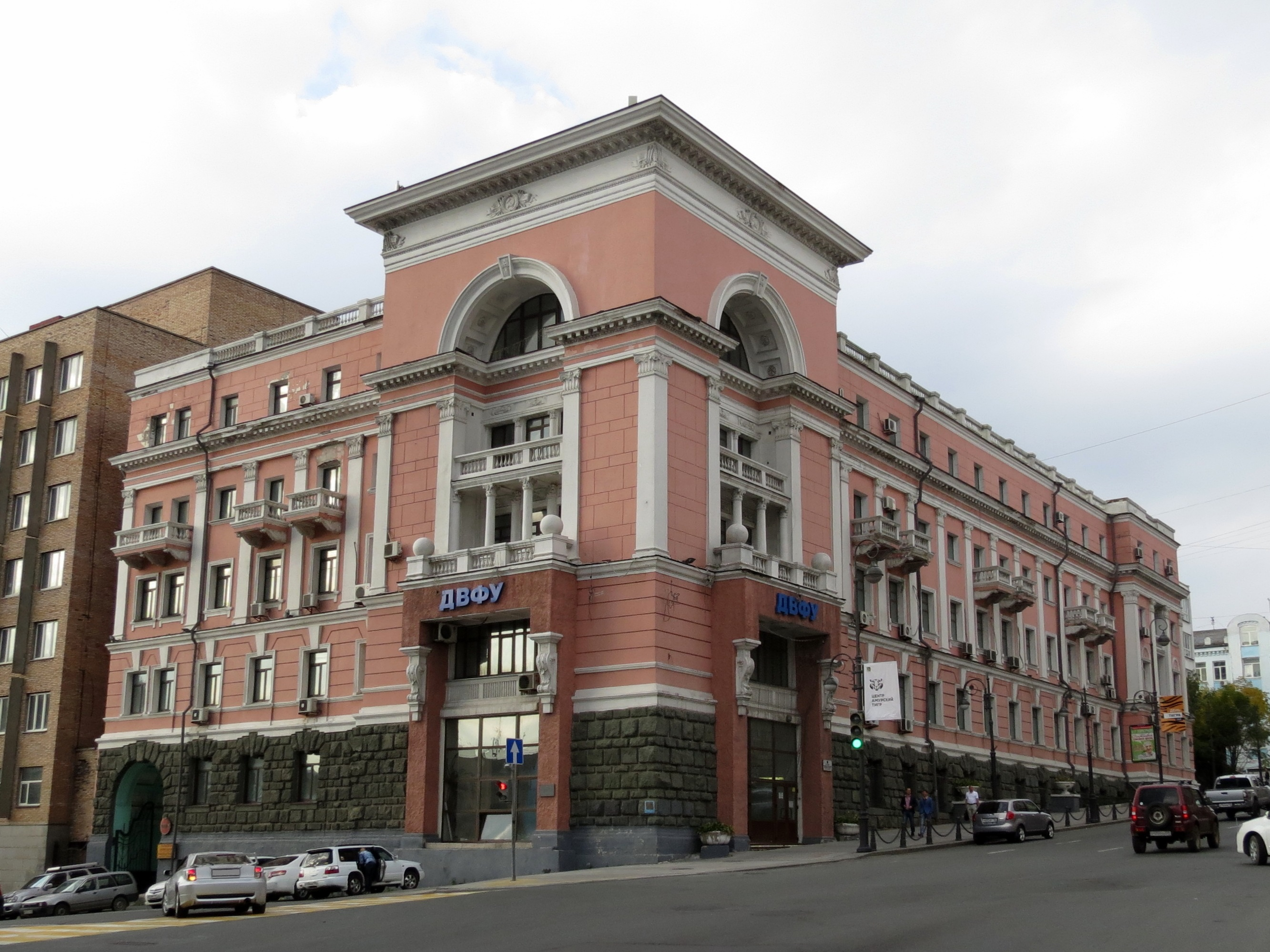
Le bâtiment de l'hôtel Vladivostok Rouge (1937).
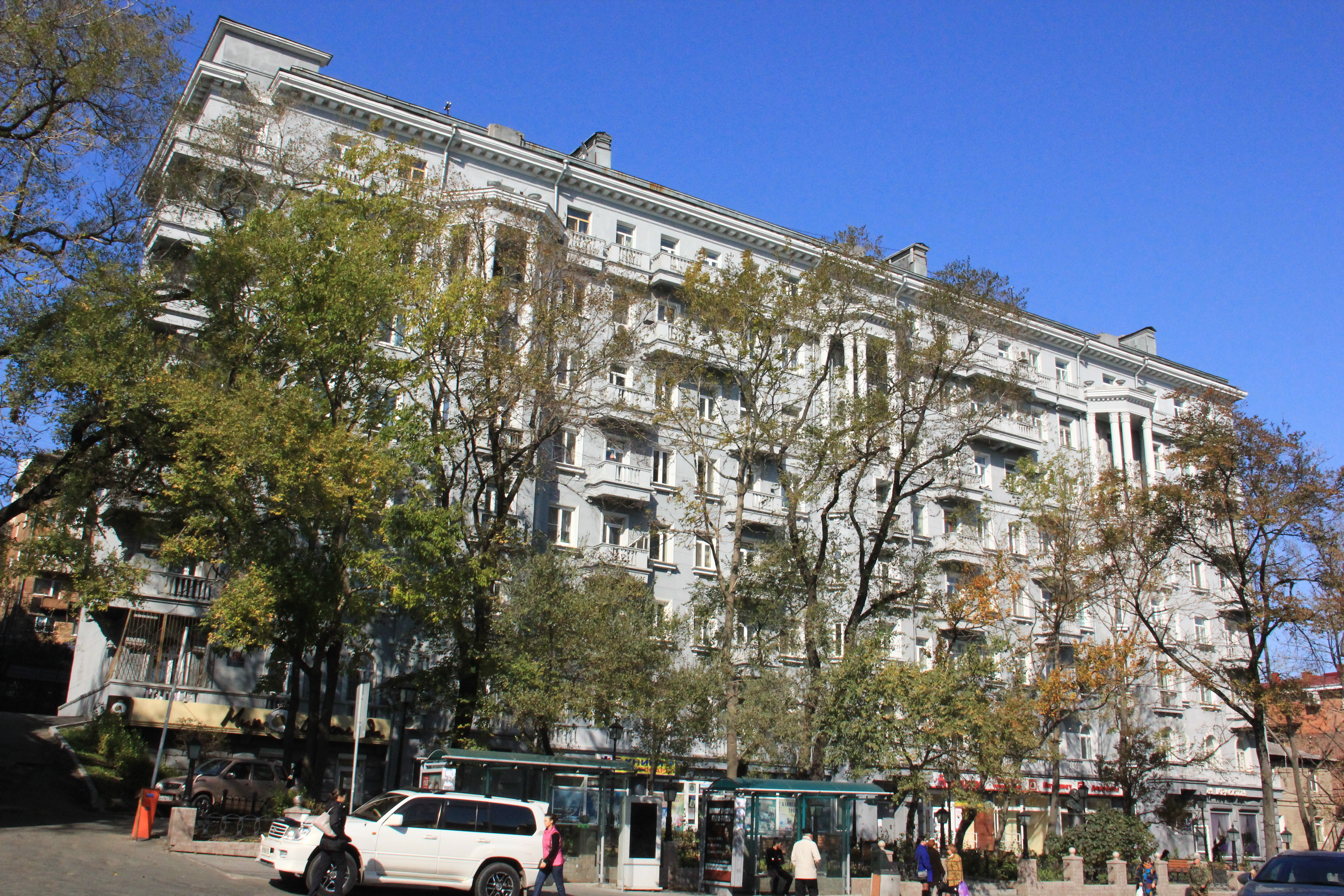
Bâtiment Le Grand Vladivostok, ou Cheval gris.

Le projet du « Grand Vladivostok » est resté en grande partie non réalisé, mais a été partiellement réalisé en tant que plan général de la ville dans les projets des architectes Alexander Poretskov, Nikolaï Bigtachiov et Lev Rabinovitch. Les premières « maisons de spécialistes » résidentielles ont été construites dans les rues Soukhanov no 6, 6a et 6b en 1934, selon les plans de Poretskov, avec la participation de N.S. Riabov. Les bâtiments richement décorés sont ornés de bas-reliefs et de panneaux décoratifs du sculpteur Olga Taïojnaïa. Il convient de noter la construction d'un immeuble résidentiel pour les lieutenants de la flotte du Pacifique, construit en 1935 dans un style de transition du constructivisme à l'architecture stalinienne selon le projet de l'architecte I. P. Koziouline, qui a démontré des techniques intéressantes pour repenser les formes classiques, avec une façade ayant une forme strictement symétrique donnant sur la rue Svetlanskaïa, un large avant-corps et des images en relief du soleil se levant à l'horizon et des navires.
Un autre des premiers projets mis en œuvre dans le « Grand Vladivostok » a été la construction de deux immeubles de huit étages dans la rue Aleoutskaïa (le soi-disant ensemble de bâtiments résidentiels « Grand Vladivostok »). La première maison au numéro 17 était destinée aux cheminots militaires et était surnommée la maison « du chemin de fer ». Le bâtiment était à l’origine de couleur rose en raison de l’utilisation d’éclats de marbre dans le plâtre. Pendant la Seconde Guerre mondiale, il a été repeint en gris à des fins de camouflage, ce qui a probablement motivé le changement de nom, « Cheval gris ». La maison no 19 a été construite à l'origine pour les officiers et employés du NKVD, des troupes frontalières et de la police, et était communément surnommée « maison de police ». Dans le traitement décoratif des façades de bâtiments, les détails décoratifs caractéristiques du néoclassicisme ont été largement utilisés.

En 1948, selon le projet de l'architecte Poretskov, un ensemble de bâtiments résidentiels de l'usine Primorskugol a été construit dans la rue Pouchkine. Lors de la conception, l'architecte a convaincu le client qu'il était nécessaire de maintenir le lien visuel de la rue avec la baie de la Corne d'Or, ce qui a permis de construire trois bâtiments au lieu d'un long bâtiment : deux à deux étages et un d'un seul étage, avec des façades dans le style de l'architecture stalinienne. Un autre bâtiment mettant en œuvre le plan général de Vassiliev est l'école d'art, construite en 1947-1948 selon les plans de Poretskov. Il est décoré d'une balustrade, d'une clôture en fer forgé des balcons et de cadres de fenêtres avec des clés de voûte ornementales. Une autre partie du projet « Grand Vladivostok » qui a pris vie est le bâtiment du Conseil économique au 3 rue Soukhanov, de l'architecte Lev Rabinovitch. La maison est décorée de symboles soviétiques, un bouclier avec une faucille, un marteau et des épis de blé, des feuilles de chêne et de laurier sur les côtés du bouclier, et une étoile à cinq branches au-dessus d'eux.

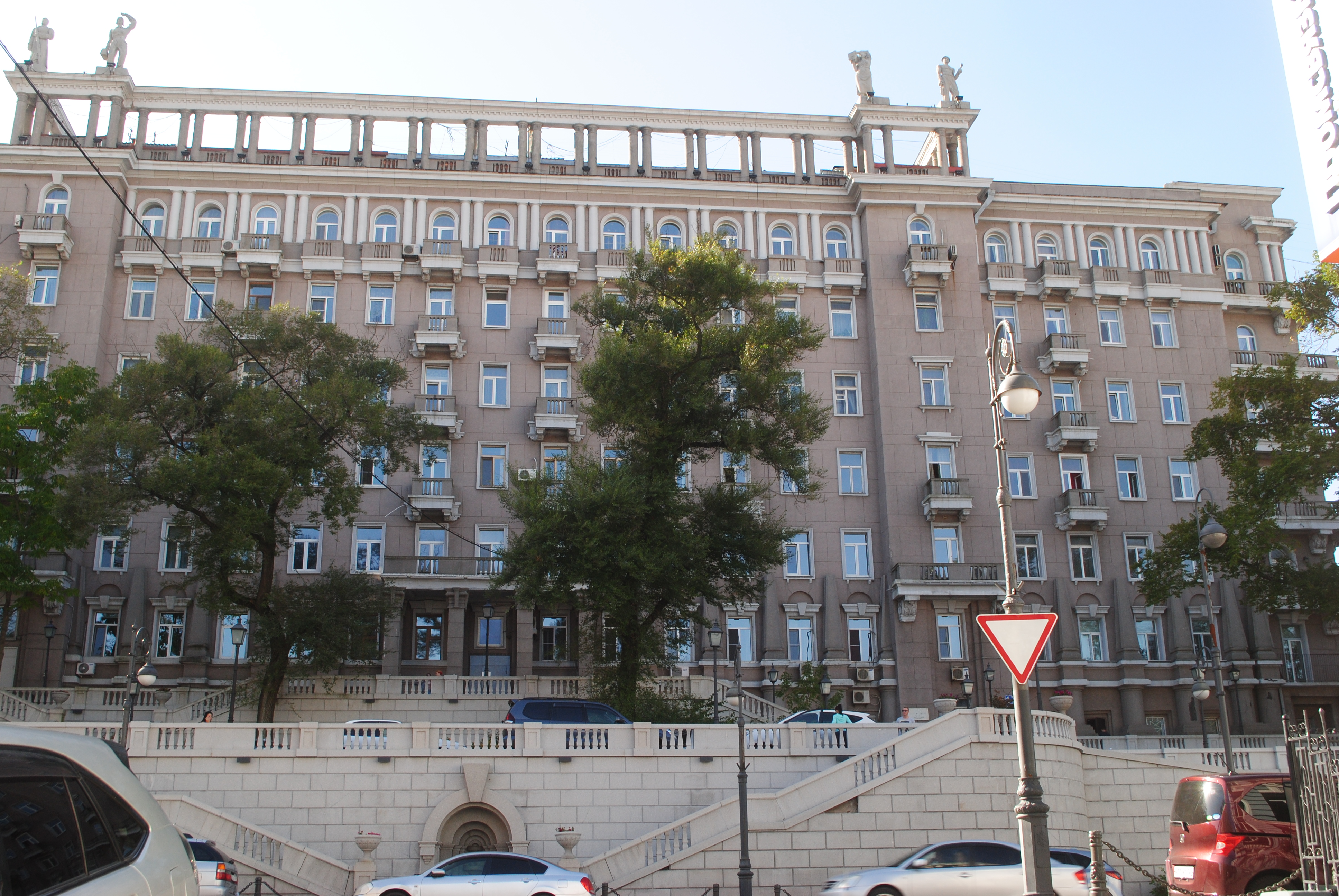
Quartier général du district frontalier du Pacifique (1944).
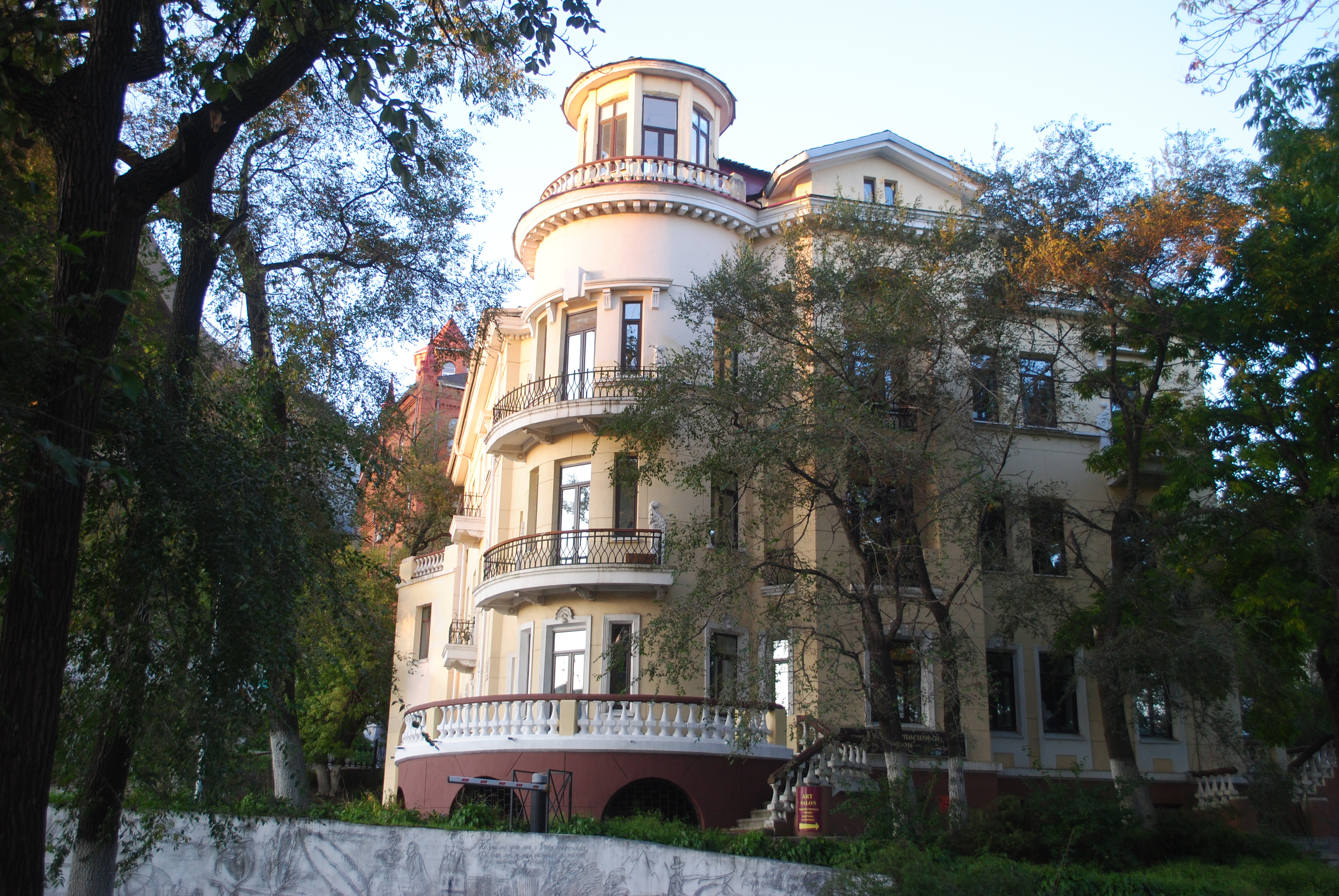
Collège d'art (1948).
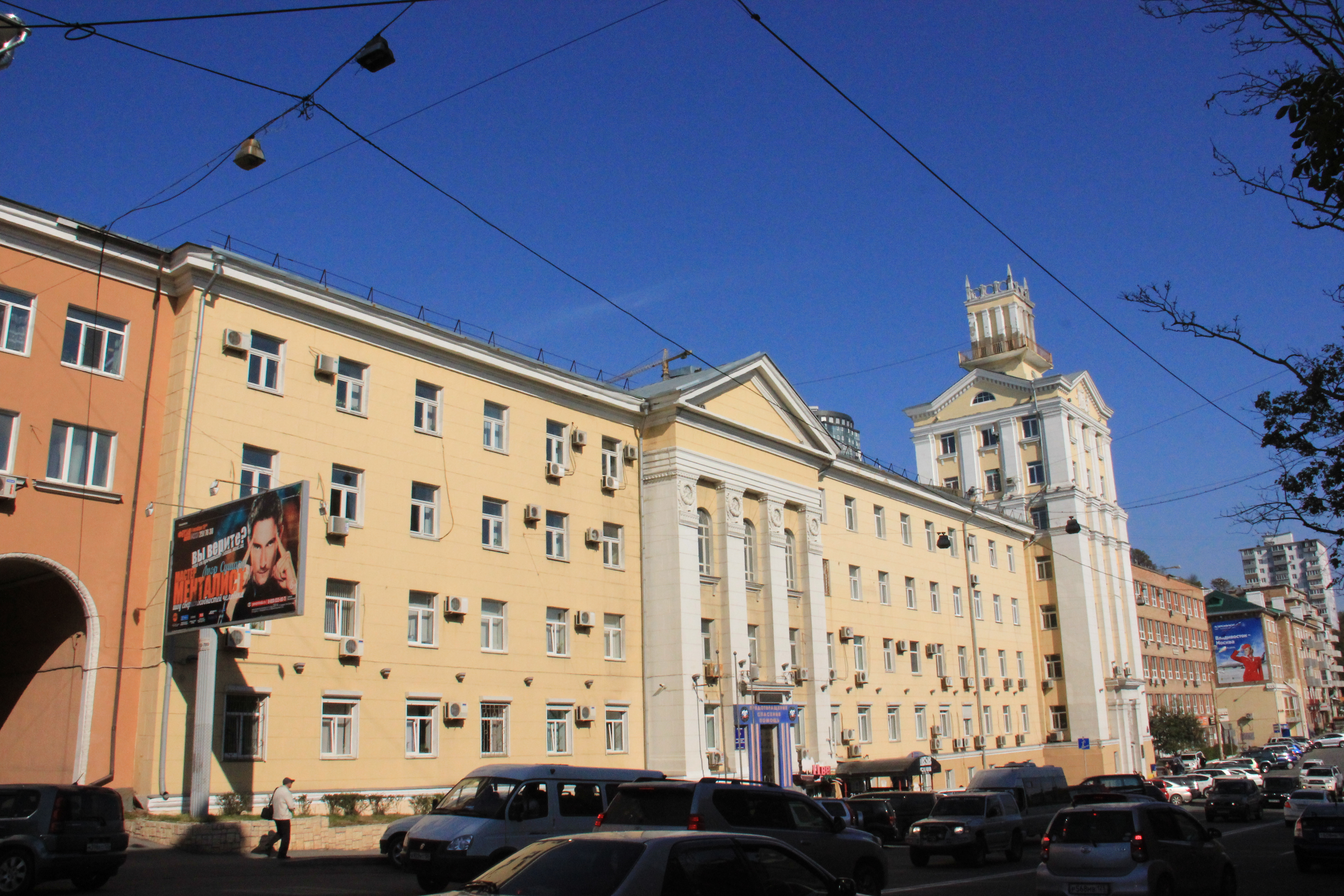
Bâtiment du Conseil économique (1961).

### Modernisme et minimalisme soviétiques
| Période                         | Matériaux caractéristiques                              | Architectes                                              |
| ------------------------------- | ------------------------------------------------------- | -------------------------------------------------------- |
| Des années 1960 aux années 1980 | béton armé, verre, céramique, marbre, grès, coquillages | P. I. Bronnikov, I. A. Trautman, V. N. Karepov, A. Mikhe |

Dans le cadre de la mise en œuvre de la résolution du Conseil des ministres de l'URSS du 18 janvier 1960 « Sur le développement de Vladivostok », de vastes travaux de construction ont été lancés. La ville commence à construire activement des bâtiments en plattenbau à plusieurs étages, quelques logements de luxe en briques et des tours. Contrairement au parc immobilier ascétique et sans fioritures, les bâtiments administratifs des années 1960-1980 sont un peu plus décorés. À cette époque, la ville développa un style extrême-oriental unique de modernisme soviétique. Ses exemples les plus frappants sont : la gare maritime (1965), le cinéma Océan (1969), le Nouveau Cirque (1973), le Palais des Pionniers (1980) et la Maison des Soviets (1983).
En 1965-1966, l'architecte d'avant-garde allemand et soviétique Philipp Tolziner, diplômé de la célèbre école d'architecture allemande du Bauhaus, a travaillé à la conception de zones résidentielles pour Vladivostok. Travaillant à l'époque à l'Institut central de recherche sur le développement urbain, il a développé un projet pour le quartier résidentiel de la Deuxième Rivière et a construit un centre public et commercial pour le microdistrict no 2. À première vue, le quartier de la Deuxième Rivière ne diffère pas du développement de masse soviétique typique de l'époque, dont l'emplacement inhabituel peut s'expliquer par la topographie complexe. Cependant, la critique d'art Tatyana Ephroussi souligne que les bâtiments du quartier forment un ensemble composé de « bâtiments résidentiels de neuf étages situés le long du périmètre de la pente, d'une chaîne continue de magasins d'un étage et de maisons à panneaux interconnectées de cinq étages, séparées par des passages voûtés ».
En 1969, le cinéma Océan a été érigé, qui était une structure unique construite selon un projet individuel développé pour Vladivostok par l'Institut de design Giprotheatr de Moscou. Les auteurs du projet sont l'architecte en chef G. K. Machulski, l'architecte B. I. Levtchine et le designer G. Rabinovitch. Le cinéma est devenu le premier bâtiment du pays dont la partie elliptique était recouverte de câbles (cordes d'acier).

Parmi les nouveaux bâtiments des années 1970, se distingue le bâtiment du Palais des Pionniers et des Écoliers, qui est devenu un exemple frappant d'un ensemble d'art et d'architecture monumentaux et décoratifs. Le projet du palais a été développé en 1972 par l'architecte moscovite d'origine espagnole Antonio Mikhe en collaboration avec l'équipe de l'Institut TsNIIEP. La mise en œuvre du projet a duré près de neuf ans (1974-1983), est devenue un événement pour Vladivostok et a été largement couverte par la presse. Les meilleurs artistes de la ville ont travaillé à la décoration du palais : P.K. Fedotov, V.A. Sannikov, A.I. Krotov, N.M. Chaïmordanova, V.F. Kossenko, A.V. Katsouk. Le palais était décoré de panneaux de mosaïque et d'objets décoratifs (cornes, horloges à personnages, salle des contes de fées). Une piscine-fontaine ronde a été installée devant l'entrée, décorée d'une mosaïque sur le thème « La vie de la mer » de l'artiste Venali Sannikov. L'horloge décorative « Signes du zodiaque », située au-dessus de l'entrée principale, a été créée par l'artiste Pavel Kirillovitch Fedotov. En 2018, la fontaine de la place a été démolie.

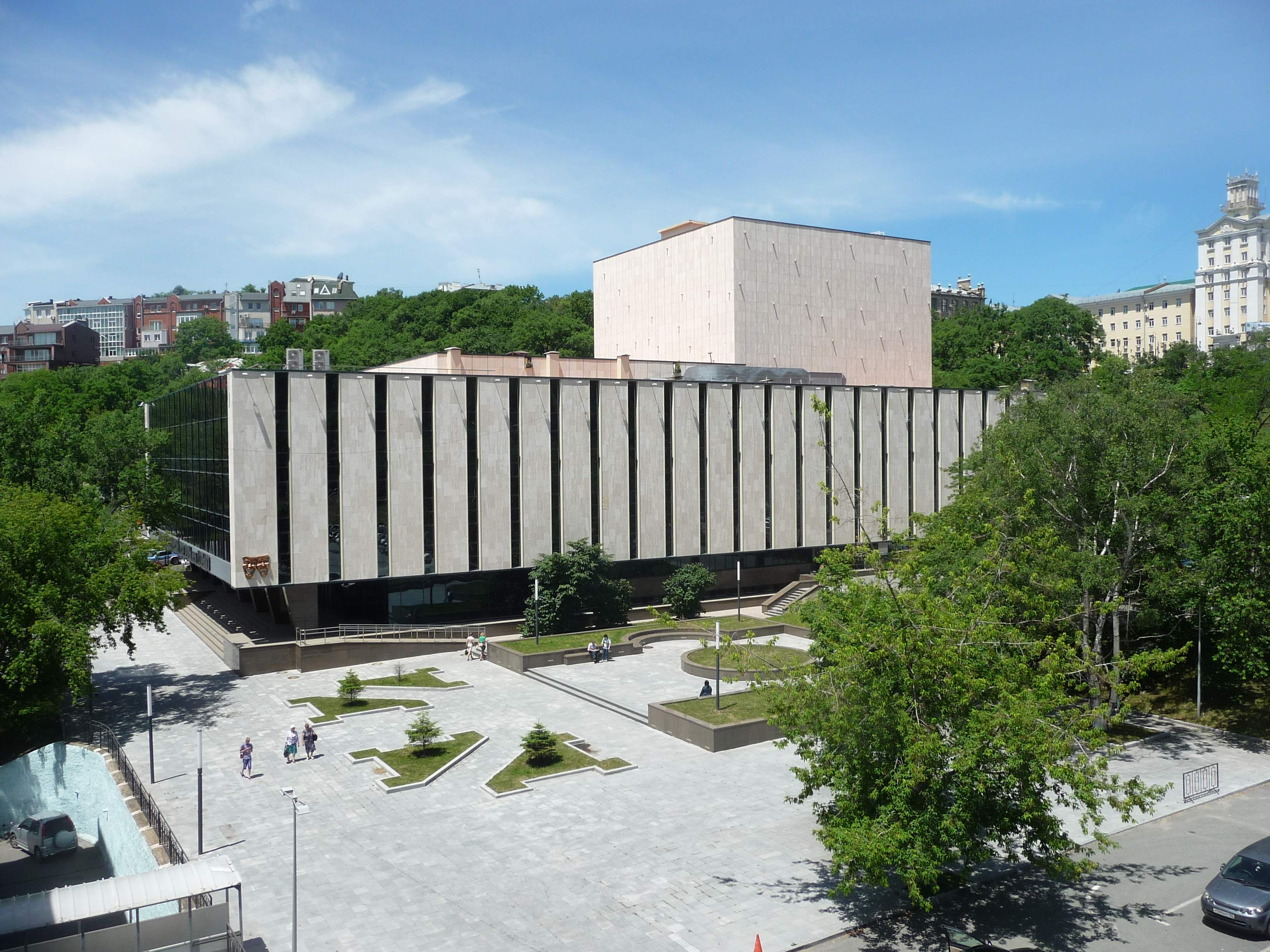
Le bâtiment du Théâtre Gorki (1975).
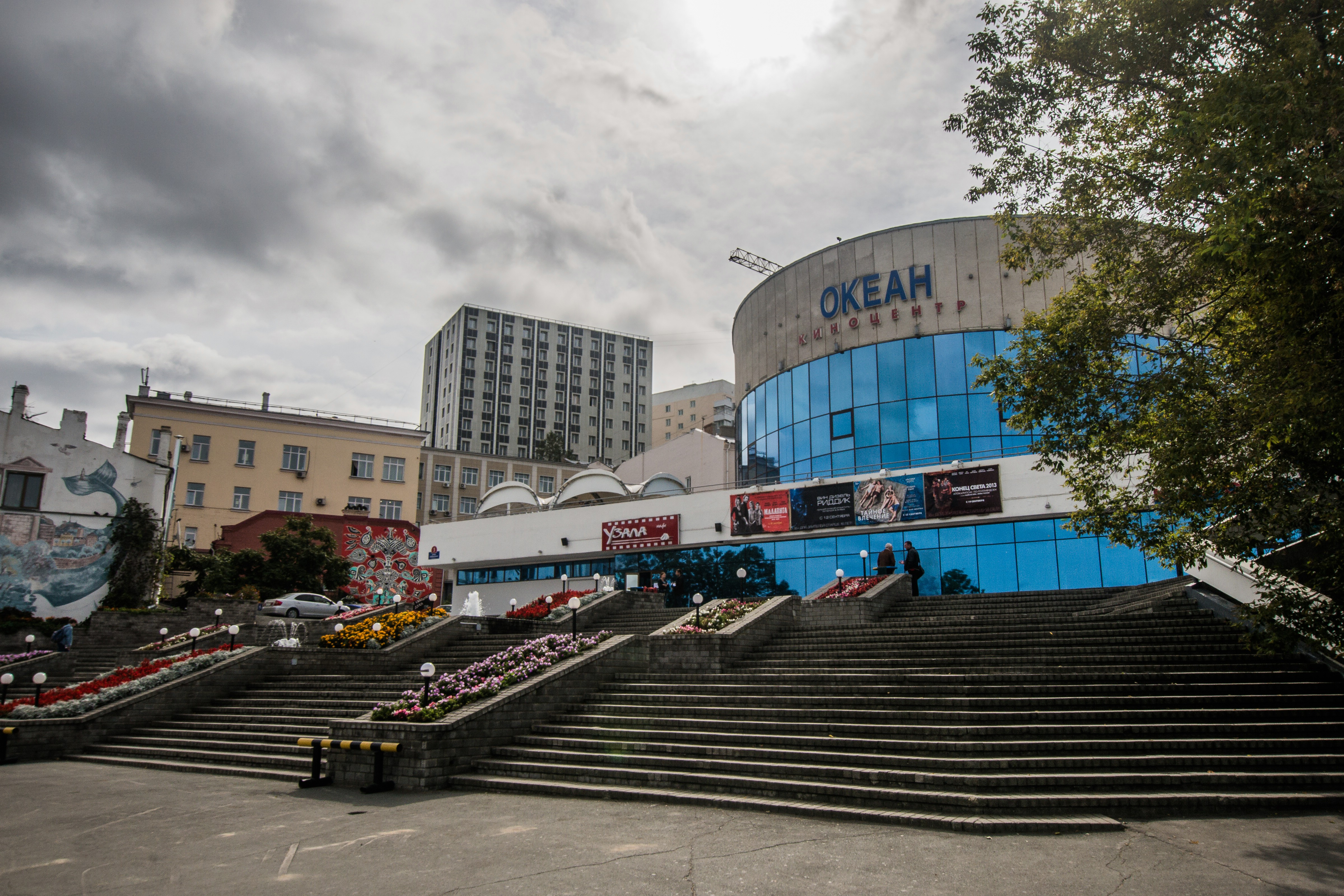
Cinéma Océan (1969).
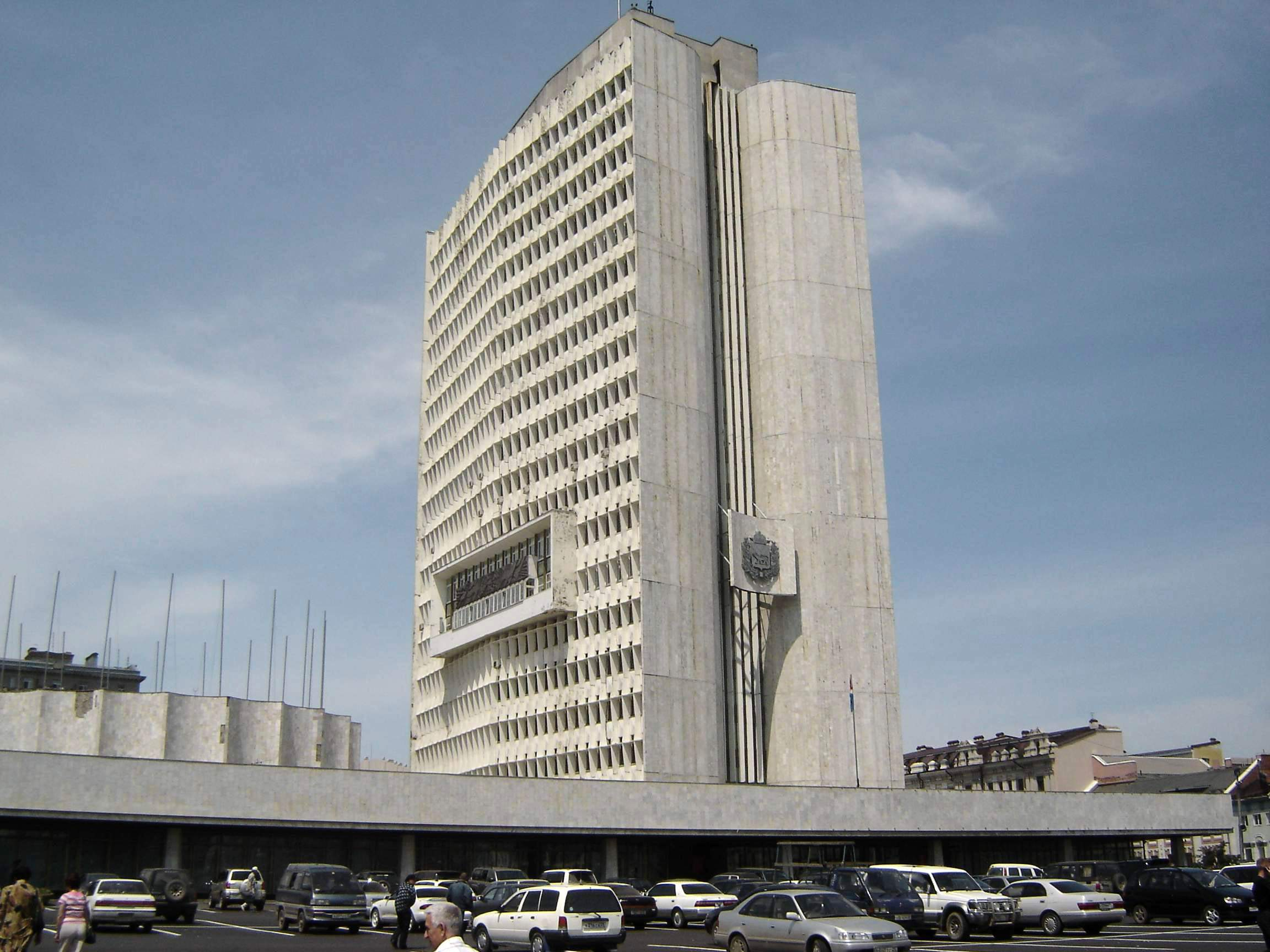
Maison des Soviets (1983).

### Postmodernisme
| Période                | Matériaux caractéristiques         | Architectes                                                                |
| ---------------------- | ---------------------------------- | -------------------------------------------------------------------------- |
| Depuis les années 1990 | En béton armé, en verre, en brique | A. R. Assadov, K. V. Sapritchian, « Jungle de béton », Primorgrajdanproekt |

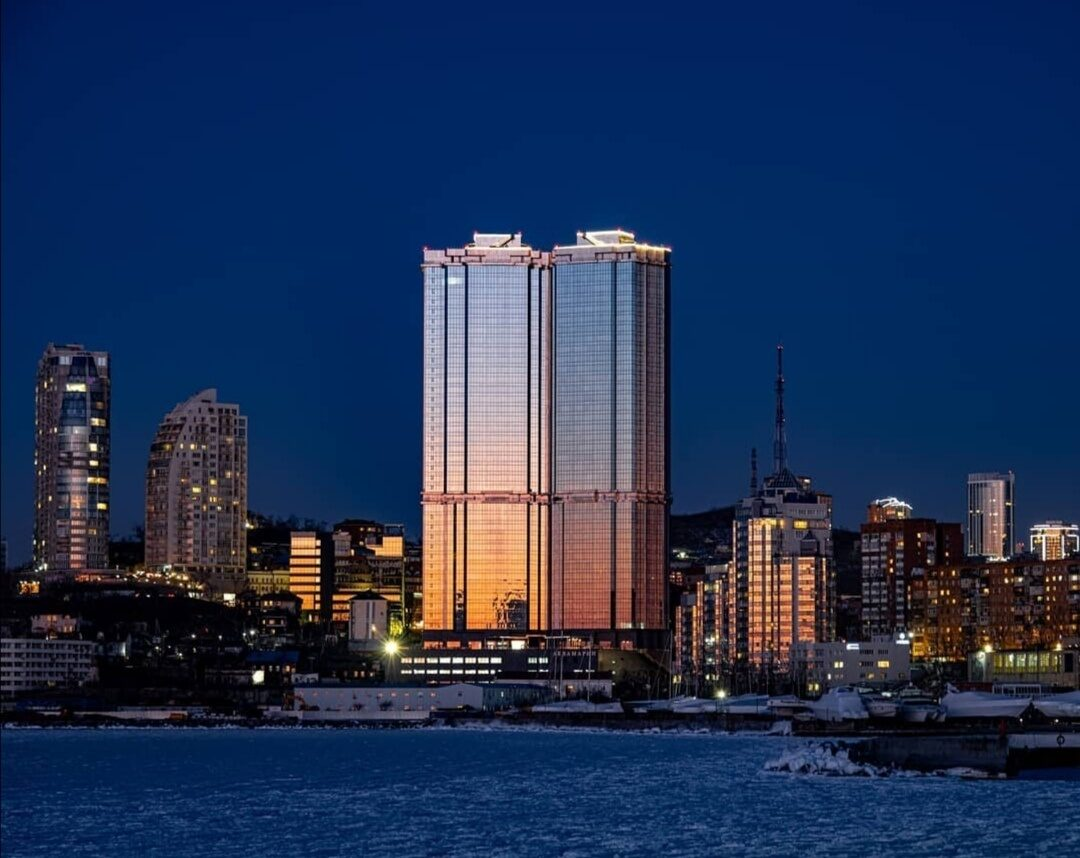
Tours Aquamarine, plus haute construction de Vladivostok.

De 1991 à nos jours, divers sous-types du nouvel historicisme ont commencé à prévaloir dans l'architecture de Vladivostok. Le postmodernisme extrême-oriental a traversé quatre étapes de développement : l’historicisme brutal (1991-1998), l’historicisme commercial (1998-2004), l’historicisme d’État (2004-2008) et le postmodernisme d’entreprise (2008-2018). Le postmodernisme brutal des années 1990 est devenu le reflet architectural et spatial du « capitalisme sauvage ». À Vladivostok, durant cette période, le gothique est devenu le plus répandu. Dans la zone suburbaine, des demeures ont été construites avec des pinacles, des gables, des pignons et des fenêtres à lancettes décorées de vitraux, avec le style typique des détails bruts et de l'indulgence du goût du client.
Les styles de la deuxième vague du postmodernisme se sont répandus à Vladivostok : le baroque commercial et le nouveau gothique rouge, car la ville avait historiquement une forte école architecturale dans le cadre de l'esthétique « Renaissance-Baroque-Classique ». Dans le cadre du style, des soi-disant « simulacres » sont apparus dans la ville, des objets qui n'imitent pas un style spécifique, mais seulement une idée générale de ce à quoi devrait ressembler un bâtiment historique. Des exemples d'un tel « simulacre » incluent le bâtiment à arcades de la rue Svetlanskaïa, 39, qui bloquait la vue sur le complexe résidentiel de la société Kunst und Albers (historiquement, il n'y avait pas de galeries marchandes ni d'arcades en Extrême-Orient).
La reconstruction de l'héritage soviétique du modernisme conformément au style historique conventionnel est devenue un phénomène de masse, donnant naissance au phénomène d'un environnement urbain discret, lorsque des bâtiments pseudo-historiques sont introduits dans le développement des années 1960 et 1880. Un exemple de ce phénomène est le bâtiment situé au 13 avenue de l'Océan, qui, à la suite de plusieurs reconstructions avec une augmentation du nombre d'étages, est devenu le point central du carrefour. L'expressivité figurative du bâtiment a été assurée par la stylisation de l'environnement historique et le contraste dans la synthèse du nouveau et de l'historique. L'angle du bâtiment était accentué par un élément en forme de tour avec une horloge. La conception a utilisé un style audacieux avec la projection des structures porteuses de la tour d'angle et de l'escalier de secours en métal sur la façade, de couleur contrastée pour correspondre à la palette de la façade.

À l'ère du postmodernisme corporatif, des bâtiments de taille considérable apparaissent dans la ville, avec des corniches hypertrophiées, et les socles sont décorés d'éléments d'ordre réduit ou d'arcades. L’influence du postmodernisme et de l’hyperclassicisme « miroir » transnationaux est visible dans les bâtiments en construction.

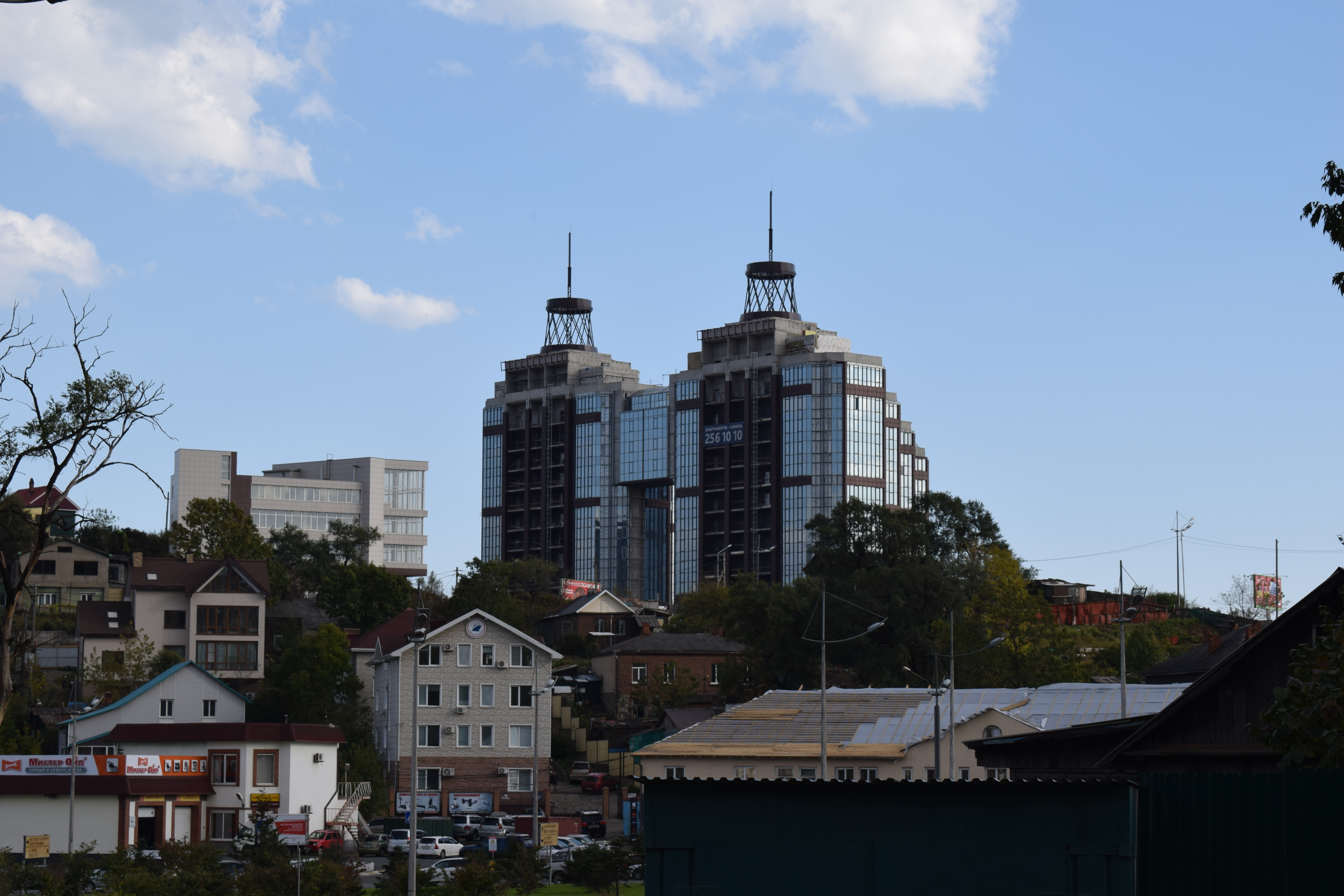
Complexe résidentiel "Magnum", un exemple de postmodernisme dans le développement de Vladivostok.
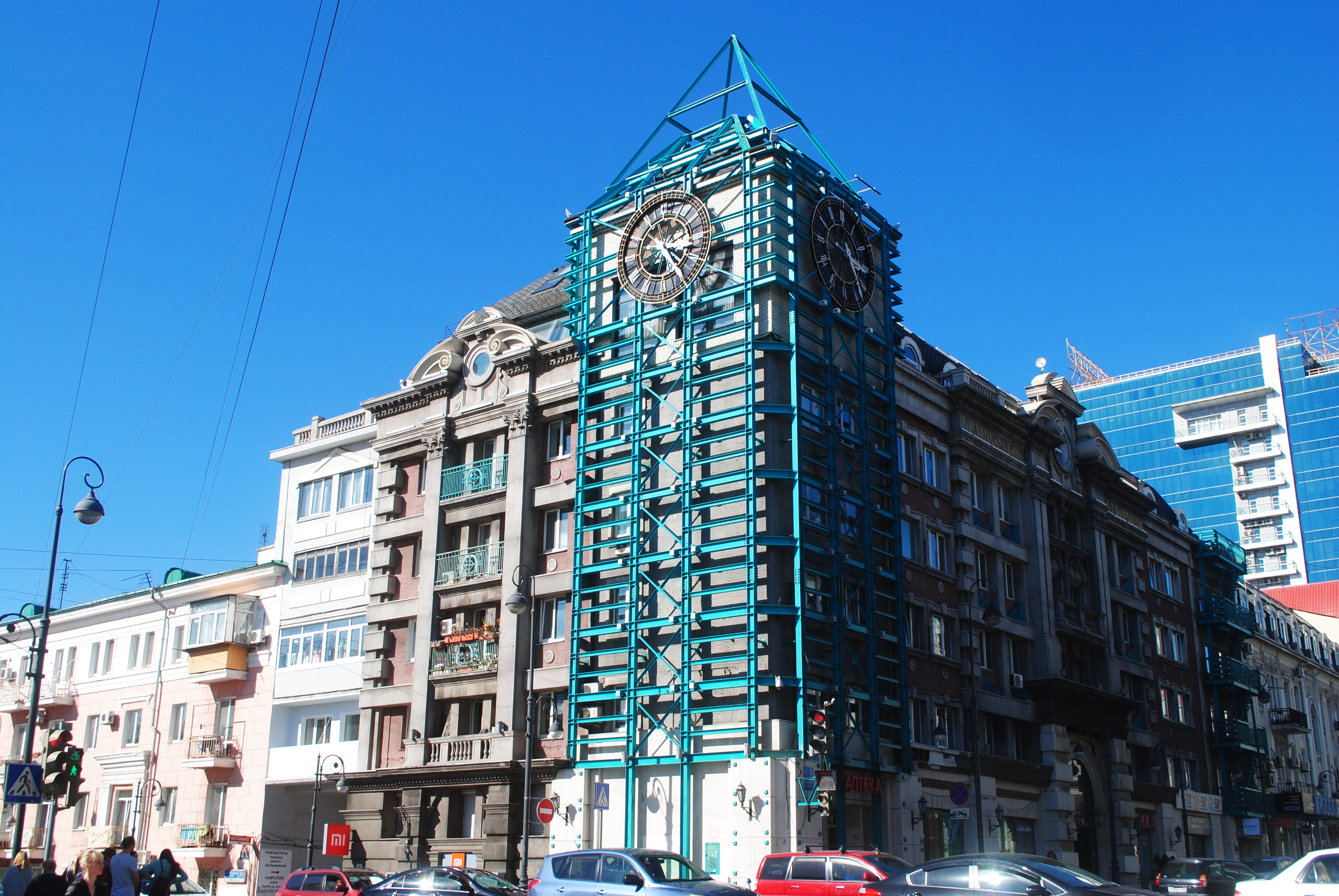
Le bâtiment situé au 13 avenue de l'Océan est un exemple de reconstruction de l'héritage du modernisme soviétique selon les modèles de l'historicisme postmoderne.
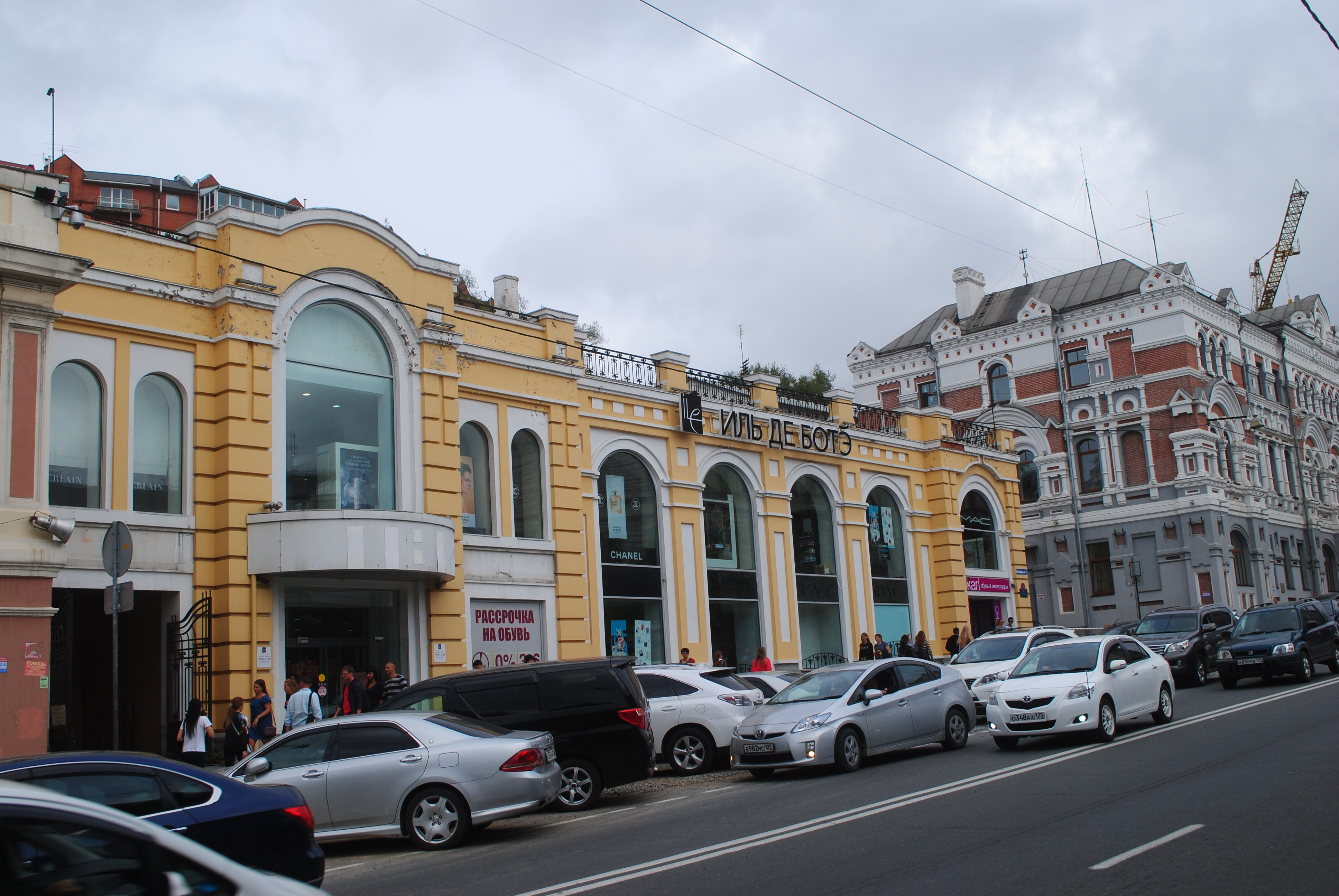
Bâtiment pseudohistorique sur la rue Svetlanskaïa, 37a.